# 火星冲沟

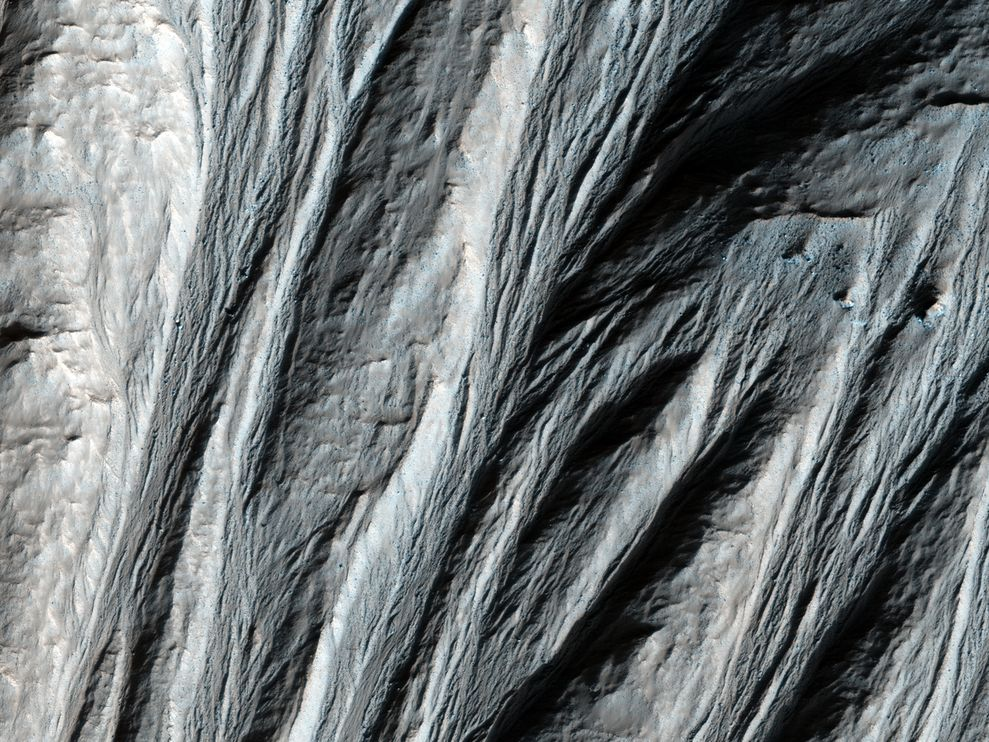
火星南部高地的冲沟，2014年火星勘测轨道飞行器上的高分辨率成像科学设备相机在阿耳古瑞平原南部拍摄的图像。

火星冲沟（英語：Martian gullies）是在火星上发现的由狭窄流道及其相关的下坡沉积物构成的冲刷沟壑，因与地球上的冲沟相似而得名。它们最早是在火星全球探勘者号照片中发现的，普遍出现在陡峭的斜坡上，尤其是在陨石坑坑壁上。通常，每条冲沟的沟头都有一处树状的壁凹，底部有一片扇形冲积堆，还有一条连接这两道冲沟的细支沟，整体呈现为沙漏状。据估计，这些冲沟相对年轻，因为它们上面几乎没有陨石坑。在沙丘表面还发现了另一种类别的冲沟，这些沙丘冲沟被认为也非常年轻，线型沙丘冲沟现在被认为是一种重复出现的季节性特征。
大多数冲沟出现在南北半球朝向极地30度的地方，南半球的冲沟数量更多。一些研究发现，冲沟出现在面向所有方向的斜坡上，另外的研究发现，更多的冲沟出现在面向极地的斜坡上，尤其是在南纬30°到44°之间。尽管已发现了数千条冲沟，但它们似乎仅限于火星的某些区域。在北半球，它们被发现于阿耳卡狄亚平原、滕比高地、阿西达里亚平原和乌托邦平原等地。而在南半球，则集中发现于阿耳古瑞盆地北侧边缘、诺亚高地北部以及希腊平原溢出河道坡上。最近一项研究检查了覆盖火星表面85%的54040张背景图像，发现了4861处单独的冲沟地貌（如单独的撞击坑、土墩、山谷等），总计找到数万条单独的冲沟。据估计，背景相机照片可能涉及了95%的冲沟。
本文将介绍冲沟的发现和研究过程。随着研究的推进，火星冲沟的成因已从近期的液态水转变为沿陡坡下滑的干冰，但这方面的研究仍在继续。根据冲沟的形状、方位、地势和位置等，以及与被认为富含水冰的特征之间明显的互动作用，许多研究人员认为，冲刷出冲沟的过程涉及液态水。当将冲积扇与冲沟的其他部分进行比较时，看起来冲积扇的体量要小得多，因此，它的大部分物质可能是已消失的水和冰。然而，这仍是一项有待进一步研究的课题。由于这些冲沟非常年轻，表明火星在最近的地质史中仍存在液态水，这对现代地表的潜在宜居性产生了影响。
2014年7月10日，美国宇航局报告说，火星表面的冲沟主要是由二氧化碳（CO2）的季节性霜冻所形成，而非如前所述的液态水。

## 形成

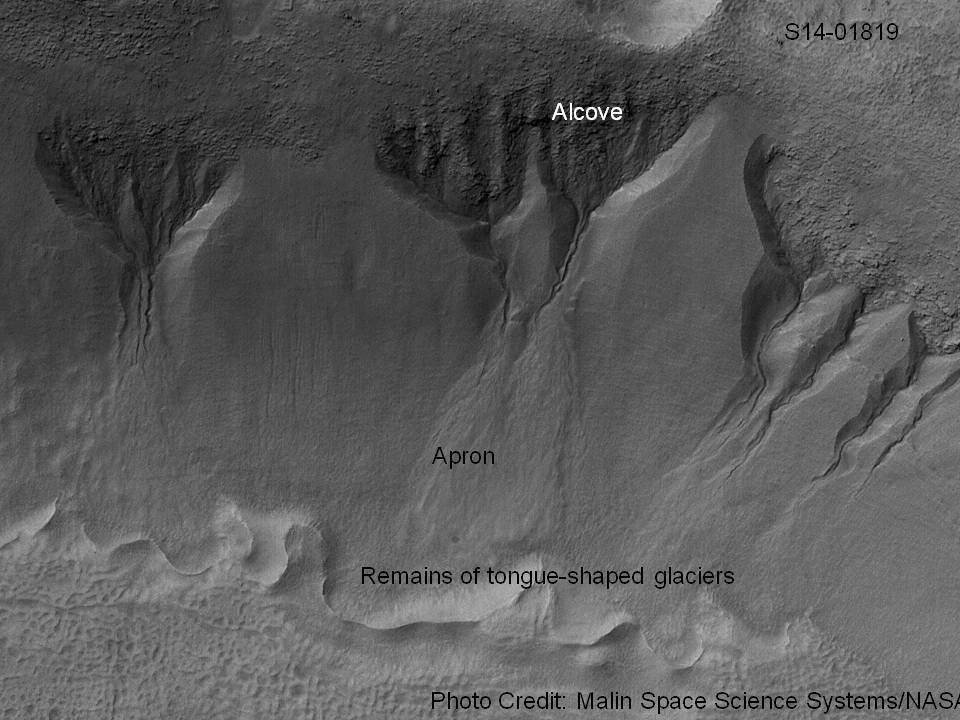
位于牛顿陨击坑西面一座陨坑北侧坡上的一组冲沟，一条冲沟的沟头凹坑和冲积扇均被标出。这些冲沟与坡底的冰碛状垄脊有关，表明它们形成于现在没有流冰的地方。请注意，它们切入进比粗糙的底层更平整的覆盖层。该照片由火星全球探勘者号拍摄。

在发现后，人们提出了许多假说来解释这些冲沟，然而，与通常的科学进展一样，当进行更多的观察、使用其他工具及应用统计分析时，有一些想法变得比其他的更可信。尽管部分冲沟与地球上的泥石流相似，但人们发现，很多冲沟所处的斜坡并不够陡峭，不适合典型的泥石流。计算表明，气压和温度也不适合液态二氧化碳。此外，冲沟蜿蜒的形状表明，流体比泥石流或液态二氧化碳喷发产生的流速要慢。液态二氧化碳会在稀薄的火星大气中从地面喷发出来，由于液态二氧化碳会将物质抛掷到100米以上，因此通道应该是不连续的，但实际情况并非如此。最终，所有的假设范围被都缩小至或是来自含水层的液态水、或是古老冰川（或积雪）底部融化，甚或是气候变暖导致的地面冰融化。
高分辨率成像科学设备拍摄的特写照片，显示了支持流体参与的细节。图像显示，这些流道形成过多次，在较大的山谷中发现了较小的流道，这表明在一座山谷形成之后，另一座山谷在后来才形成。许多案例表明，这些流道在不同时间有不同的流径。在一些流道中，类似泪滴状的流线型岛屿很常见。下面一组冲沟图片中的解说，说明了一些使研究人员认为水至少参与了部分冲沟形成的形状。

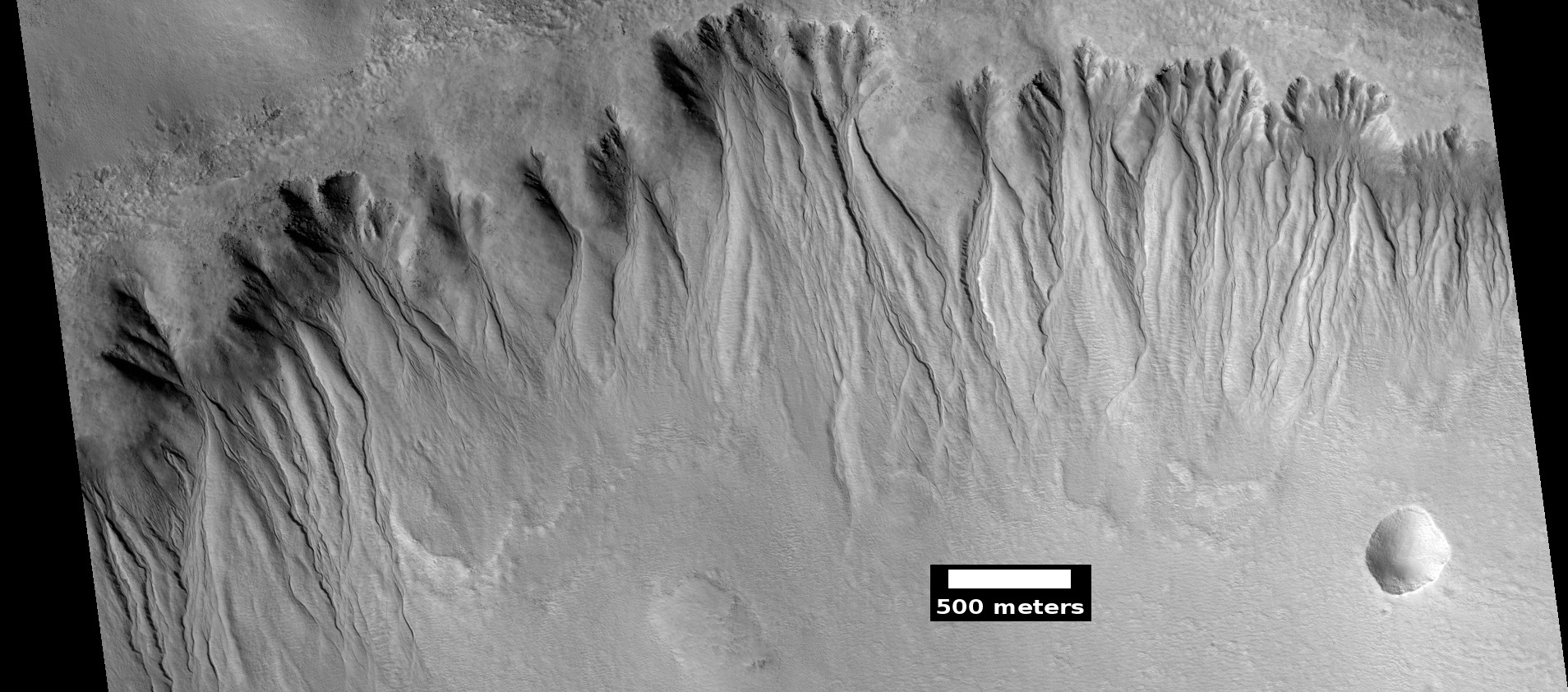
HiWish计划下高分辨率成像科学设备显示的阿西达里亚海区一座陨坑坡壁上的冲沟。
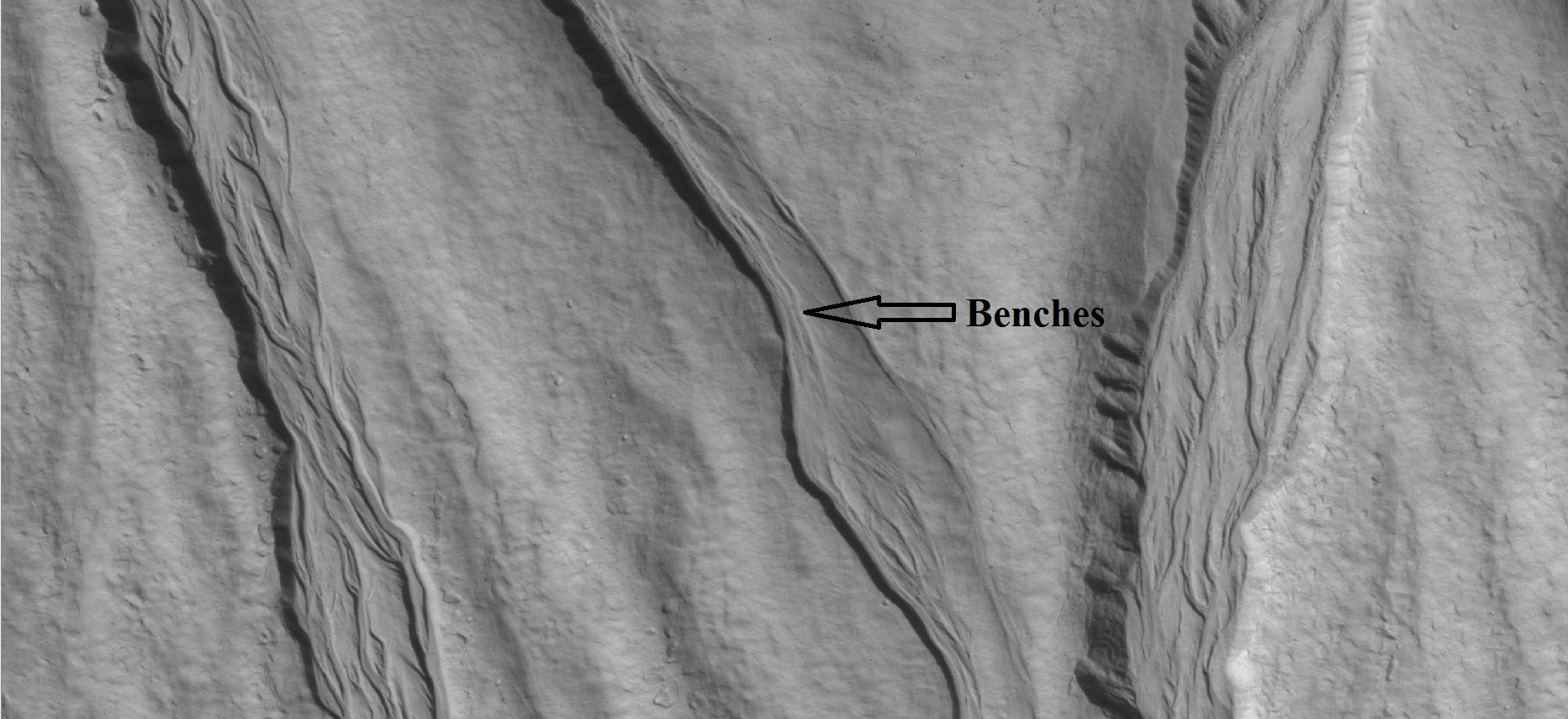
HiWish计划下高分辨率成像科学设备拍摄的阿西达里亚海区冲沟特写。该图片显示了许多流线型形状的结构和一些沿流道的阶坎。这些特征表明是由流水所形成，当水位缓慢下降并保持一段时间后，通常会形成阶坎。注意：这是前一幅图像的放大版。
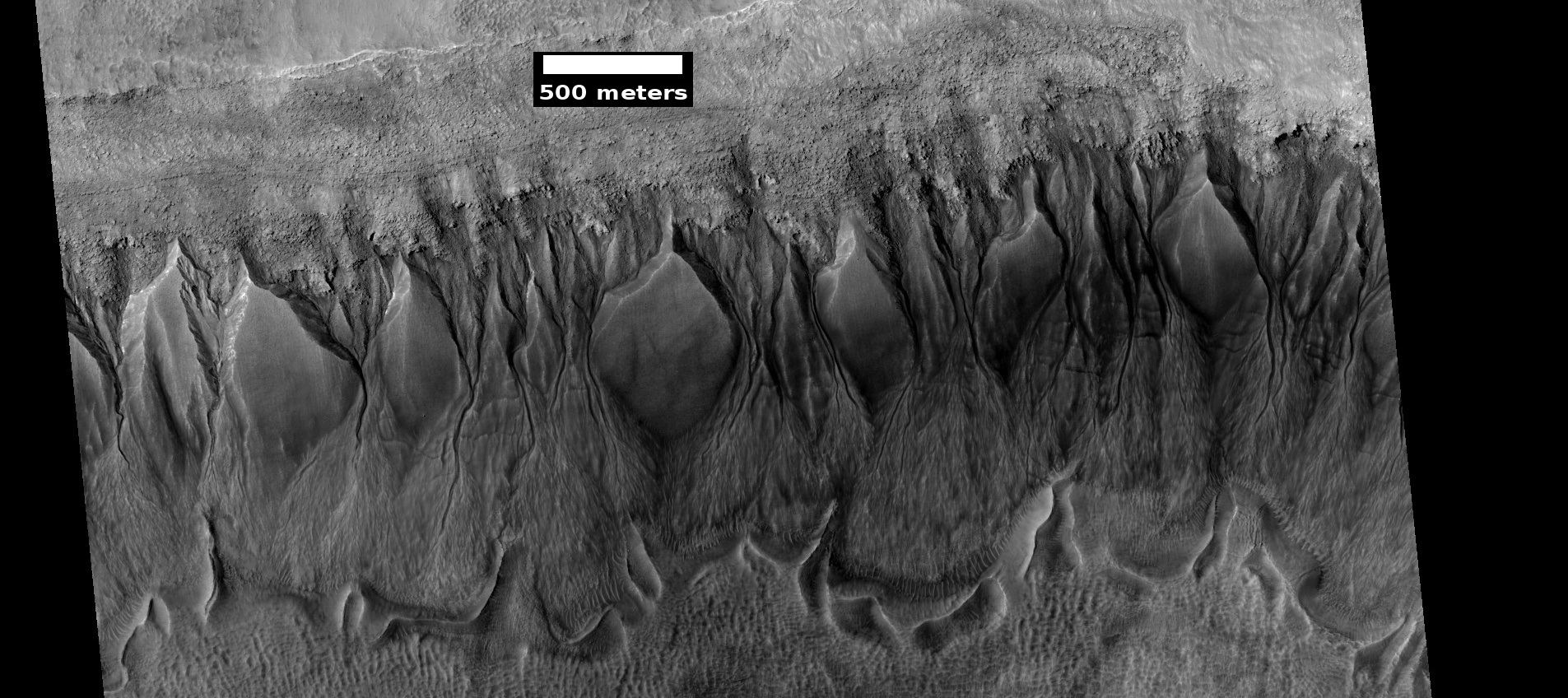
HiWish计划下高分辨率成像科学设备显示的法厄同区陨石坑中的冲沟。
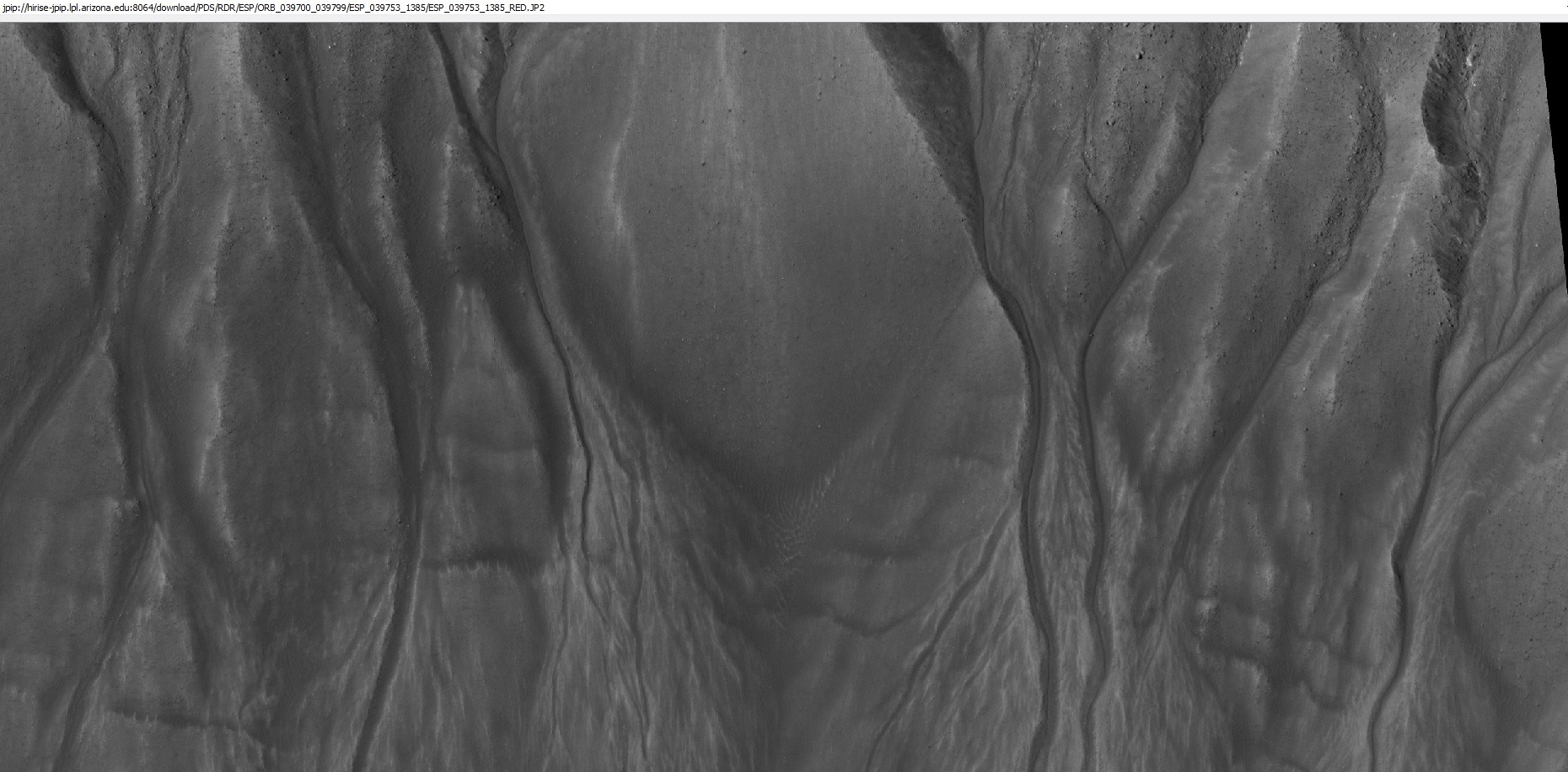
冲沟中流道的特写，显示流道的路径随时间而变化，这一特征表明它形成于携带着大量沉积物的流水中。该照片为HiWish计划下高分辨率成像科学设备拍摄于阿西达里亚海区。注意这是之前法厄同区照片的放大版。
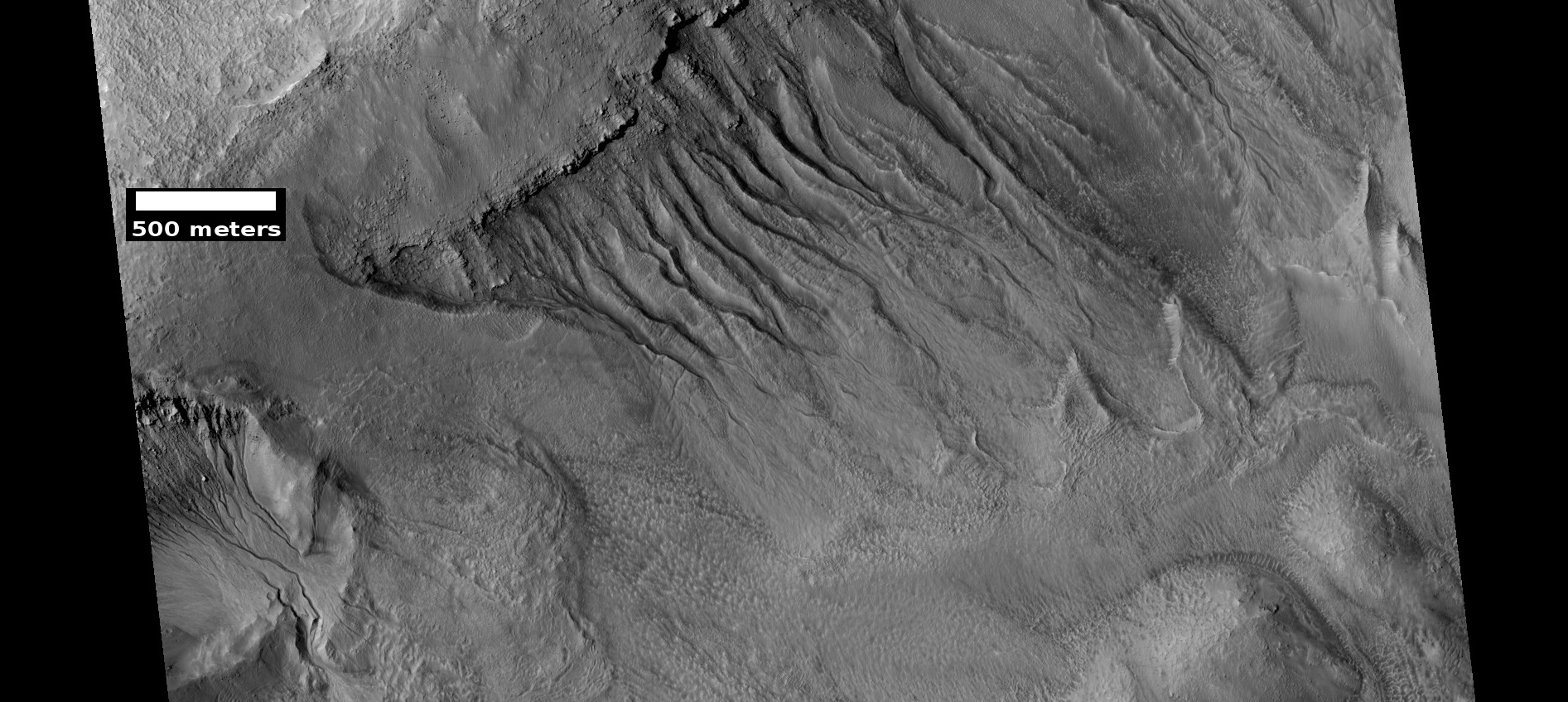
HiWish计划下高分辨率成像科学设备显示的埃里达尼亚区一座陨坑中的冲沟。
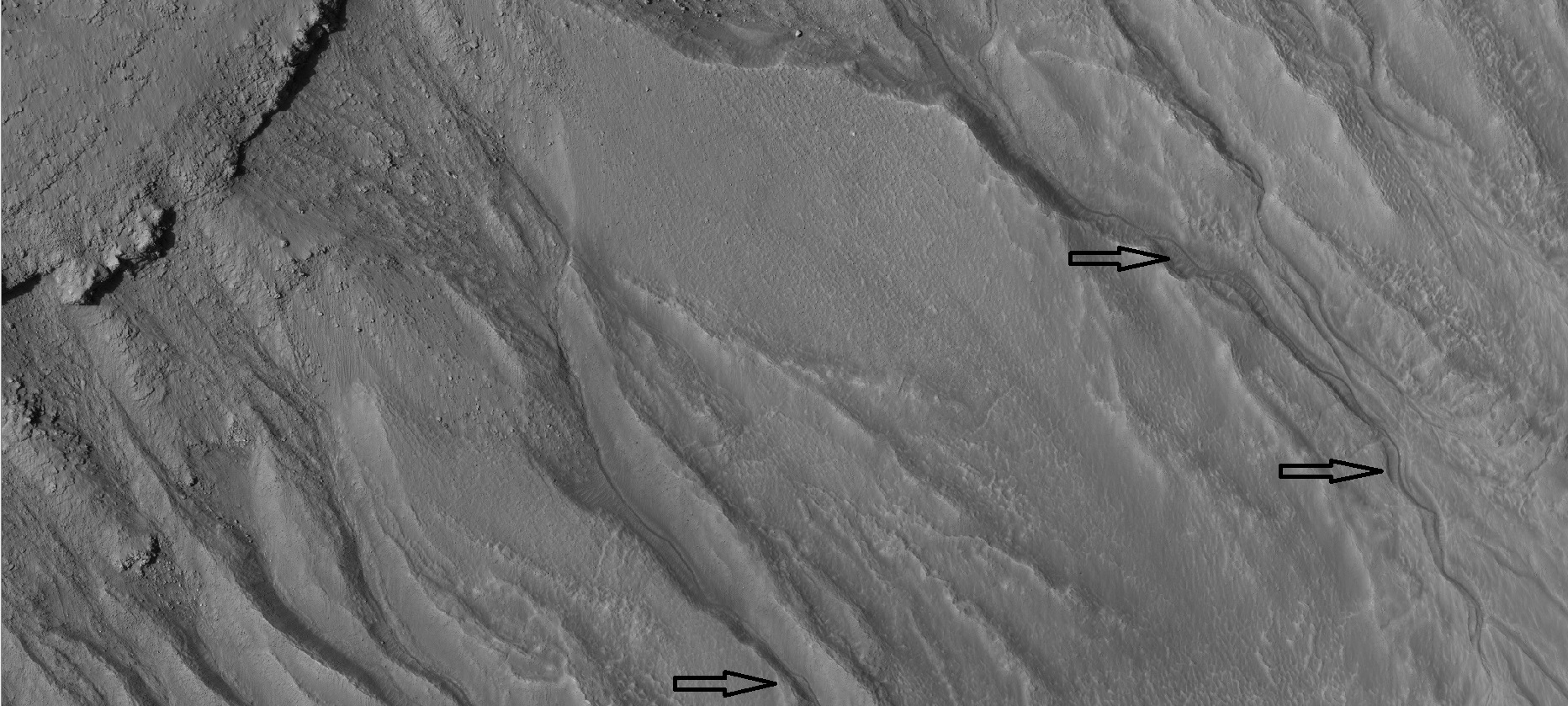
陨石坑中的冲沟特写显示了阿西达里亚海区更大山谷中的河道和河曲部位。这些特征表明它们是由流水形成的。注：这是上一幅HiWish计划下高分辨率成像科学设备所拍摄图像的放大版。

然而，更多的研究开启了其他可能性，2010年10月发布的一项研究表明，一些沙丘上的冲沟可能为寒冷冬季月份中积聚的固体二氧化碳霜所致。
2014年7月10日，美国宇航局报告说，火星表面冲沟主要是由二氧化碳（CO2冰或“干冰”）季节性霜冻形成的，而不是如前所述的液态水成因。
这些冲沟的确切成因/起因仍在讨论中，一项复查了54000多幅背景图像（覆盖了火星表面85%区域）的研究结果，支持地面冰或积雪融化为冲沟形成的主要原因。

### 地下含水层
大多数冲沟的沟头凹坑都出现在同一水平面上，确如人们所预料的一样，如果水是从含水层中流出的话。各种测量和计算表明，通常在冲沟起点的深度，含水层中可能存在着液态水。该模型的叙述是，上升的炽热岩浆可能融化了地下冰，导致水在含水层中流动。含水层是能让液态水流动的地层，可能由多孔的砂岩组成，一般位于阻止水往下流（地质术语称为”不透水“）的另一层上部。由于含水层中的水下渗受阻，因此受堵的水流只能沿着水平方向流动。最终，当含水层抵达一道裂缝处-如一座陨坑的坡壁时，水就可能流出地表，由此产生的水流会冲刷坡体，形成冲沟。含水层在地球上很常见，如犹他州锡安国家公园的“哭泣石”就是一则很好的示例。但含水层形成冲沟的观点并不能解释在孤峰上发现的冲沟，如岩丘（knobs）和陨坑内的中央峰上。此外，沙丘上似乎也存在一种冲沟。含水层需要大范围的集水区域，而这是沙丘或孤坡上并没有的。另外，尽管所看到的大多数原始冲沟似乎都来自斜坡的同一层，但也发现了一些与这种模式不同的例外，像洛泽陨击坑和罗斯陨击坑的冲沟图像中就显示了来自不同层面位置的冲沟。

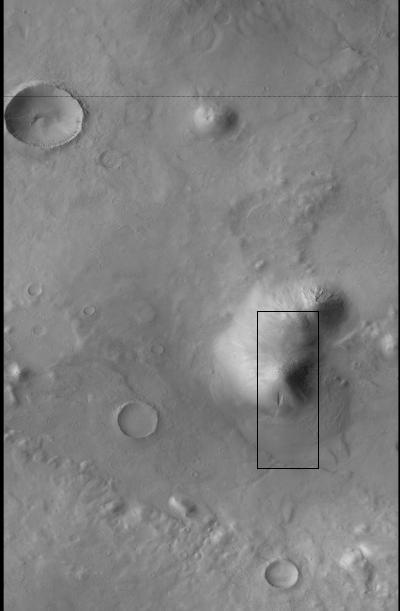
为右边全景图的区域背景图。该山丘是一座孤丘，很难形成含水层，图中的矩形代表显示在下一幅图像中的大致区域。
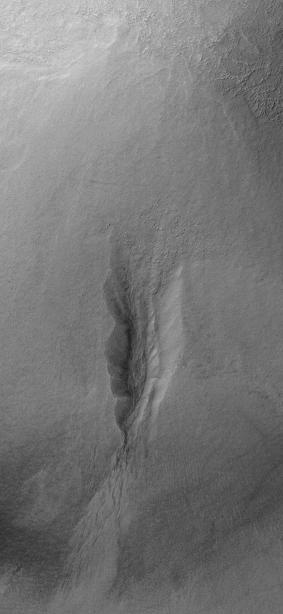
火星全球探勘者号根据火星轨道器相机公共目标计划显示的土墩上冲沟。孤峰上的冲沟，如图所示，很难用来自含水层水流的理论来解释，因为含水层需要较大的收集区域。
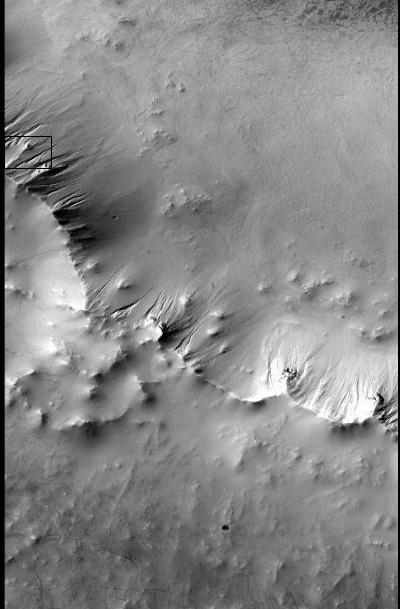
罗斯陨石坑部分区域背景相机图像，显示了下一张高分辨率成像科学设备所拍摄图像的背景。
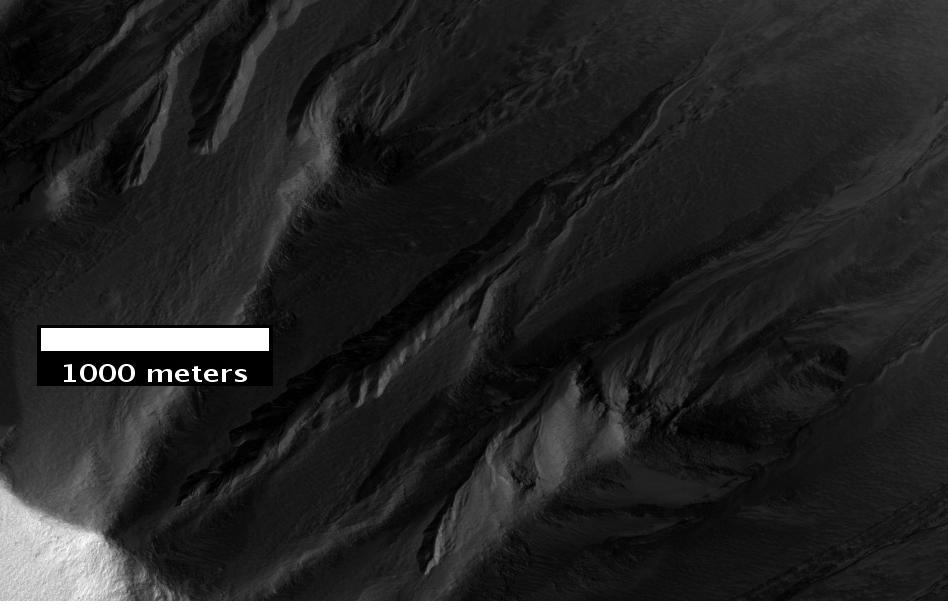
HiWish计划下高分辨率成像科学设备显示的罗斯陨石坑中的冲沟，由于冲沟位于陨石坑狭窄的壁坡上，且各条的起点高度不同，因此，该案例与含水层造成的冲沟模型不相符。
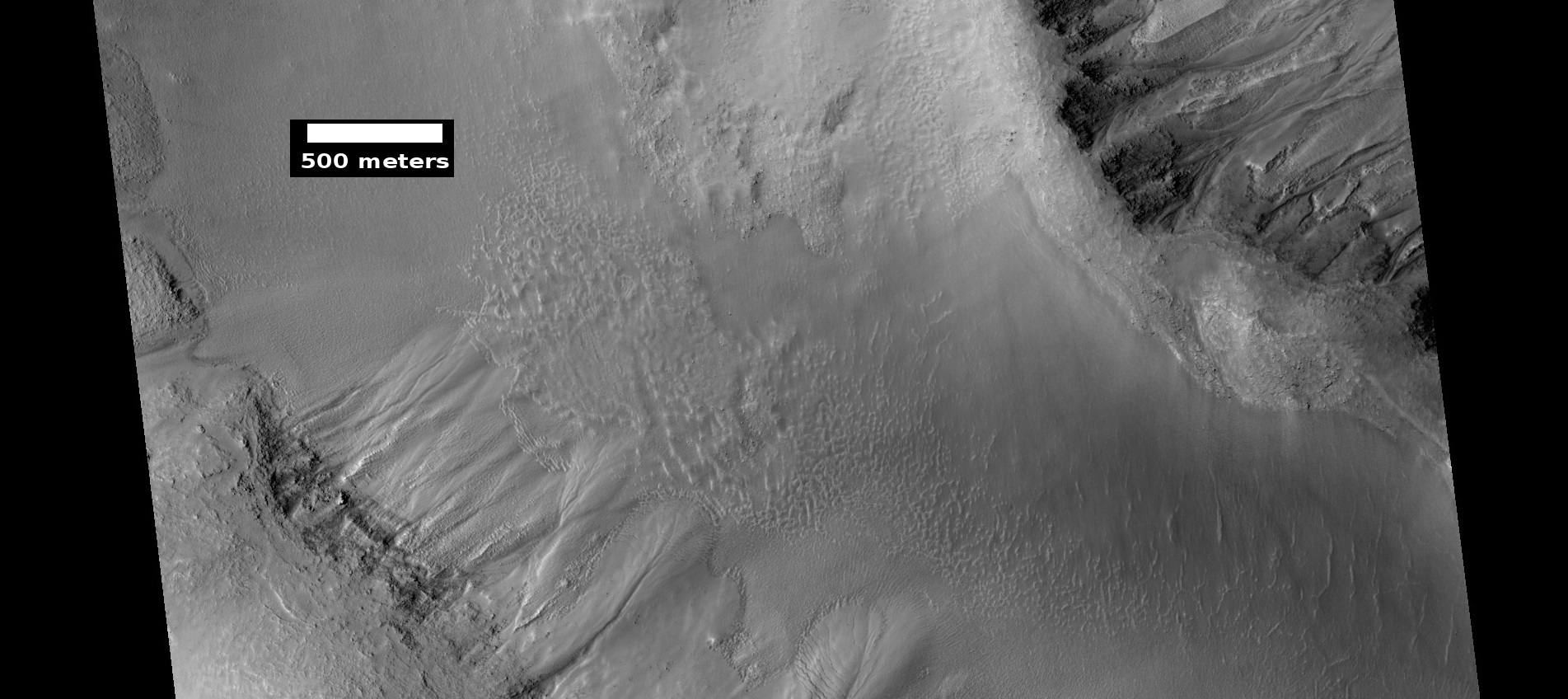
HiWish计划下高分辨率成像科学设备显示的法厄同区分别起源于陨坑壁上二处不同位置高度的冲沟。两处不同高度的冲沟表明，它们并不像最初所说的那样，是由含水层形成的。

### 积雪
火星大部分表面被一层平坦厚实的冰尘混合物所覆盖，这层覆盖物厚约数码，表面平整，但在某些地方有类似篮球表面的凹凸纹理。该覆盖层可能像冰川一样，在某些条件下，混合在其中的水冰可能会融化并冲下斜坡，形成冲沟。计算表明，即使在当前条件下，每一火星年中也有50天每天会产生三分之一毫米的径流 。由于这一覆盖层上几乎没有陨坑，因而，被认为它相对年轻。在高分辨率成像科学设备拍摄的托勒密陨击坑边缘的照片中，极好地展示了这一覆盖层。
富含水冰的覆盖层可能是气候变化的结果，火星轨道和倾角的变化导致从极地区到相当于德克萨斯州所在纬度的水冰分布发生重大改变。在某些气候时期，水蒸气离开极地冰进入大气层，水在低纬度地区返回地面，形成大量混合了尘埃的霜或雪沉积物。火星的大气层中含有大量的尘埃微粒，水蒸气将会在颗粒上凝结，然后因水包覆的额外重量而落到地面。当火星处于最大倾斜度或倾角时，夏季冰盖上多达2厘米厚的冰可能会蒸发，并沉积在中纬度地区。这种水的运动可能持续了数千年，并形成了一层厚达10米左右的积雪层。当覆盖层顶部的冰升华返回大气层时，会留下一层尘埃，从而将剩余的水冰尘封在下方。
当对数千条冲沟的坡度、流向和高度进行比较时，数据中出现了清晰的模式。测量的冲沟高度和坡度数据支持了积雪或冰川与冲沟相关的观点。坡度越陡则遮阴越大，积雪会更易保存下来，而较高海拔地区的冲沟则要少得多，因为冰在较高海拔的稀薄空气中更容易升华。如，陶玛西亚区地形崎岖凹凸，分布着众多的悬崖峭壁，它也位于合适的纬度范围内，但由于它地势海拨太高，没有足够的气压阻止冰冻升华（直接从固体转为气体），因此该地区没有出现冲沟。一项利用火星全球探勘者号数年数据进行的大型研究表明，冲沟倾向于出现在朝向极地的斜坡上，这些位置更背阴，可防止积雪融化，并形成大量的积雪层。
一般来说，现在估计在高倾角期间，冰盖将融化，导致更高的温度、气压和湿度。在中纬度地区，水分以雪的形式积聚起来，特别是在面向极地、更背阴的悬崖峭壁上。在一年中某个特定时间，阳光会将积雪融化为能冲刷出沟壑的水流。
最近首次发现了这些积雪的直接证据，表明该覆盖层确实是由<~1%的尘埃和冰构成。在多个火星年观察到的冲沟变化表明，今天暴露在外的尘埃冰正在消失，并有可能在覆盖层内及下面的岩层中融化形成流道。

### 地面（孔隙）冰的融化
第三种理论是，气候变化可能足以使来自大气层中水蒸气沉积的地面冰融化，从而形成冲沟。在气候温暖期，最初几米的地面可能会融化并产生类似干燥寒冷的格陵兰东海岸的“泥石流”。由于冲沟发生在陡坡上，因此，只需土壤颗粒抗剪强度略微出现降低就会开始下滑。少量地面冰融化的液态水可足以导致侵蚀。然而，沉积在地面土壤孔隙中的冰很可能会扩散回大气中，而非融化。类似的孔隙冰扩散现象在凤凰号着陆点也被原位观察到。

### 冲沟的近期变化
冲沟一经发现，研究人员就开始一遍又一遍地拍摄许多冲沟图像，以寻找可能的变化。到2006年，发现了一些变化，后来，通过进一步的分析，确定这些变化可能是由干燥颗粒流引起的，而非水流驱动 。随着观察的不断深入，在加萨陨击坑和其他地方发现了更多的变化。如流道拓宽了0.5到1米，数米大小的巨石被挪动；数百立方米的物质被转移。据计算，在目前条件下，冲沟可在50-500年内形成一次事件。因此，尽管今天几乎没有液态水，但目前的地质/气候过程仍可能形成冲沟，并不需要大量的液态水或发生巨大的气候变化。但过去的一些冲沟可能是受天气变化的影响，因为天气变化可能涉及融雪产生的大量水。随着越来越多的重复观测，发现了越来越多的变化。由于这种变化都发生在冬季和春季，专家们倾向怀疑冲沟是由二氧化碳冰（干冰）形成的。最近的研究表明，从2006年开始，利用火星勘测轨道飞行器上的高分辨率成像科学设备（HiRISE）相机对356处地点的冲沟进行了检查，其中38处地点显示冲沟形成活跃。之前和之后的图像显示，这一活动时间与季节性二氧化碳霜和液态水无法存在的温度相吻合。当干冰霜冻气化时，它可能会润滑干燥物质使其流动，特别是在陡坡上。在某些年份，可能厚达1米的霜冻会引发雪崩，这种霜冻主要含有干冰，但也含有少量的水冰。
高分辨率成像科学设备冲沟观测的结果表明，南半球的冲沟活动广泛，尤其是那些看起来很新的冲沟，可看到明显的河道切口和大规模山体滑坡，甚至看到了在液态水不存在的情况下，短短几年内就形成了被认为需要液态水才能形成的蜿蜒河道。冲沟活动的时间为季节性的，主要发生在季节性霜冻和除霜期间。
这些观察结果支持了一种模型，即当前形成冲沟的活动主要由季节性二氧化碳霜冻所驱动。在2015年一次会议中描述的模拟结果表明，滞留在地下的高压二氧化碳气体会引发泥石流，从而产生冲沟[58]。在发现冲沟的纬度地区可能会导致这种条件，这项研究后来在一篇题为《二氧化碳升华引发的泥石流在火星上形成冲沟》的文章中进行了描述。在这种模型中，二氧化碳冰在寒冷的冬天累积，它堆积在由冰凝土构成的永久冻土层上。当阳光更强的春天开始时，光线穿过半透明的干冰层使地表变暖。二氧化碳冰吸收热量并升华，由固体直接变为气体。由于这种气体被束缚在冰面下和冻土之间，压力会逐惭增大，最终，积聚到足以炸裂冰面并带走土壤颗粒。这些尘土颗粒与膨胀气体混合，形成一种可顺着斜坡向下流动，并在表面冲刷出冲沟的流体。
二氧化碳霜模型的主要问题是试图解释岩石的侵蚀，尽管有相当多的证据表明二氧化碳霜能够移动松散的材料，但升华的二氧化碳气体似乎不太可能侵蚀和风化岩石形成冲沟，相反，二氧化碳霜只可能修改原有的冲沟。
利用火星勘测轨道飞行器上的火星小型侦察成像光谱仪（CRISM）和高分辨率成像科学设备（HiRISE）数据，研究人员对100多处火星冲沟地点进行了研究，没发现任何可能与冲沟更有关的特定矿物证据，或者是由近期液态水形成的水合矿物，这项研究补充了液态水与冲沟形成无关的证据。然而，如上所述，被认为接近冰点条件下积雪融化所产生的液态水量，不太可能在一开始就会引起化学风化。
部分研究人员认为，冲沟的形成可能涉及干冰和液态水。

### 倾角变化如何影响气候
据估计，几百万年前，火星自转轴的倾斜度为45度，而不是现在的25度。它的倾斜度，也被称为倾角，变化很大，因为它的两颗小卫星无法像我们相对较大的月球那样能稳定住火星。在这种高倾斜时期，夏季的太阳光直射中纬度陨石坑表面，因此火星表面保持干燥。

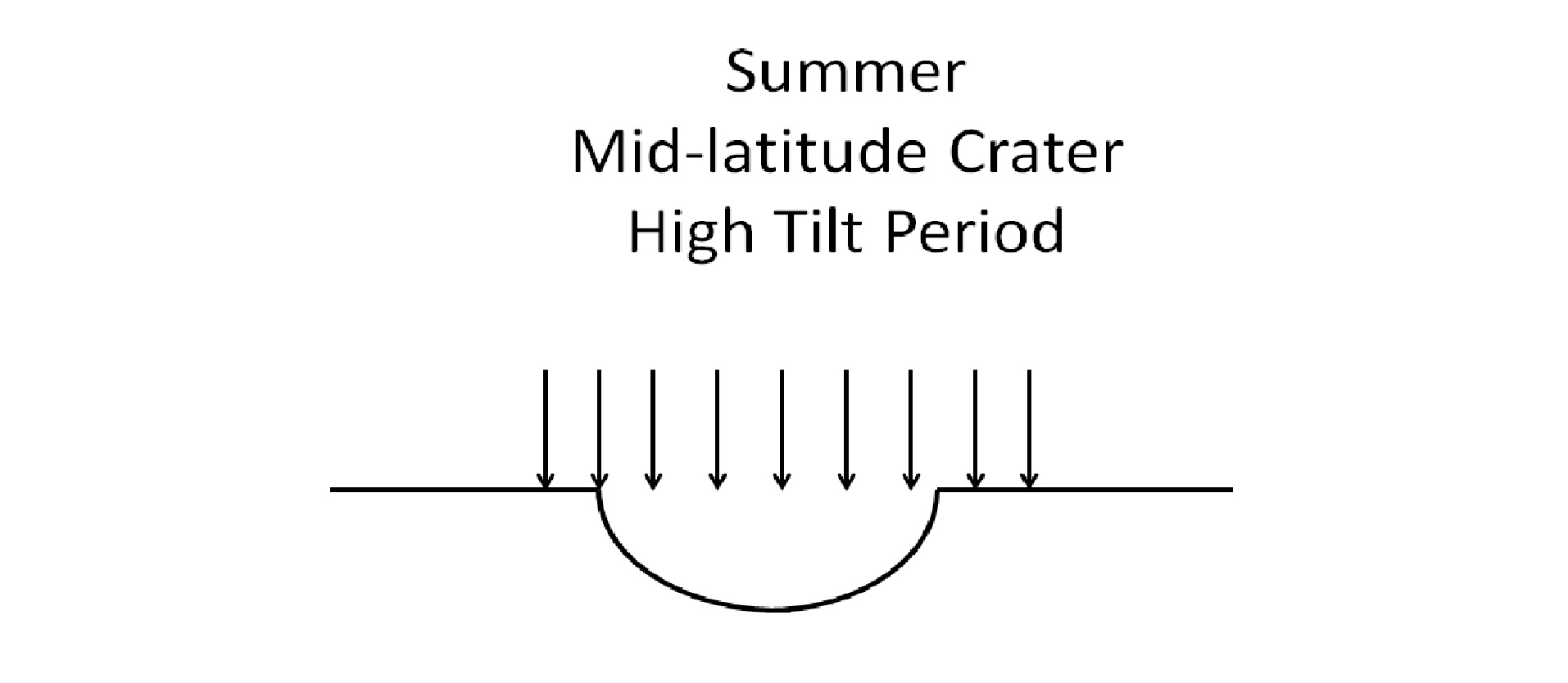
在火星倾斜度较高时，阳光的直射阻止了雪在中纬度陨石坑中堆积。

请注意，在高度倾斜时，两极极冠消失，大气层变厚，大气中水分上升。这些条件导致表面出现雪和霜。然而，当白天变暖时，任何在晚上和白天较冷时落下的积雪都会消失。
随着秋天的临近，情况就大不相同了，因为面向极点的斜坡全天都处在背阴中，背阴的环境使雪在秋季和冬季产生累积。

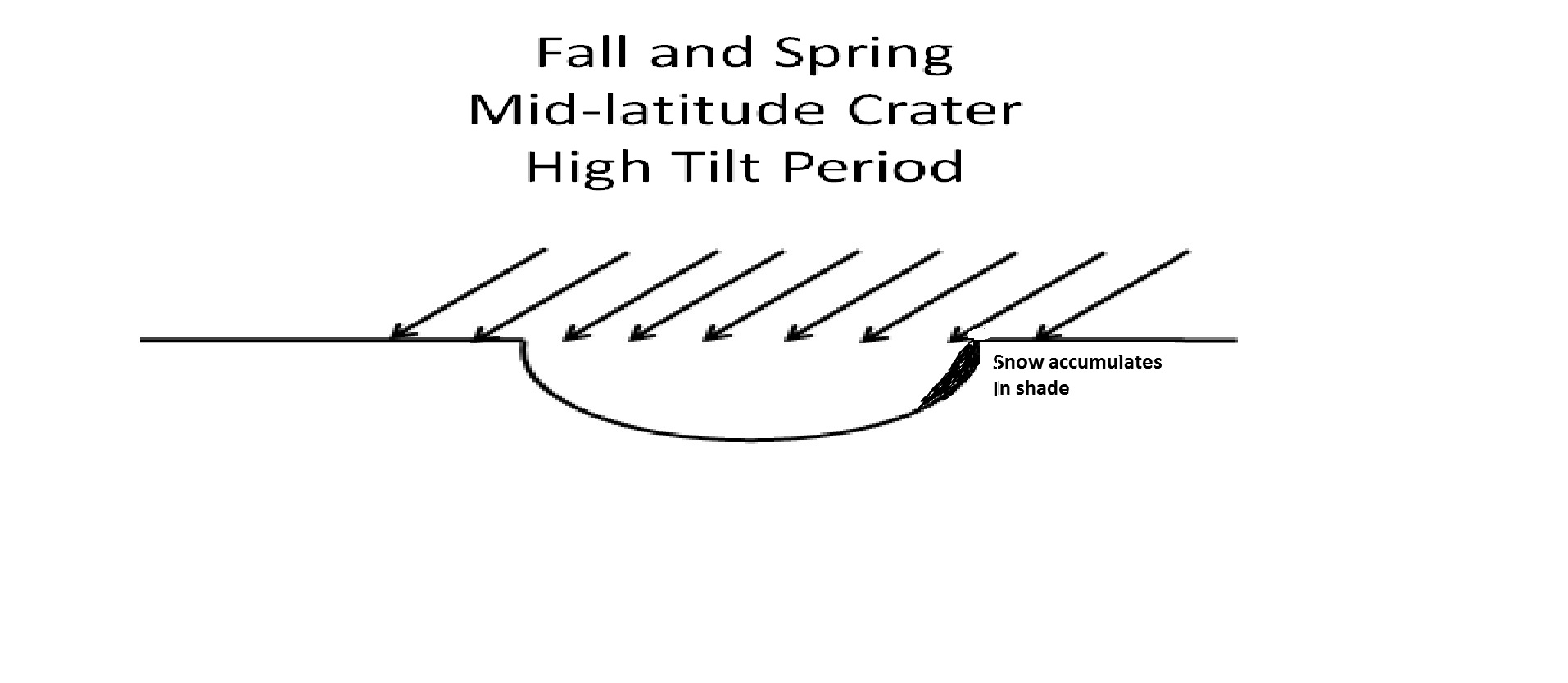
中纬度陨石坑面向极点一面的背阴坡促进了雪的堆积。注意：由于尘埃的混合，雪将由灰色变为黑色。
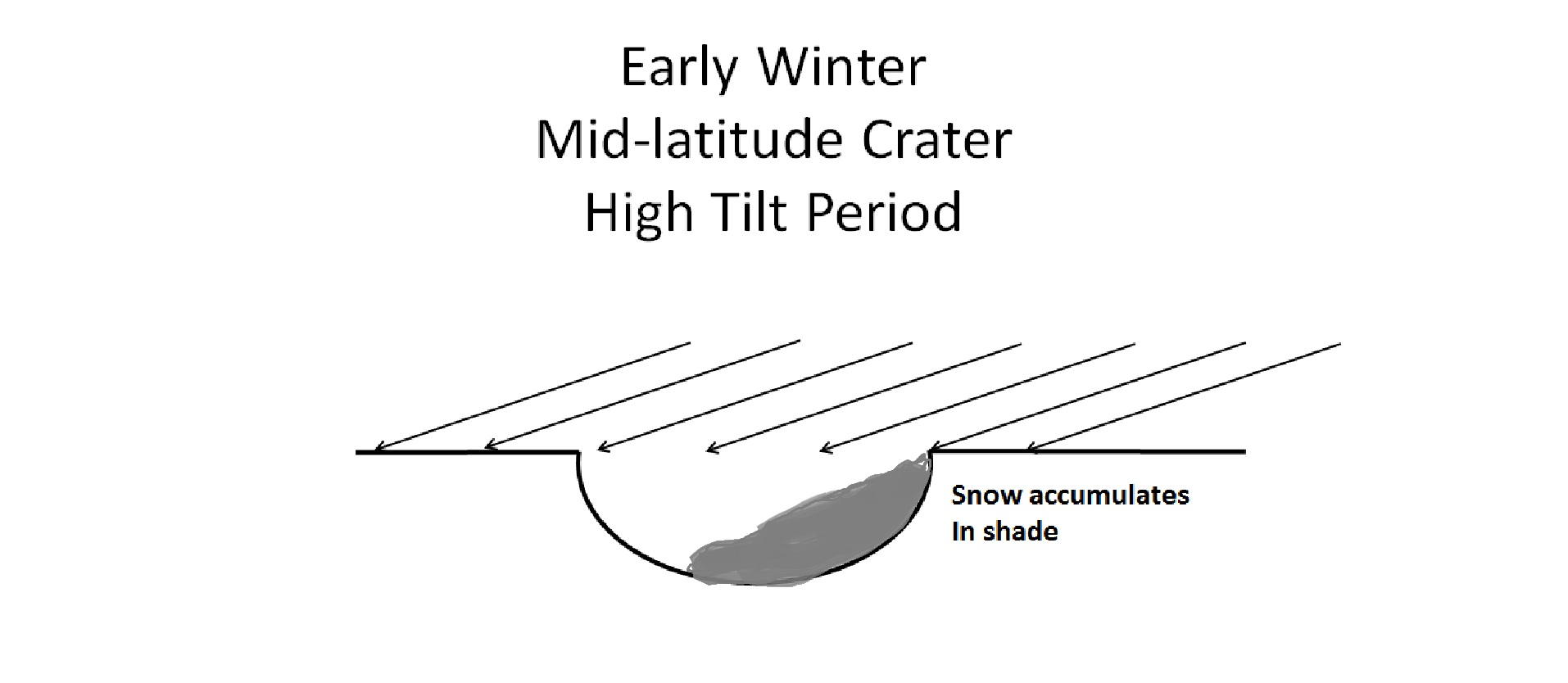
在冬季，陨坑中面向极地的一侧已堆积了大量的雪。随着季节的变暖，这些积雪将融化并冲刷出冲沟。

进入春季以后，随着地面的升温和大气压的升高，在某天的某个时刻积雪会融化为液态水，可能有足够量的水通过侵蚀形成冲沟；又或水可能渗入地面，然后作为泥石流向下移动。地球上由此过程形成的沟壑类似于火星上的冲沟。
火星自转轴倾斜度的巨幅变化既解释了冲沟与某些纬度带的紧密关系，也解释了绝大多数冲沟存在于面向极点的背阴坡上这一事实。模型支持了这样一种观点，即高倾角年代的气压/温度变化足以使液态水在冲沟常见的地方保持稳定。
2015年1月发表的研究表明，这些季节性变化可能发生在过去的200万年内（40万至200万年前），为水冰融化形成冲沟创造了合适的条件。

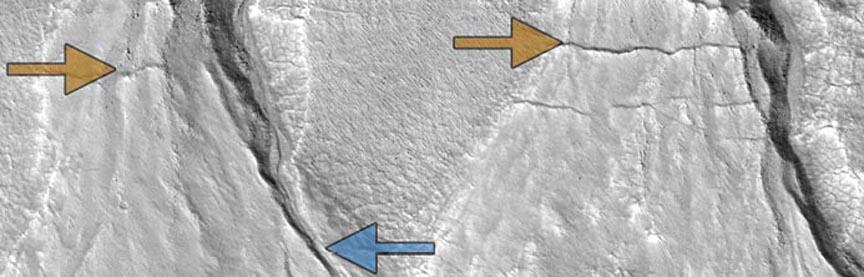
火星上同一地点，轮廓鲜明的新冲沟（蓝色箭头）和已退化的旧冲沟（金色），这些情况表明，过去200万年内气候发生了周期性变化。

## 冲沟相关的特征
在一些陡峭的坡壁上，除了冲沟外，还显示有其他的特征。一些冲沟底部可能有弯曲的突脊或洼地，这些已被命名为“铲形洼地”（spatulate depressions）。在火星气候循环的某些阶段，冰经常沿坡体，像陨坑壁堆积。在气候变化时，这些冰可以升华成稀薄的火星大气。升华是指物质直接从固态转变为气态，地球上的干冰就是如此，因此，当陡壁底部的冰升华时，就会产生铲形洼地。此外，更多的冰会从陡坡高处向下滑动，这种流体将推高表面的岩石碎屑，从而形成一道道的横向瓦楞，这种构造被称为“搓板地形”，因为它们类似于旧搓板。在下面的高分辨率成像科学设备图像中，显示了冲沟的部分区域以及一些与冲沟相关的特征。

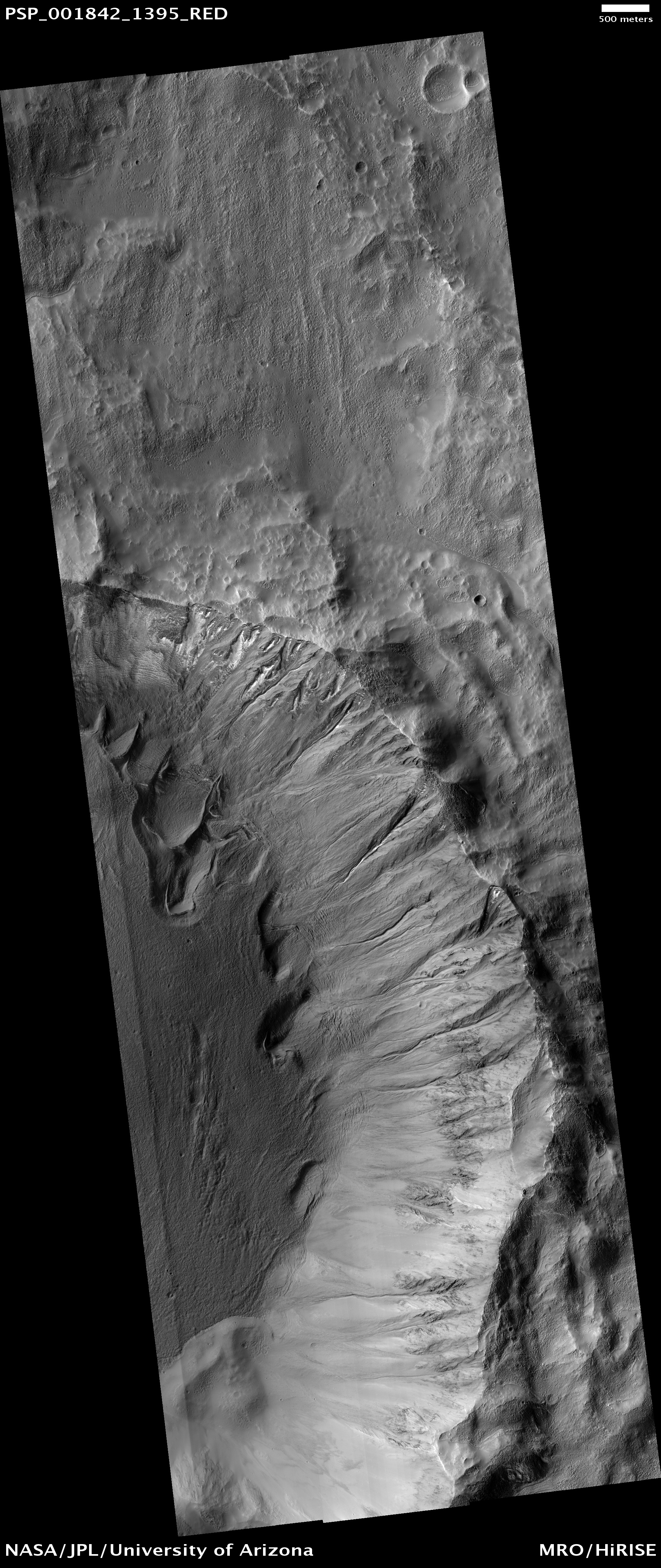
高分辨率成像科学设备拍摄的陨石坑全景图，显示了冲沟和其他特征。
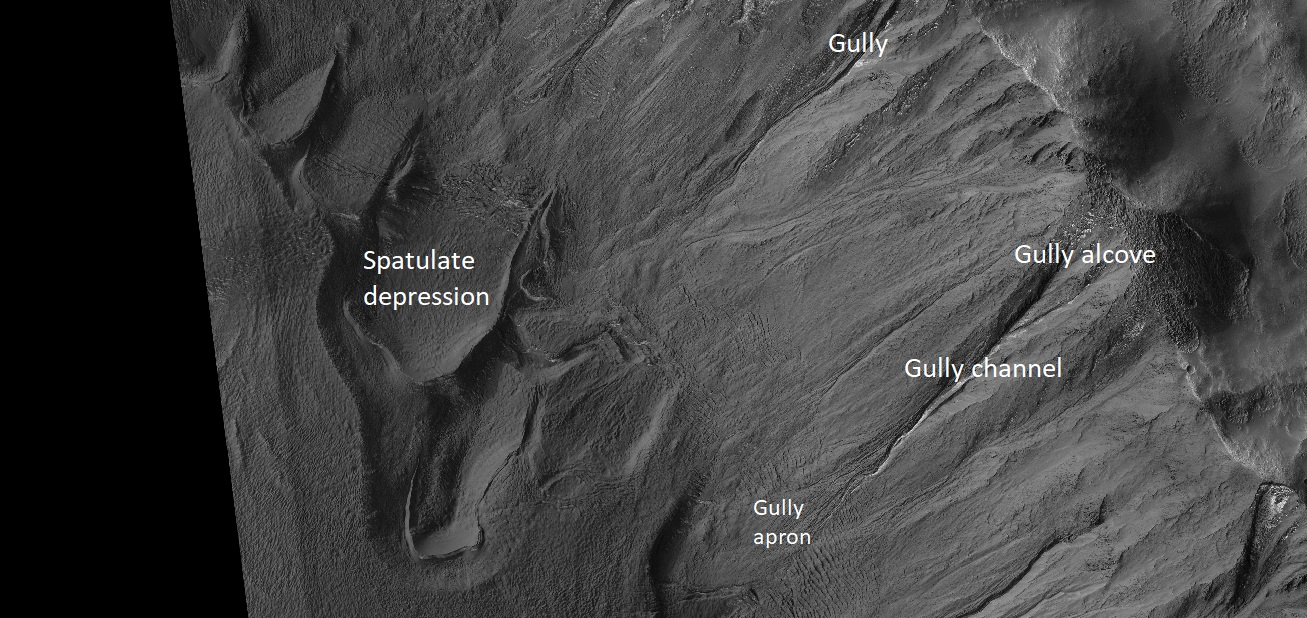
高分辨率成像科学设备显示的标有“铲形洼地”和其他特征的陨石坑近景图，注：这是前一幅图像的放大版。[72]。
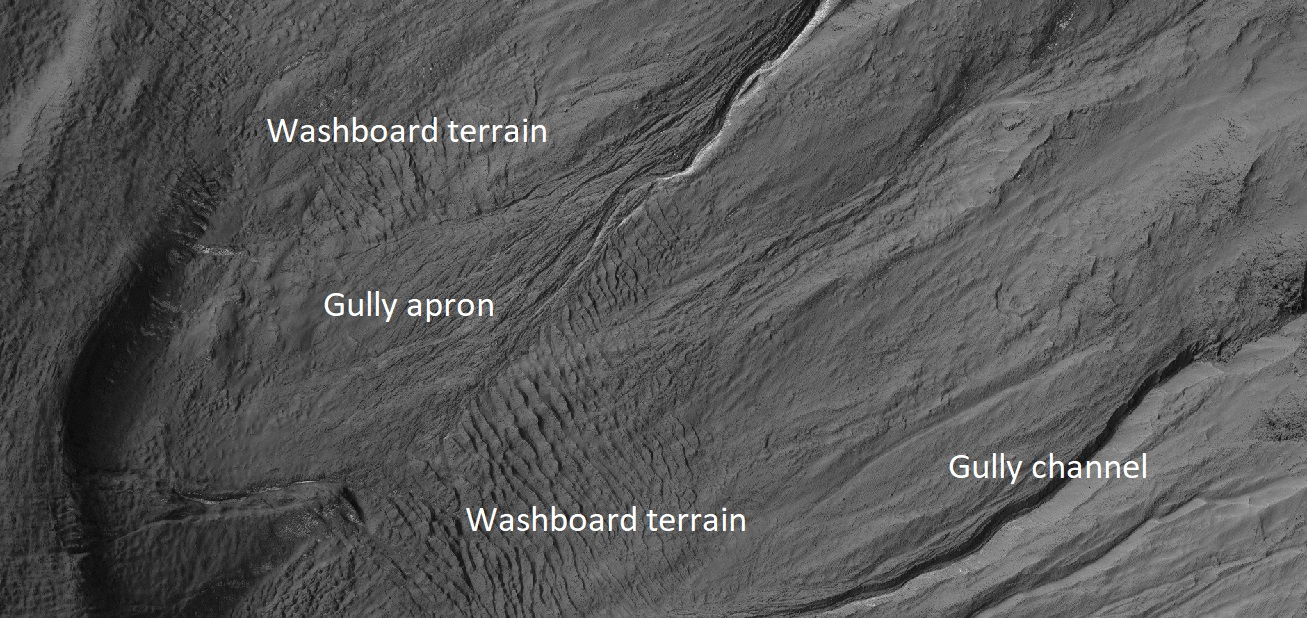
高分辨率成像科学设备显示的标有“搓板地形”和其他特征的陨石坑近景图，注：这是之前图像的放大版。搓板地形形成于冲沟的冲积扇之前，因为冲积扇穿过了搓板地形[72]。
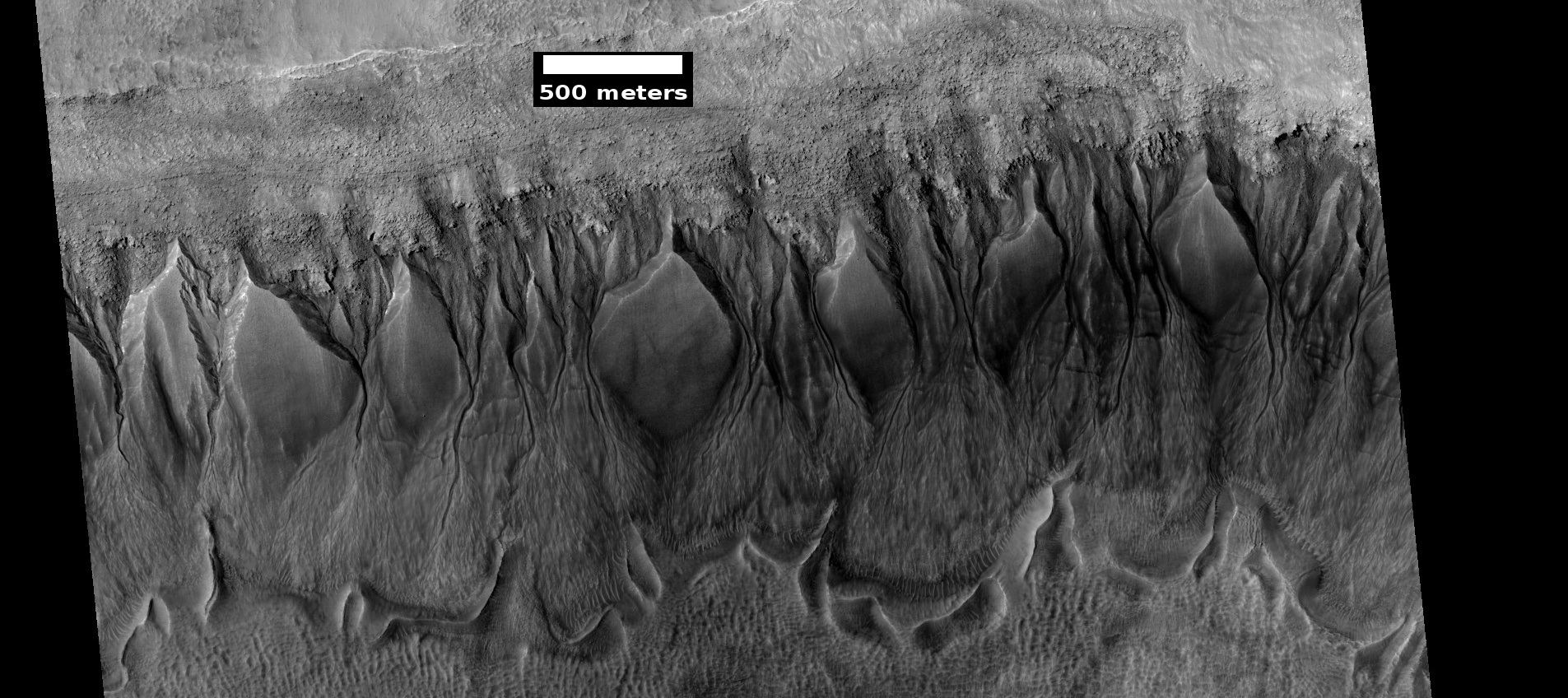
HiWish计划下高分辨率成像科学设备显示的法厄同区陨石坑中的冲沟，可看到铲形洼地。
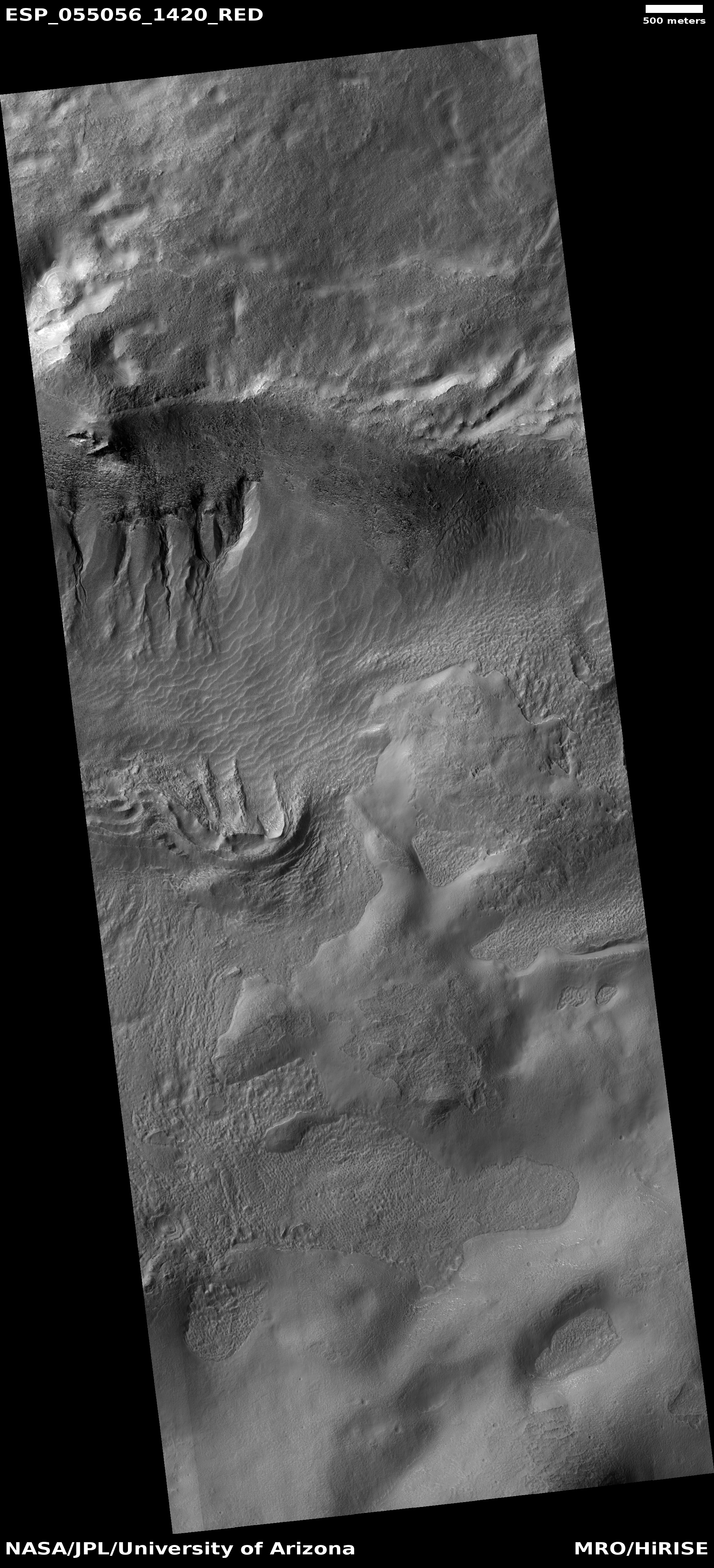
HiWish计划下高分辨率成像科学设备显示的挪亚区冲沟，可看到铲状洼地。
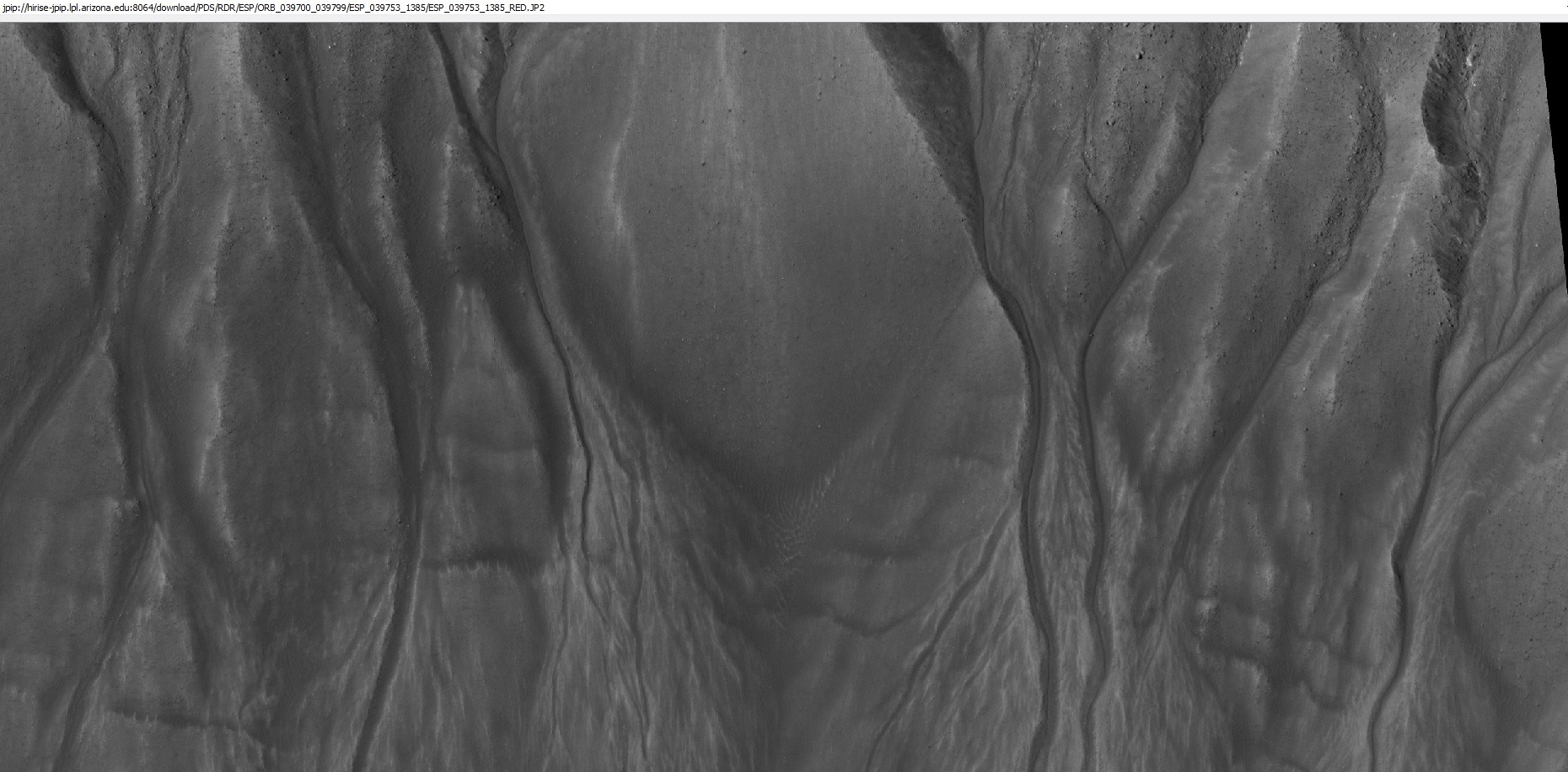
HiWish计划下高分辨率成像科学设备拍摄的阿西达里亚海区冲沟中的河道特写，显示河道的流径随时间而变化。该特征表明它形成于高含沙量的流水中。注：这是法厄同区中先前图像的放大版。

## 火星各处的图像
法厄同区的冲沟
法厄同区是许多冲沟的所在地，这些冲沟可能是由最近的流水冲刷而成，而有些则是发现于戈耳贡混沌以及靠近大型的哥白尼和牛顿陨击坑附近的陨坑中。

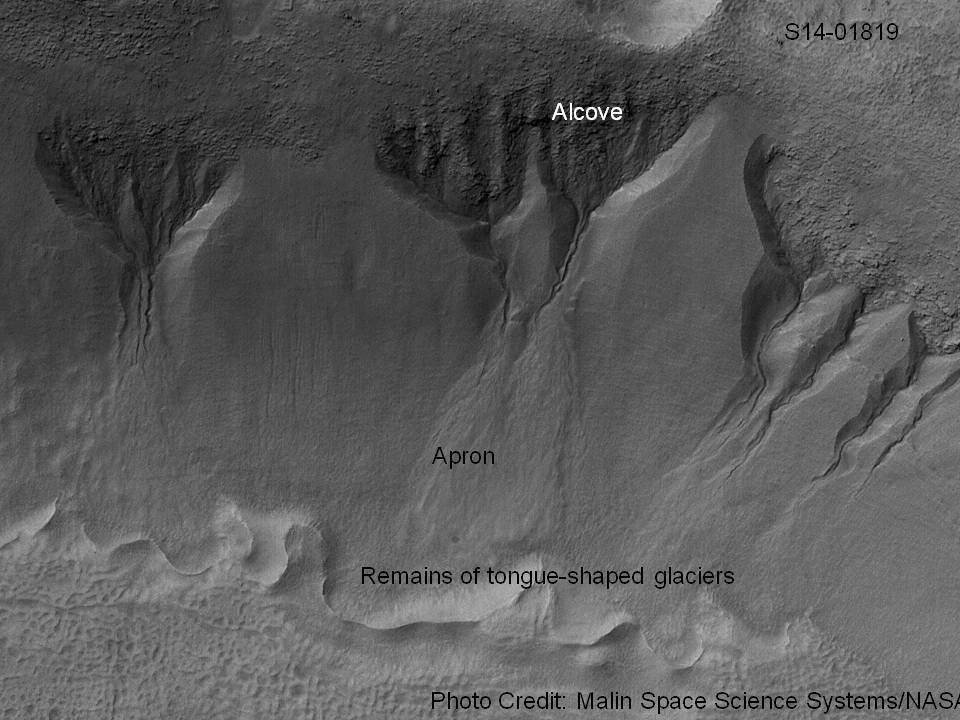
火星轨道器相机公共目标计划下火星全球探勘者号拍摄的于牛顿陨击坑以西一座陨坑北壁上的一组冲沟（南纬41.3047度，东经192.89度）。
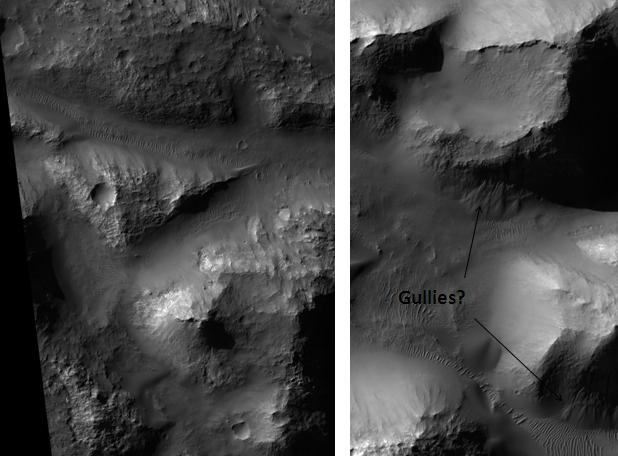
高分辨率成像科学设备显示的亚特兰提斯混沌，点击图片可查看覆盖层和可能的冲沟，这两幅图像为原始图像中的不同部分，各有不同的尺度。
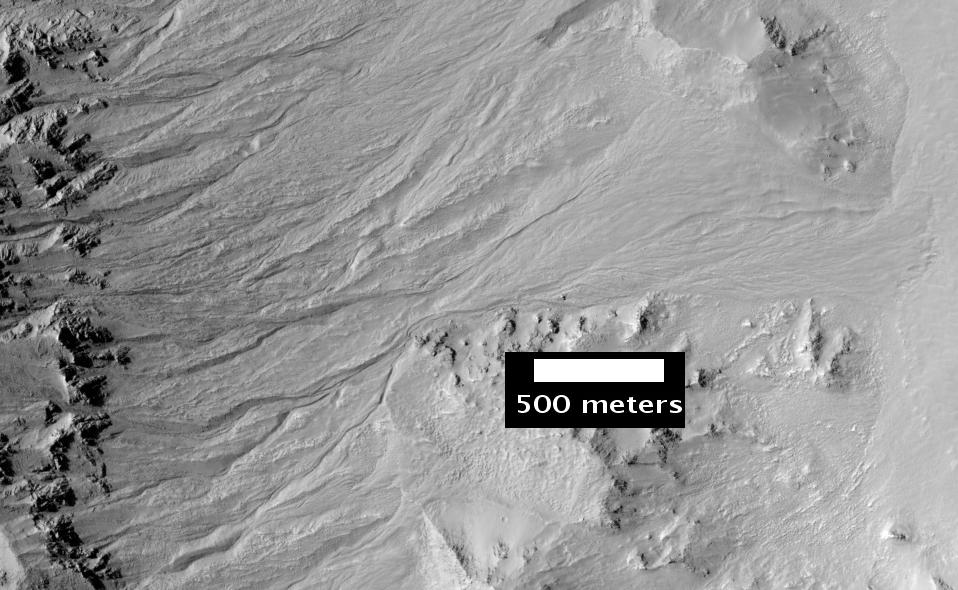
高分辨率成像科学设备显示的冲沟，请注意河道如何弯曲绕过障碍物的。
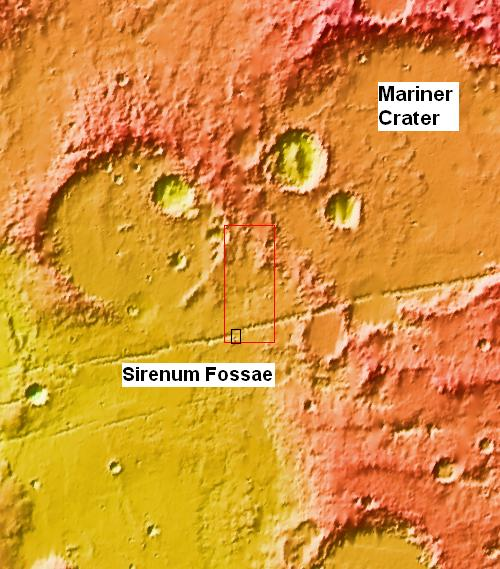
后面紧随的三幅系列图像的MOLA背景图。
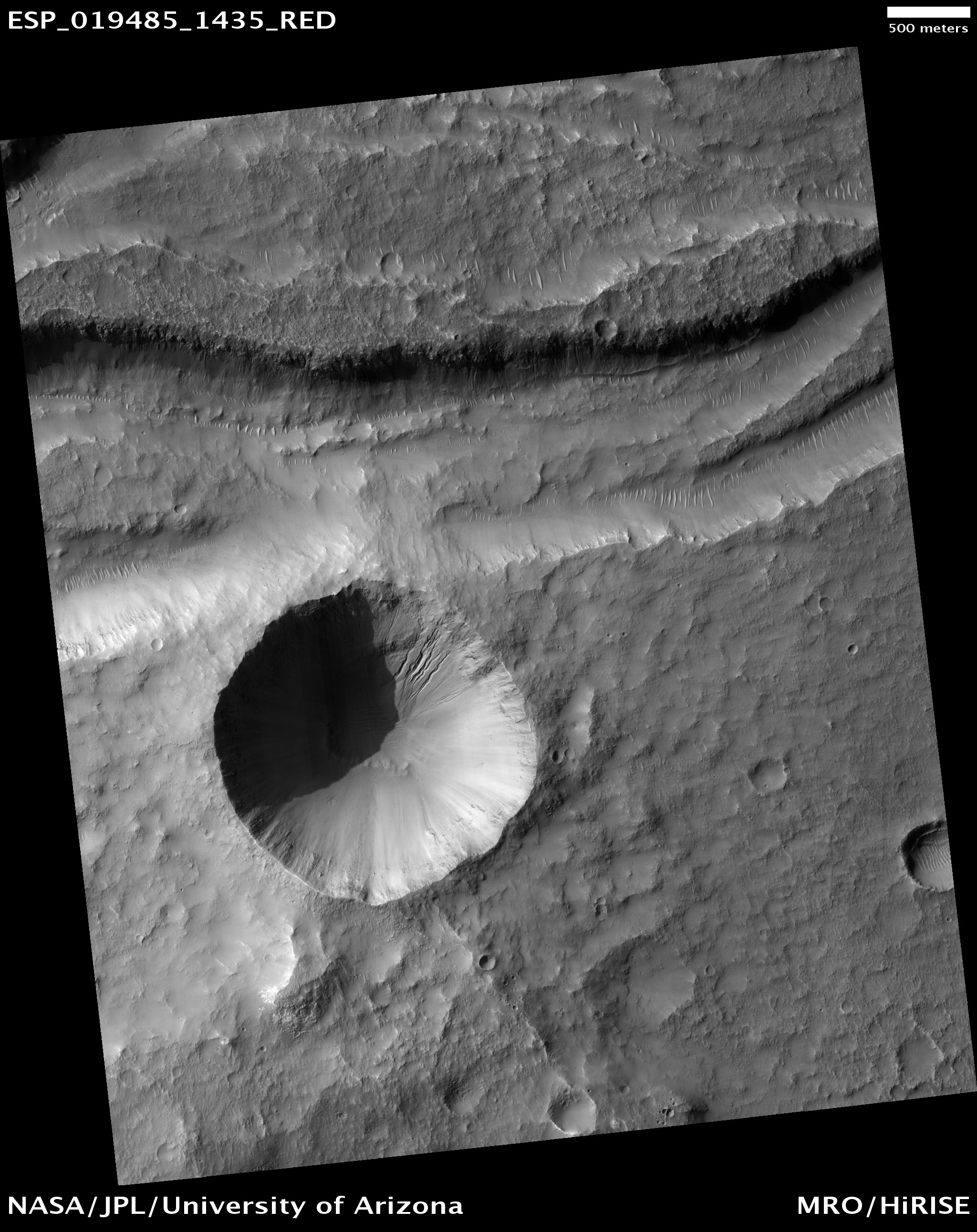
HiWish计划下高分辨率成像科学设备显示的凹槽和附近陨石坑中的冲沟，比例尺长度为500米。
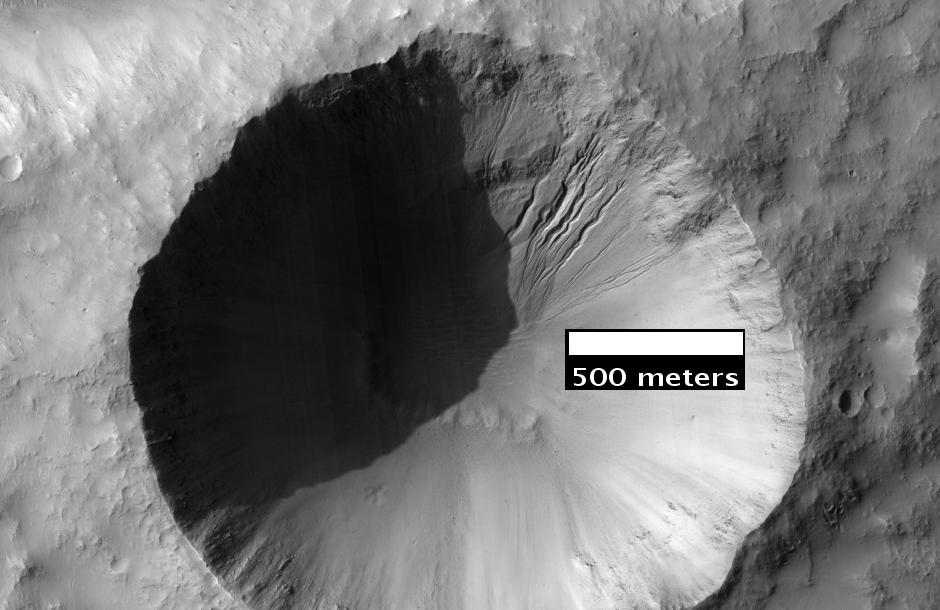
HiWish计划下高分辨率成像科学设备显示的陨石坑中的冲沟特写。
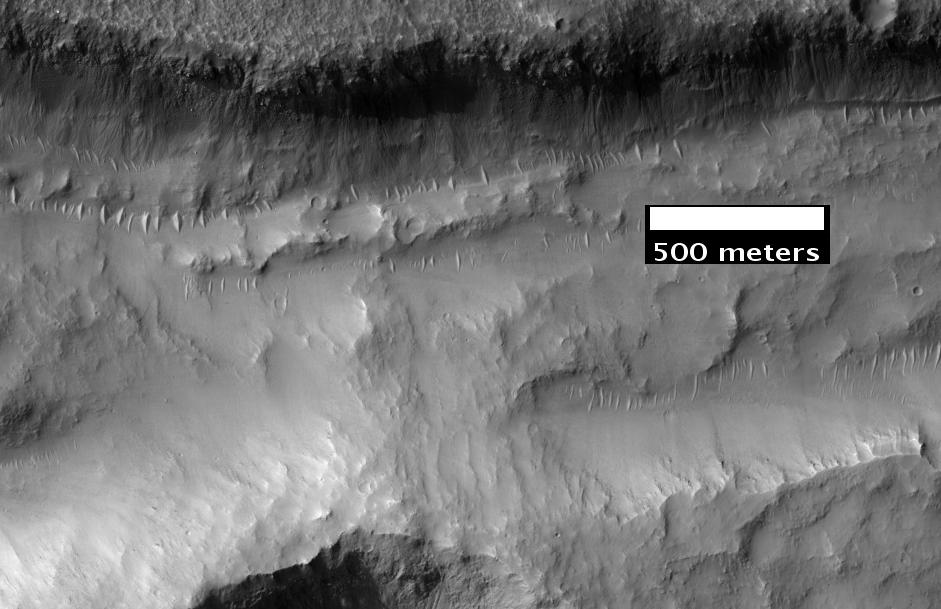
HiWish计划下高分辨率成像科学设备拍摄的凹槽中的冲沟特写，这些为火星上可看到的一些较小冲沟。
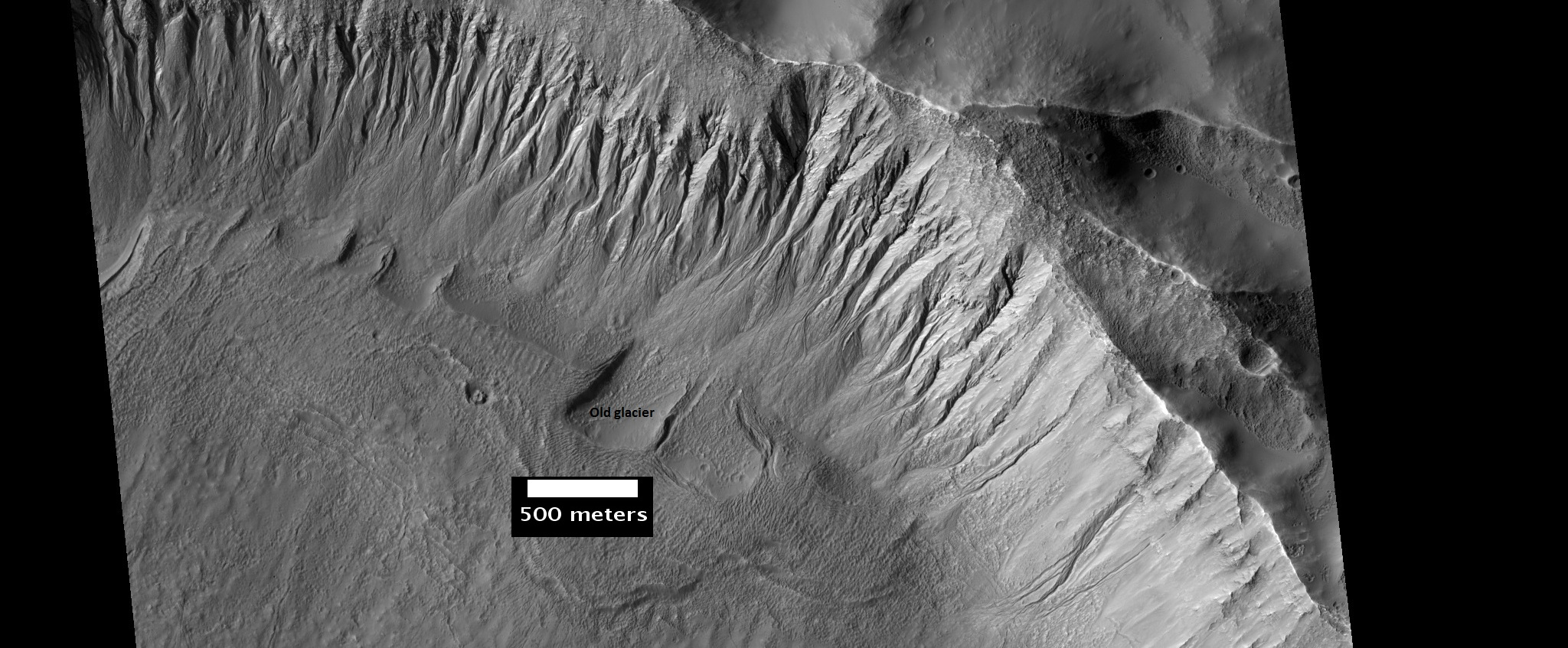
HiWish计划下高分辨率成像科学设备显示的牛顿陨击坑附近的冲沟，一处为古老冰川的地方被注出。
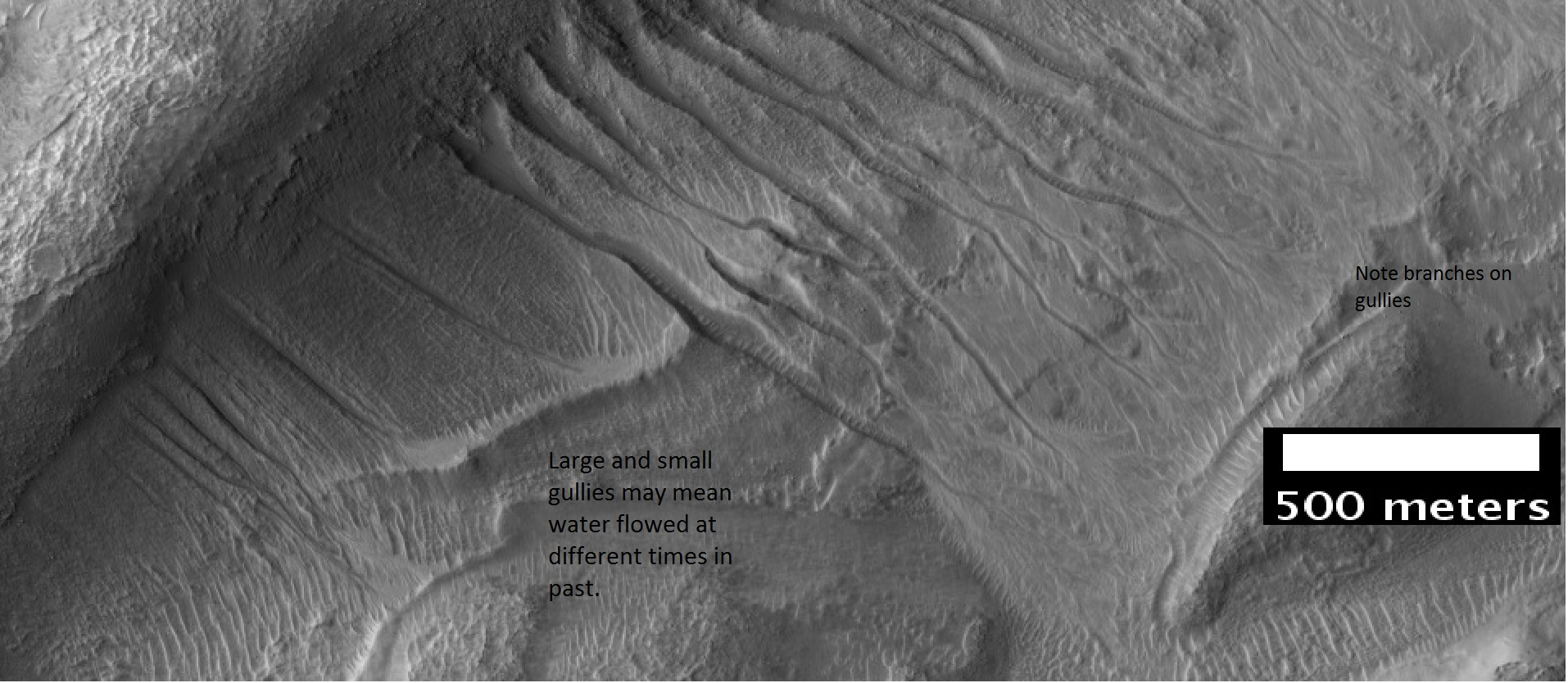
HiWish计划下高分辨率成像科学设备拍摄的塞壬高地一座陨坑中的冲沟。
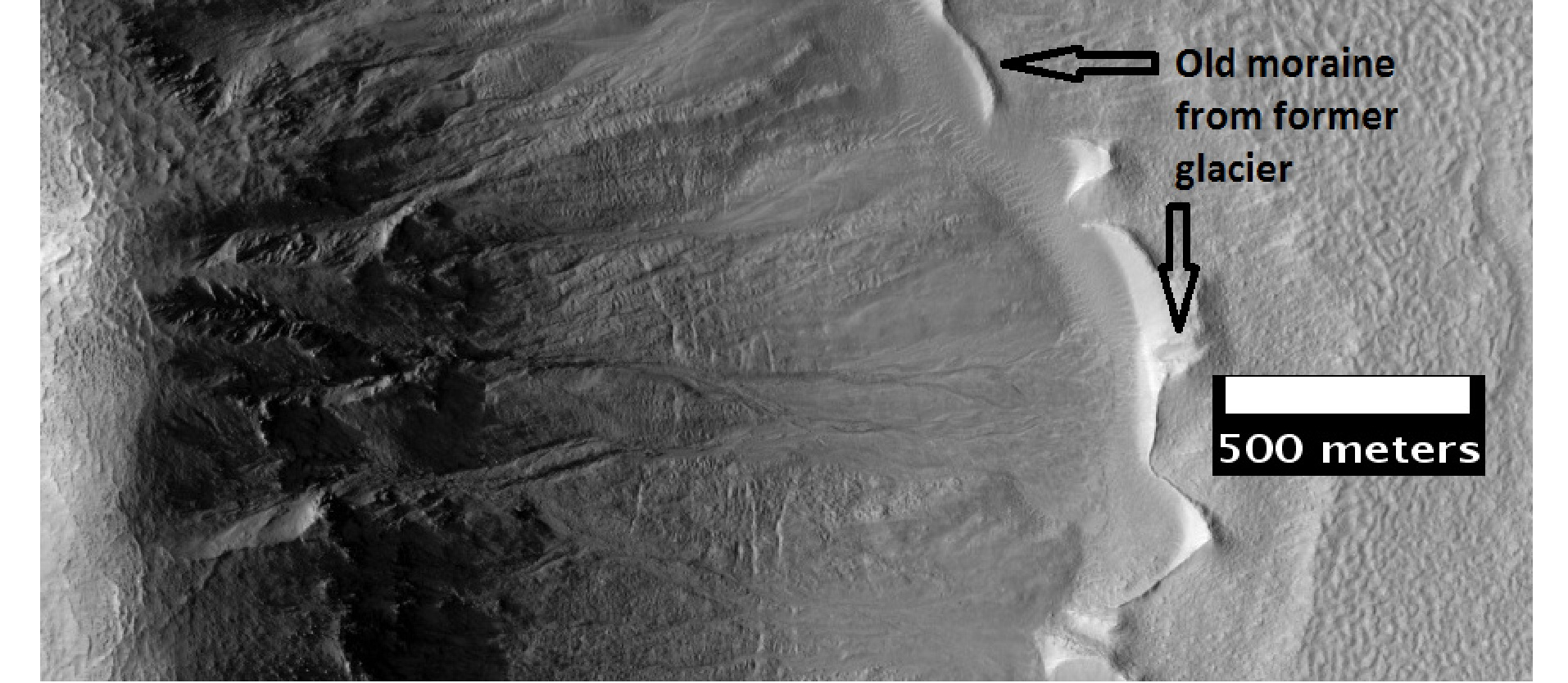
HiWish计划下高分辨率成像科学设备显示的塞壬高地陨坑中带有前冰川残迹的冲沟。
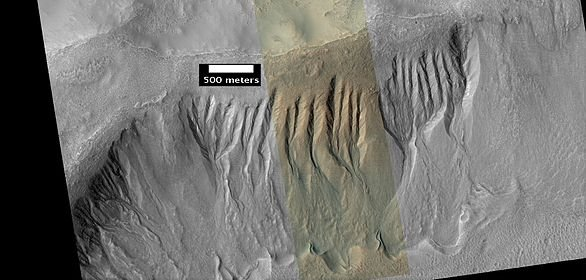
HiWish计划下高分辨率成像科学设备显示的牛顿陨击坑附近的冲沟。
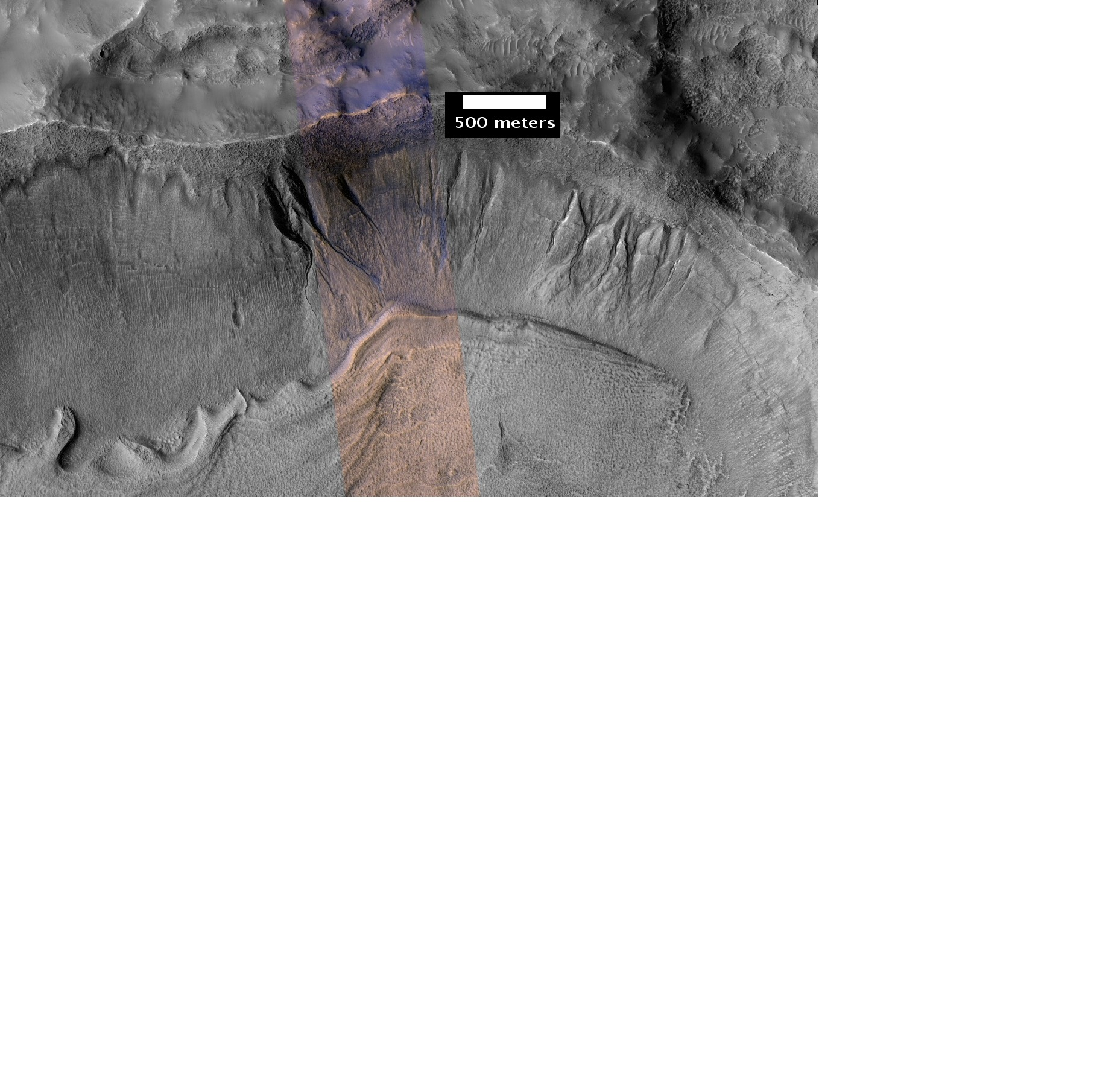
HiWish计划下高分辨率成像科学设备显示的塞壬高地一座陨坑中的冲沟。
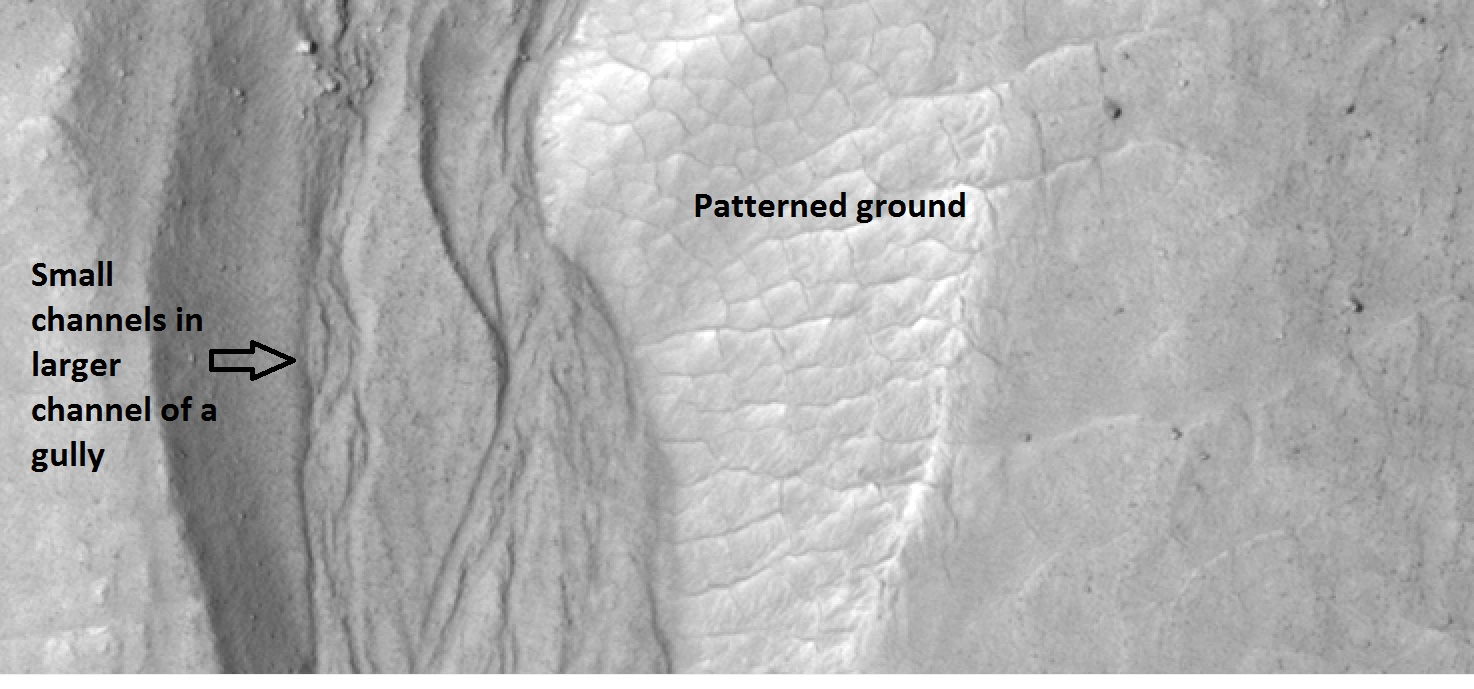
HiWish计划下高分辨率成像科学设备拍摄的冲沟特写，显示了多条沟道和图案地面。

埃里达尼亚区的冲沟

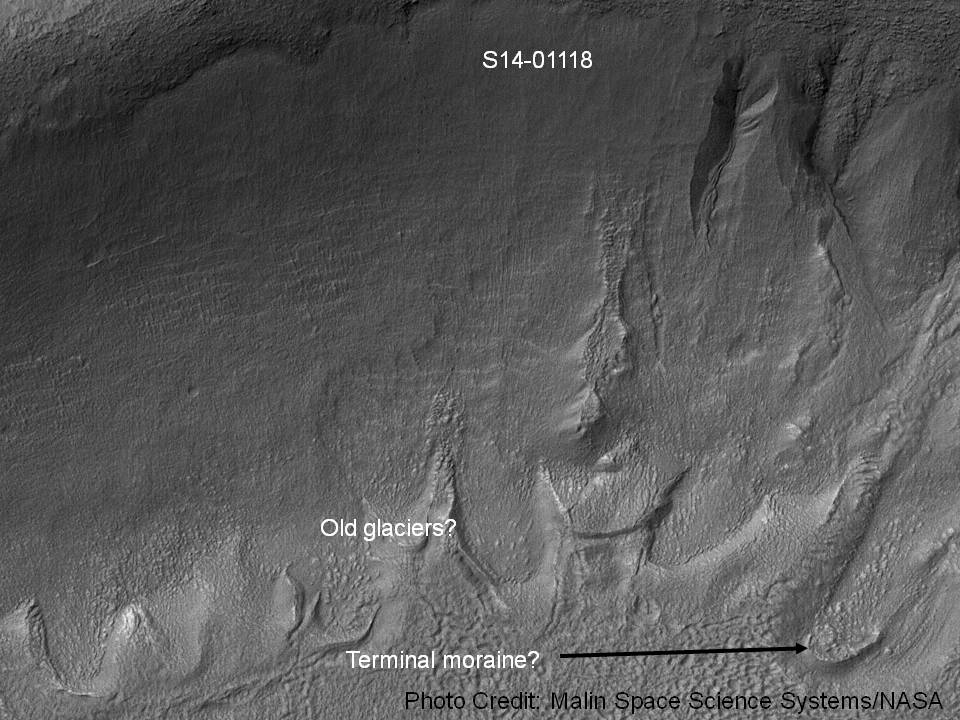
火星轨道器相机公共目标计划下火星全球探勘者号拍摄的埃里达尼亚区开普勒大陨击坑以北，一座陨坑内的冲沟。此外，在图中右侧，还有一处舌状特征，可能是残存的古冰川遗迹。
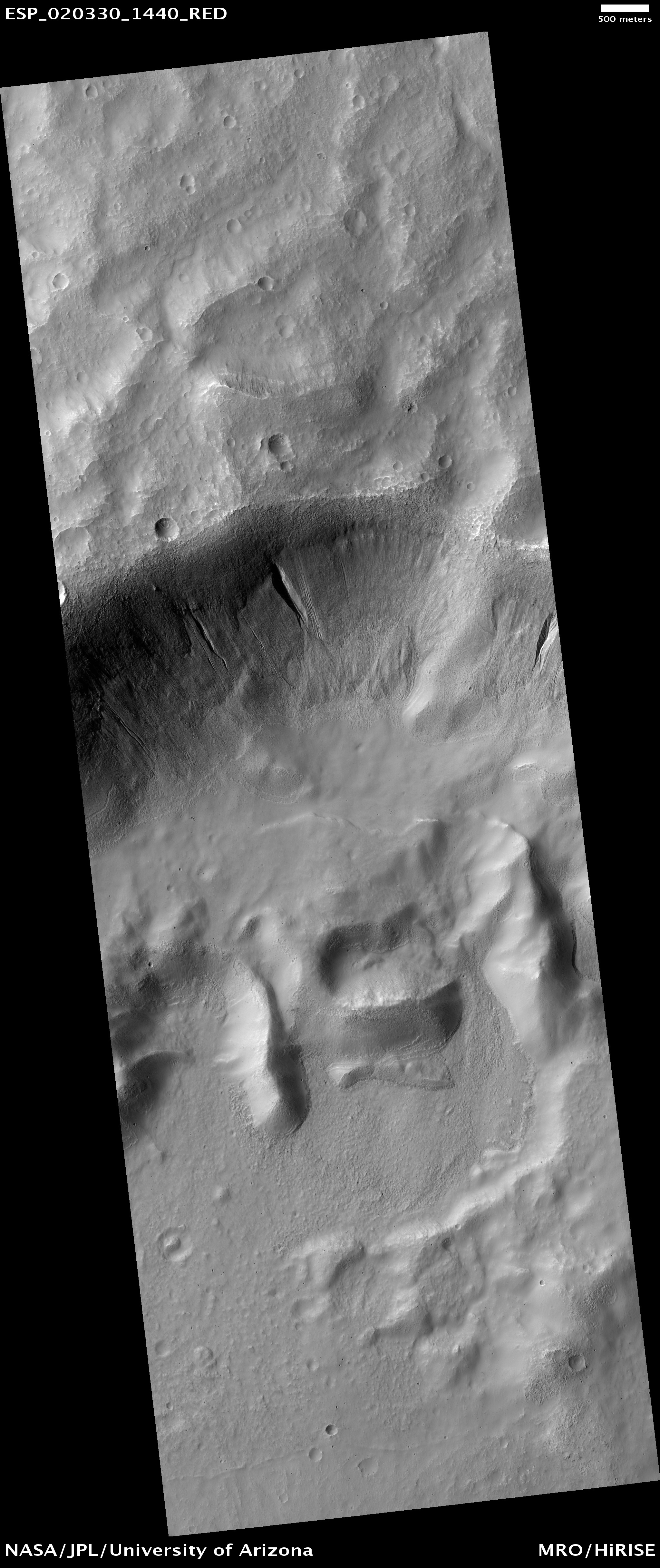
HiWish计划下高分辨率成像科学设备显示的冲沟图像，比例尺长度为500米。
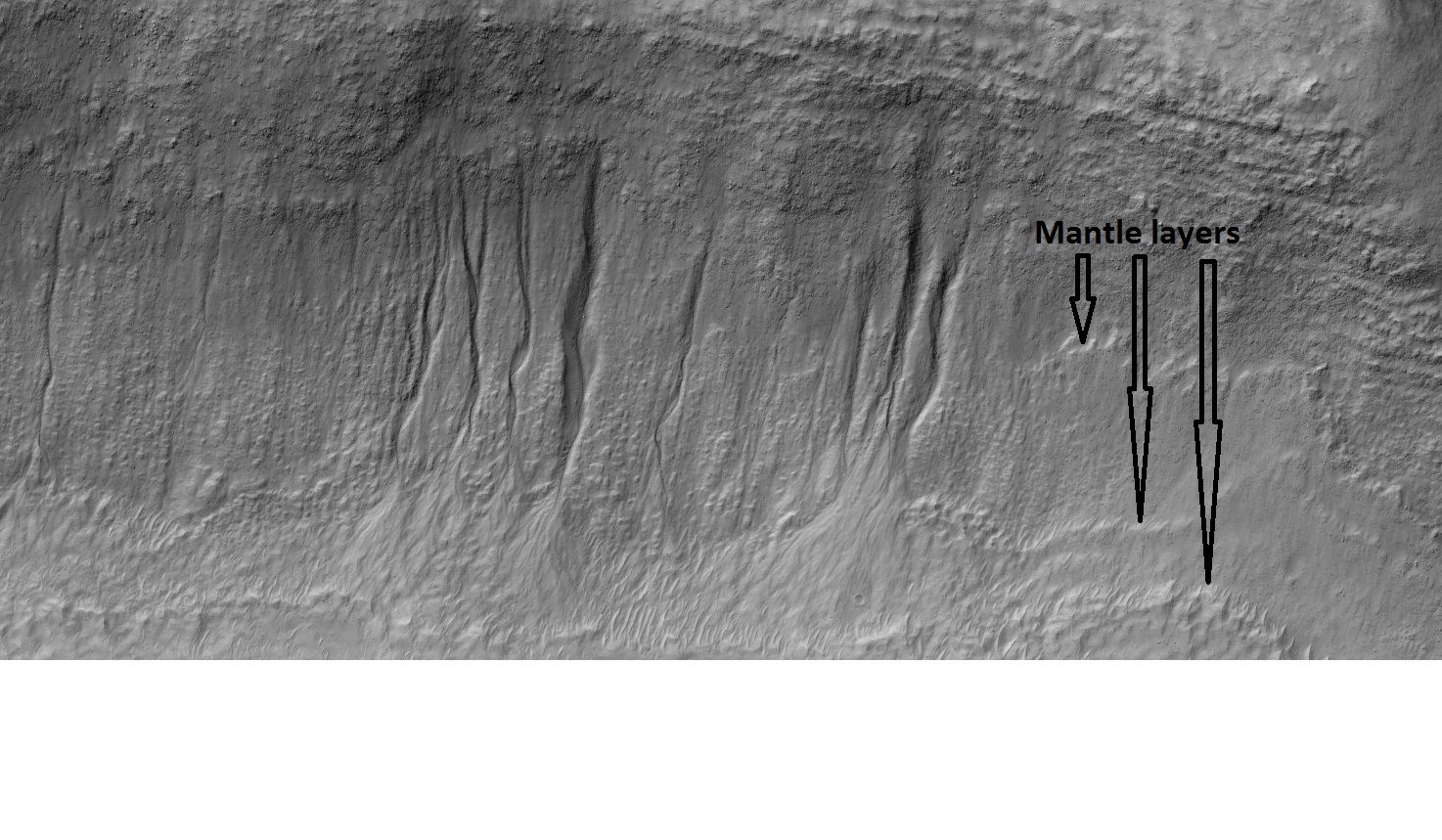
HiWish计划下高分辨率成像科学设备显示的埃里达尼亚区一处坡壁上的冲沟及层状覆盖物。
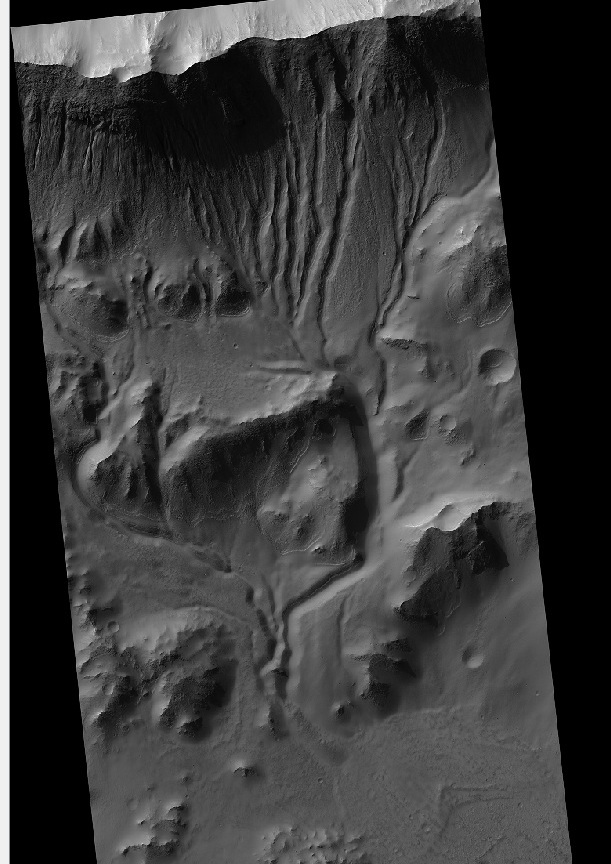
HiWish计划下高分辨率成像科学设备显示的冲沟。
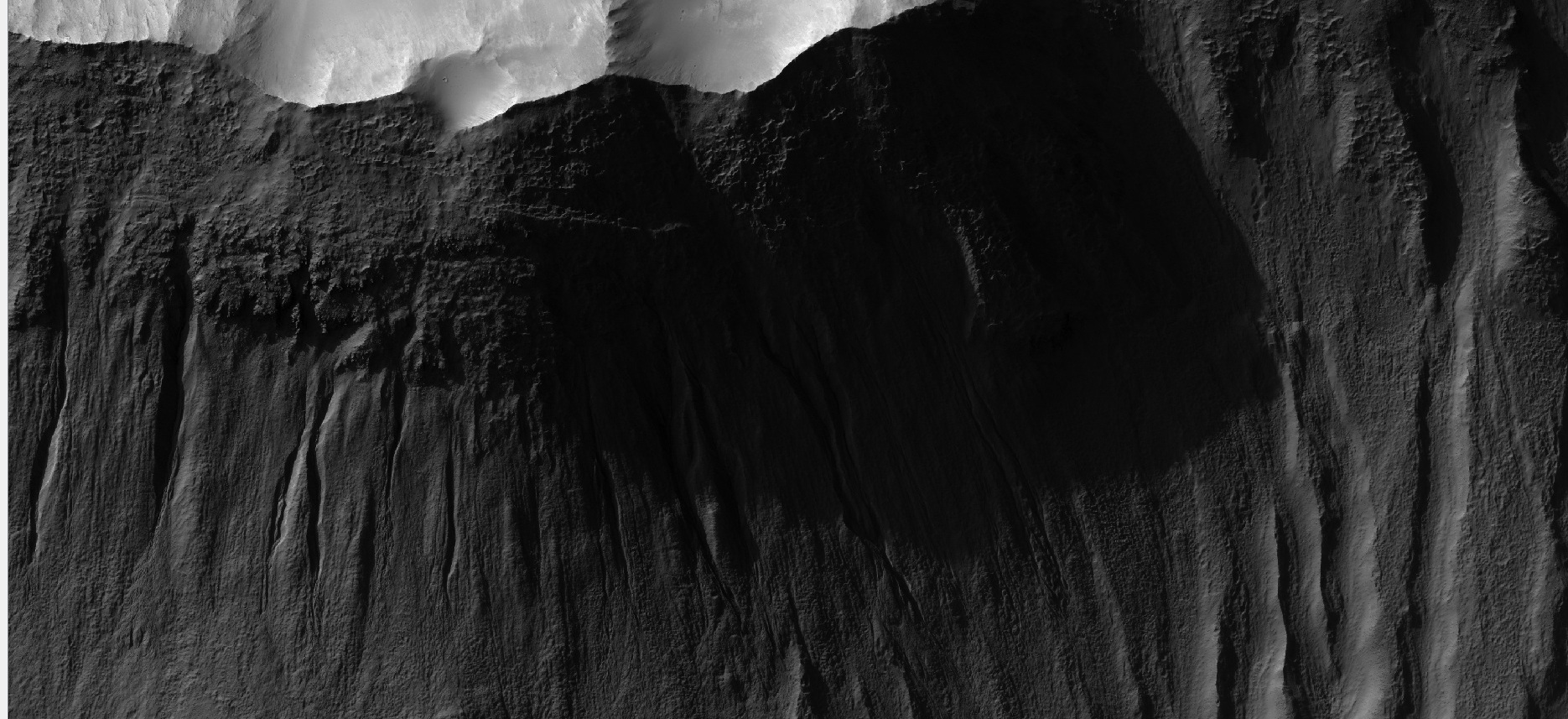
HiWish计划下高分辨率成像科学设备显示的前一幅照片中一些冲沟的特写。
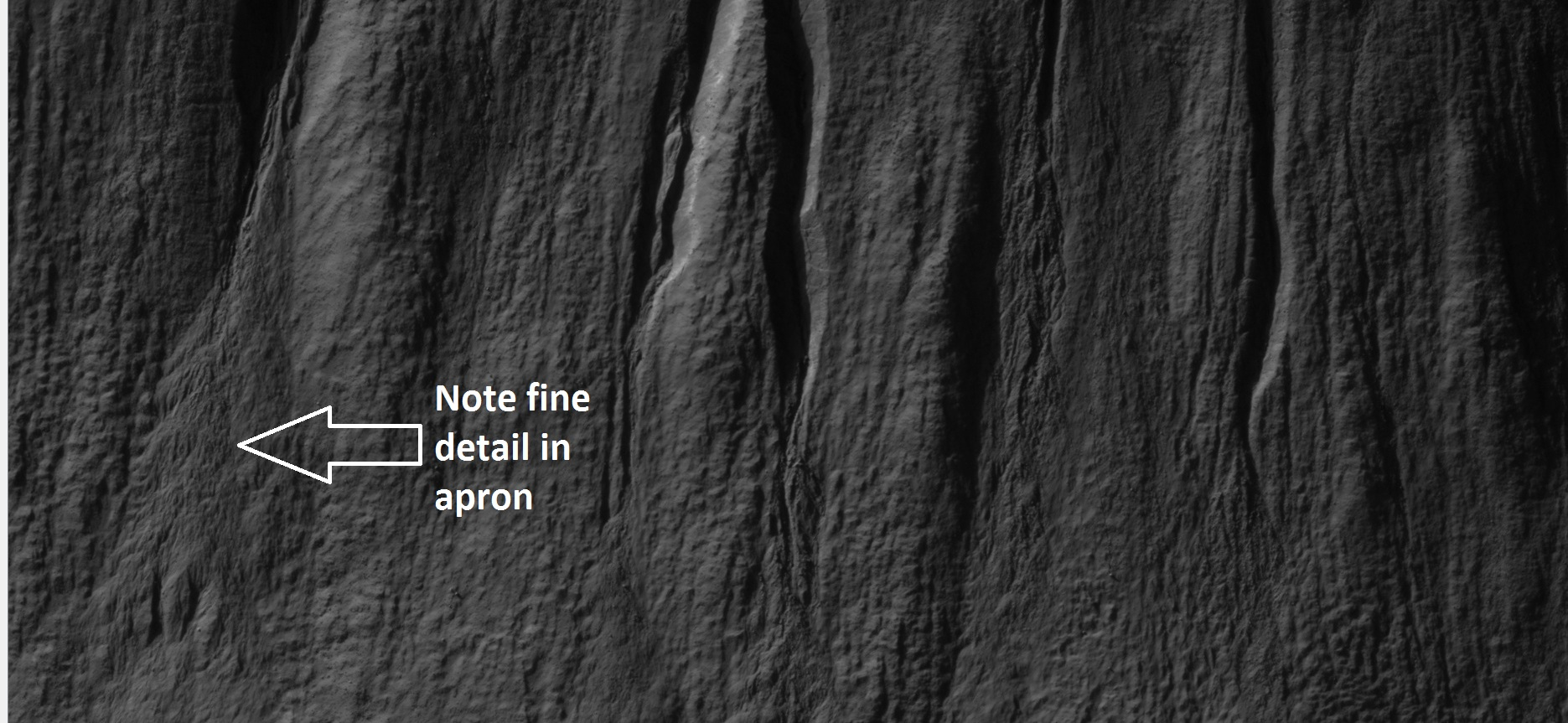
HiWish计划下高分辨率成像科学设备拍摄的前一图中其中一条冲沟的冲积扇特写。
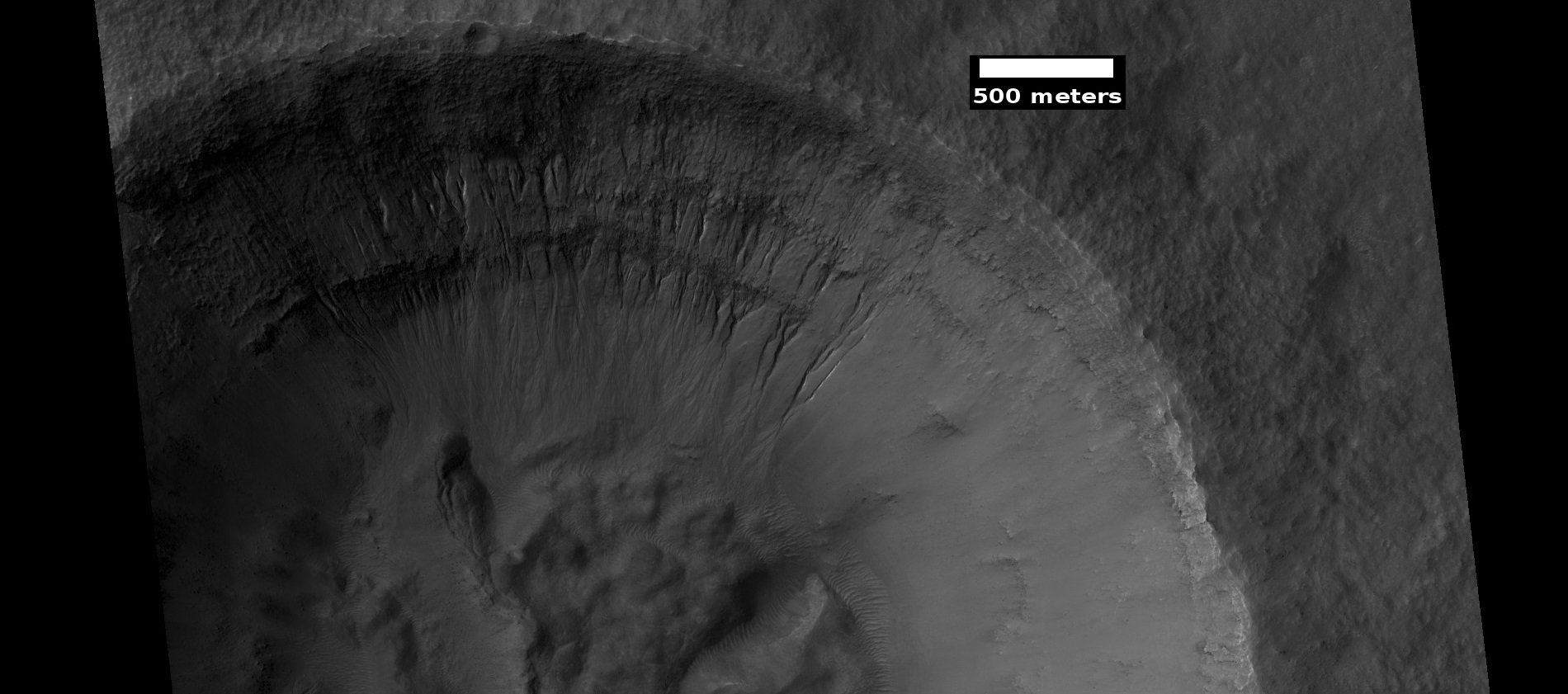
HiWish计划下高分辨率成像科学设备显示的陨坑中两条不同高度的冲沟。
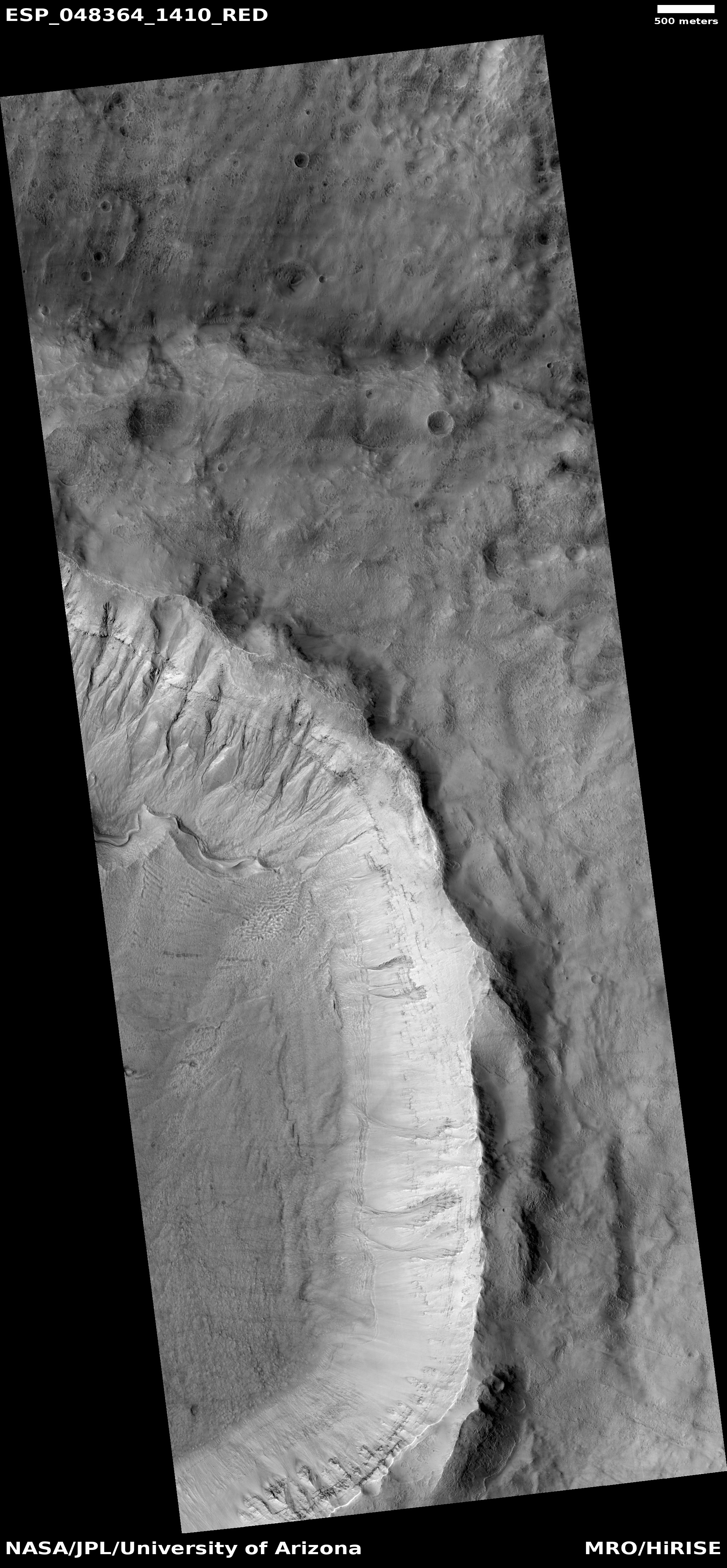
HiWish计划下高分辨率成像科学设备显示的带有冲沟的陨石坑。
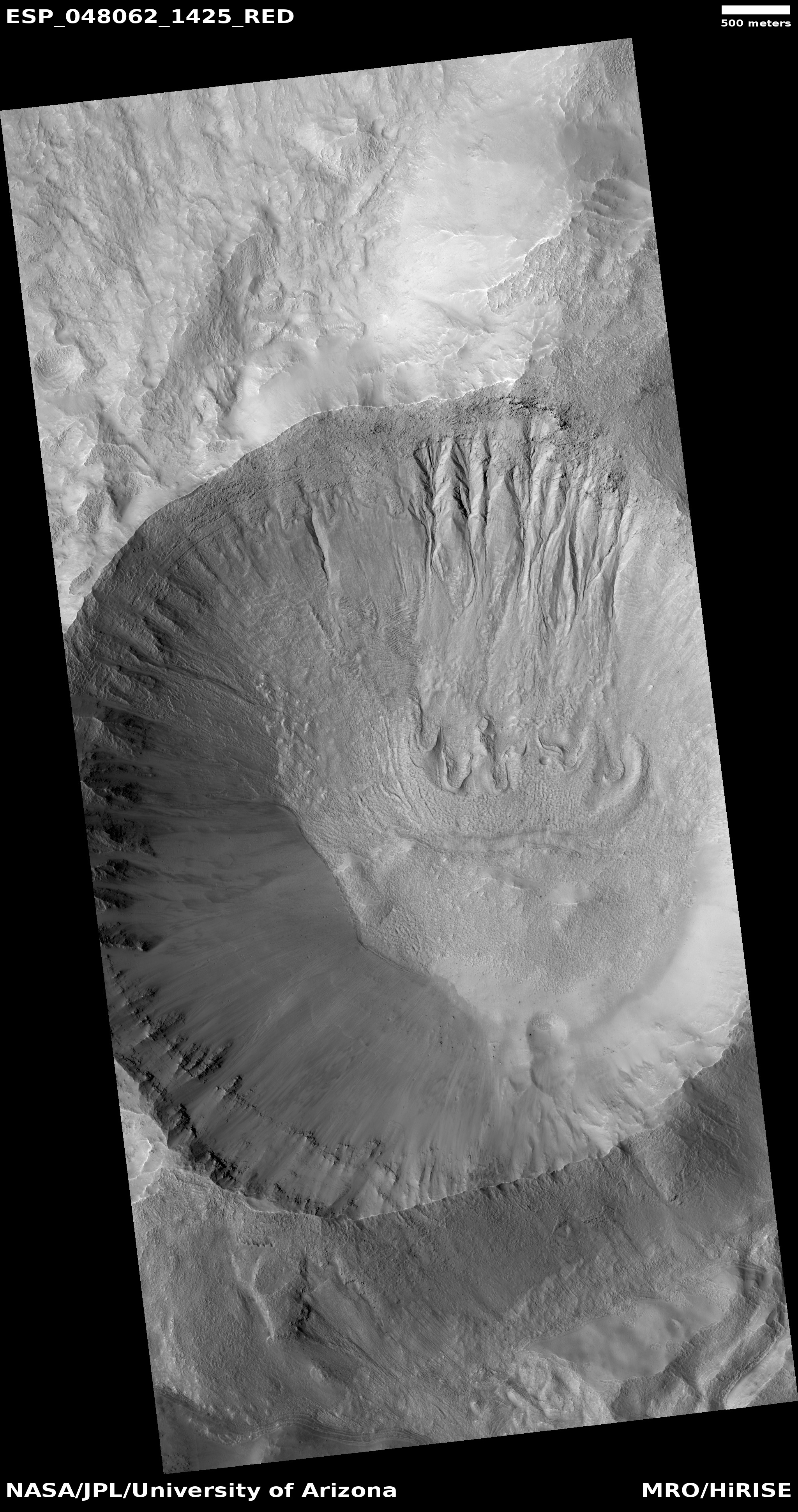
HiWish计划下高分辨率成像科学设备显示的带有冲沟的陨石坑。

阿耳古瑞区的冲沟

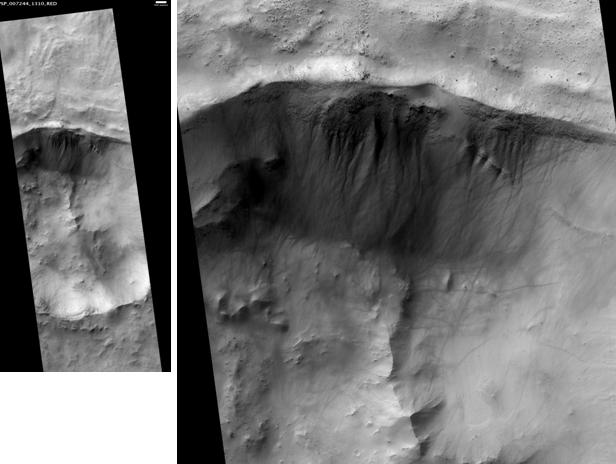
高分辨率成像科学设备显示的杰札撞击坑，北侧坡（顶部）有冲沟，暗纹为尘暴痕迹。比例尺长度500米。
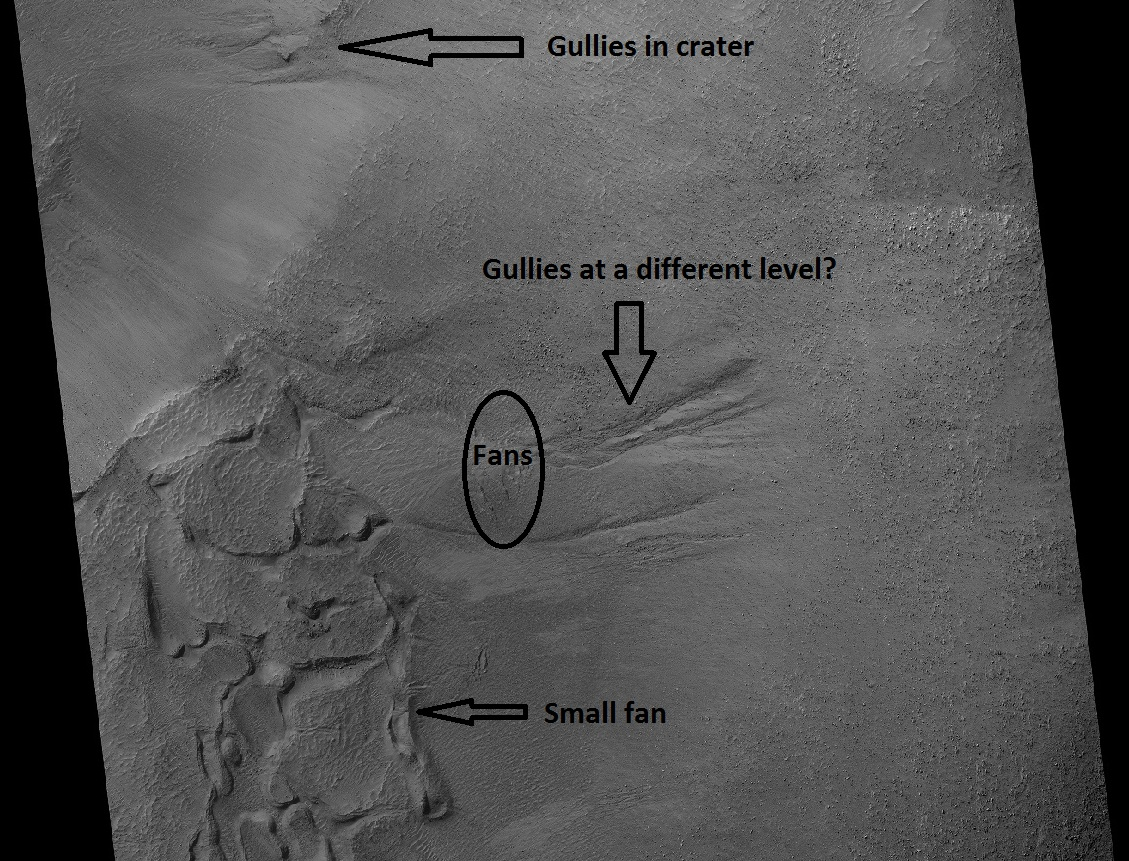
HiWish计划下高分辨率成像科学设备显示的遍布着冲沟、冲积扇和凹洞的阿耳古瑞区地貌，下面是该图像部分区域的放大图。
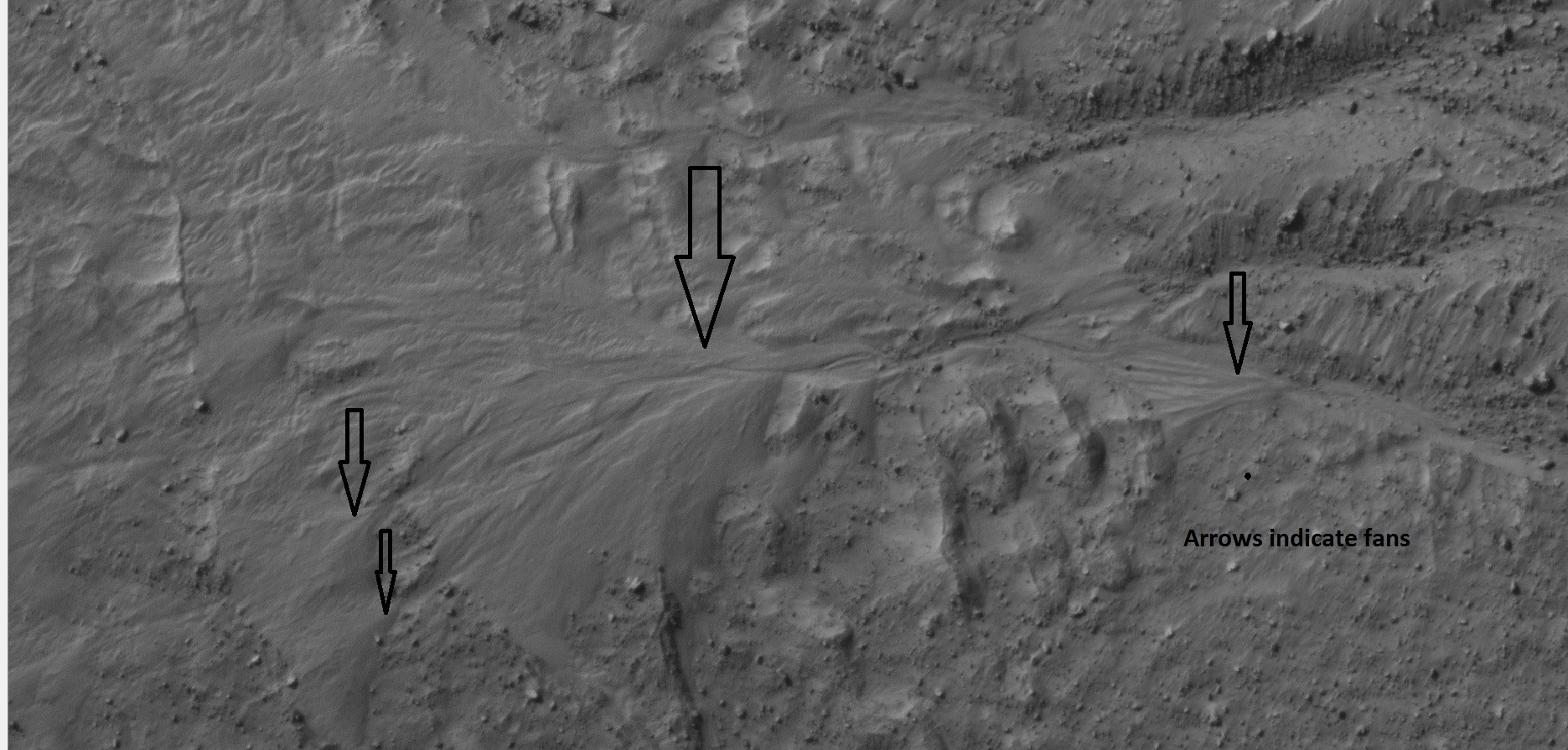
HiWish计划下高分辨率成像科学设备显示数层冲积扇，这些扇区的位置已在前一图中标出。
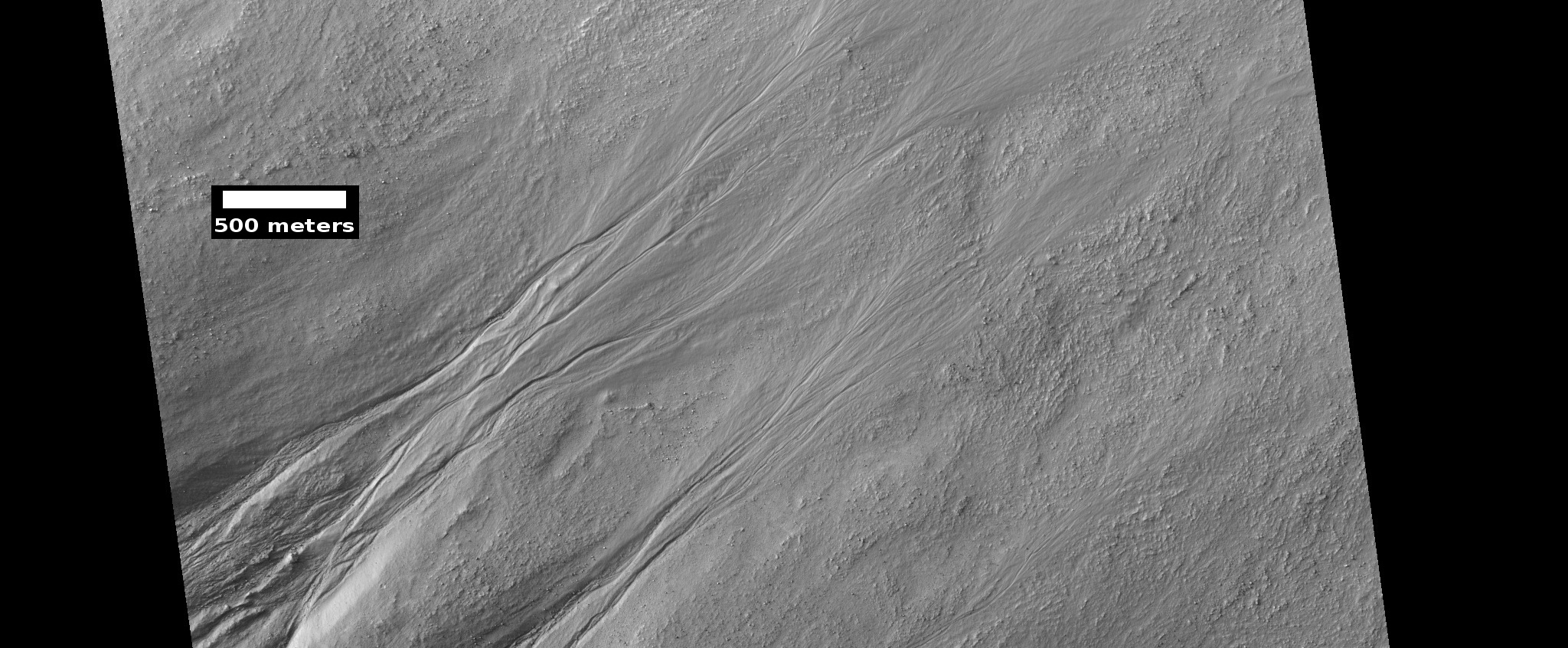
HiWish计划下高分辨率成像科学设备显示的涅瑞达山脉中的冲沟。
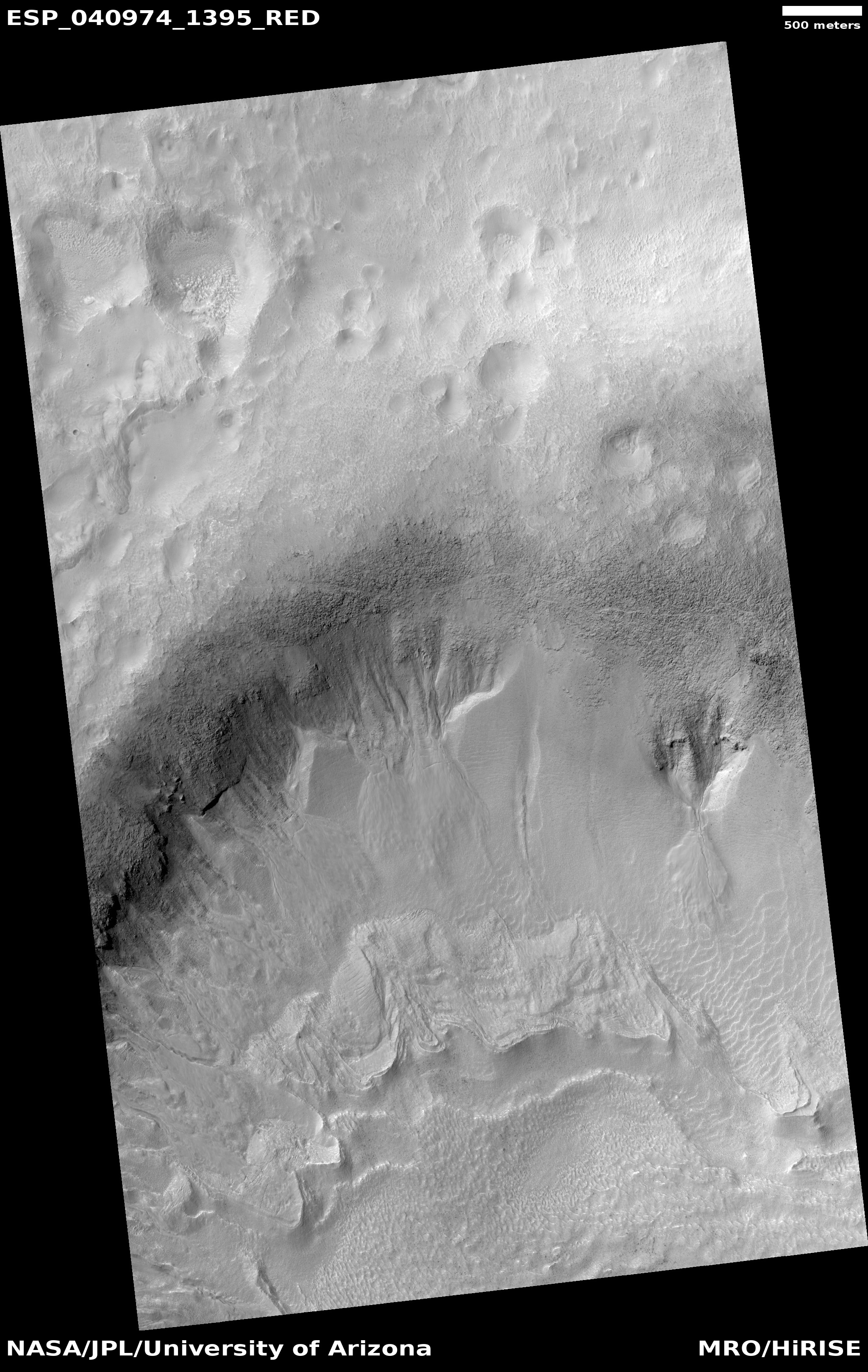
HiWish计划下高分辨率成像科学设备拍摄的阿尔汉格尔斯基撞击坑中冲沟全景图。
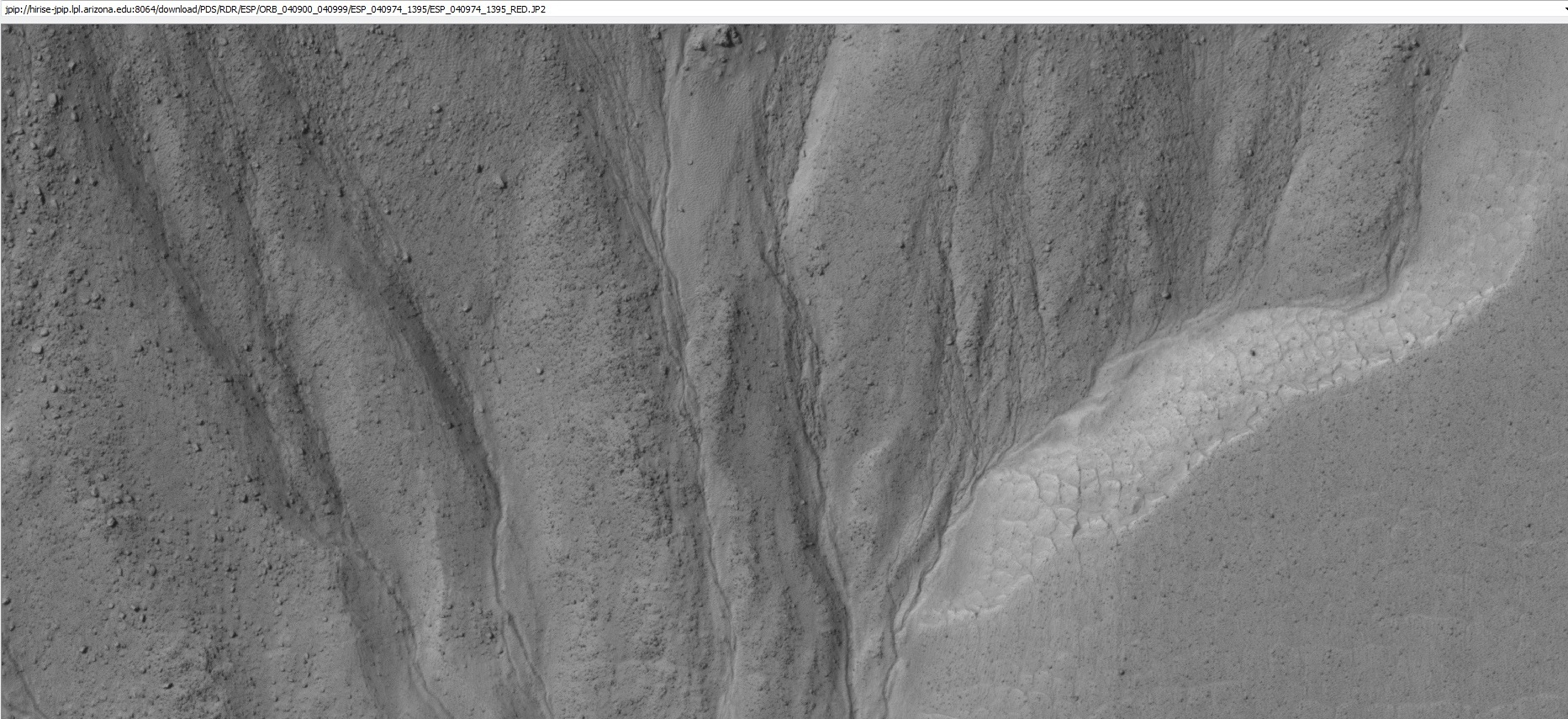
HiWish计划下高分辨率成像科学设备拍摄的阿尔汉格尔斯基撞击坑冲沟里的小沟道近景图，在右侧可看到多边形形状的图案地面。注：这是前一幅阿尔汉格尔斯基撞击坑照片的放大版。
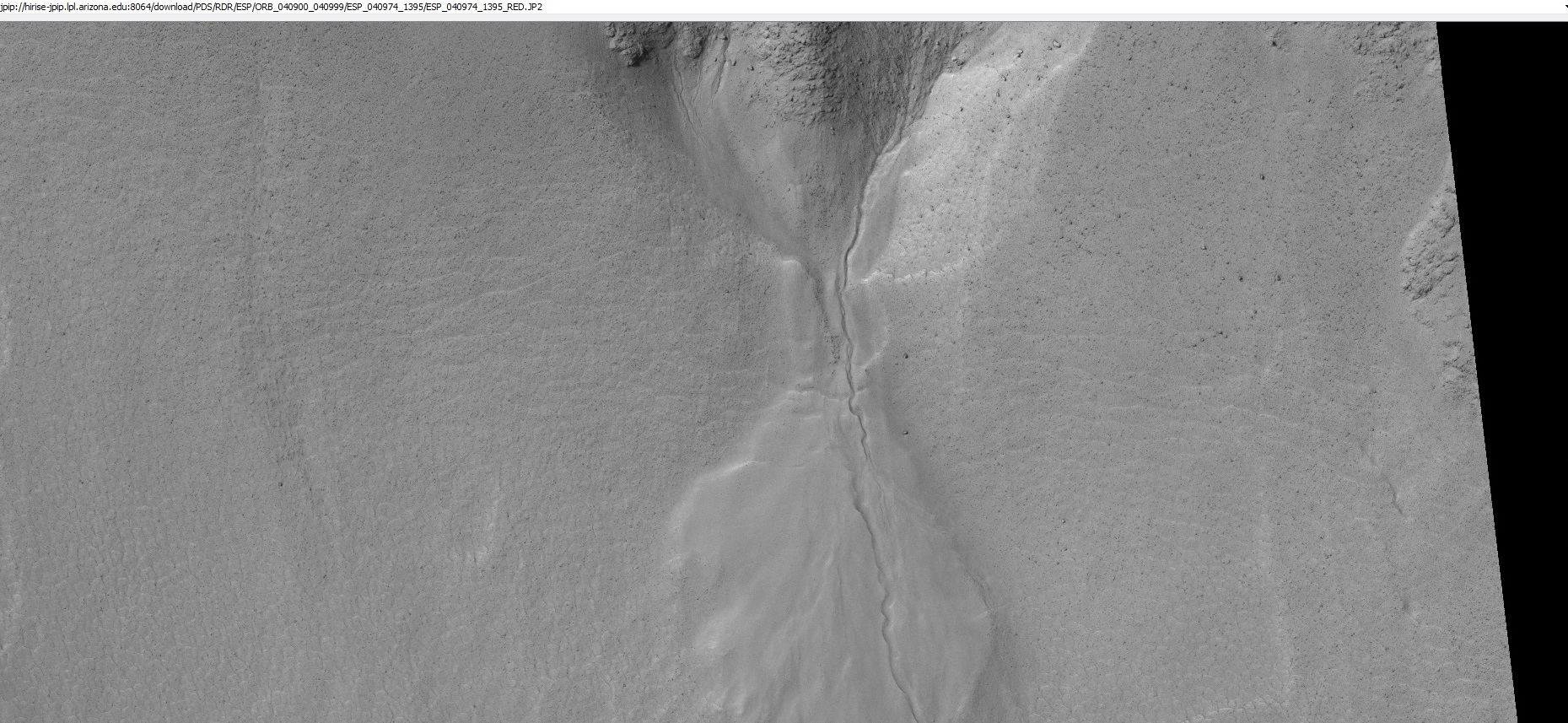
HiWish计划下高分辨率成像科学设备拍摄的冲沟特写显示了一条穿过冲积扇的河道。注：这是前一幅阿尔汉格尔斯基撞击坑照片的放大图。

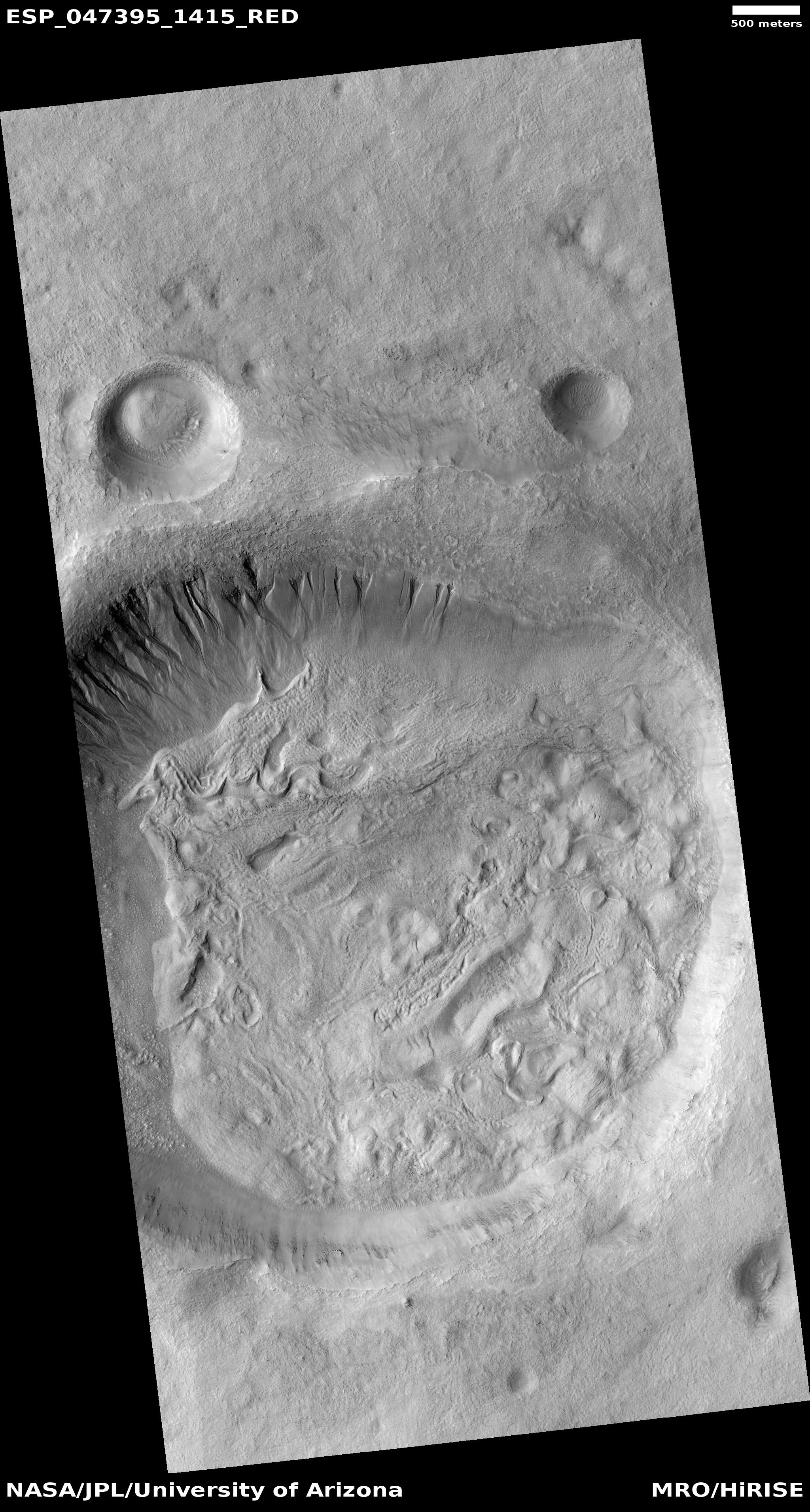
HiWish计划下高分辨率成像科学设备显示的陨石坑中的冲沟。
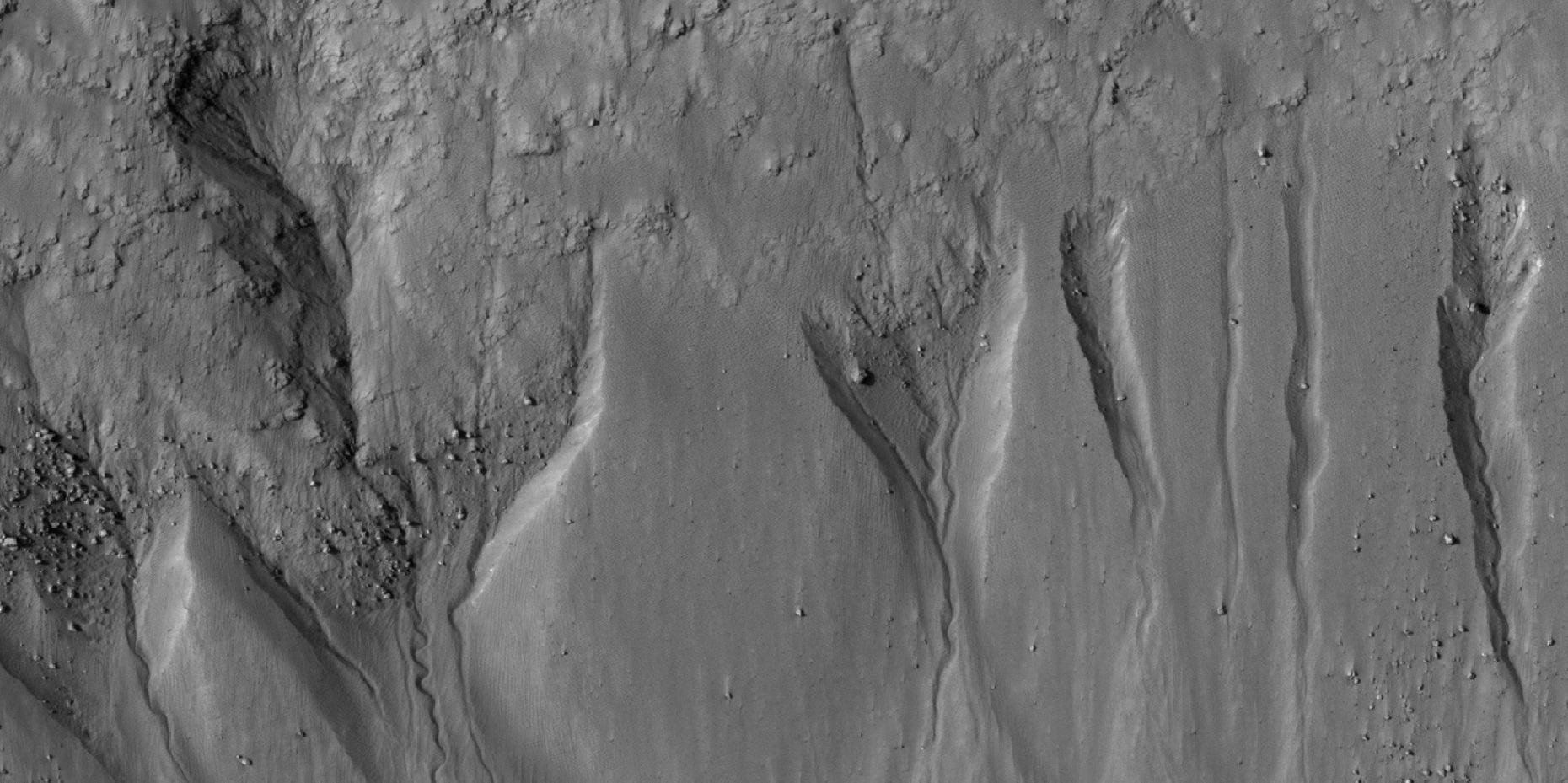
上一幅图片的冲沟近景图，沟道非常弯曲。由于冲沟中的沟道常呈现弯曲状，因此被认为它们形成于流水，如今则认为可能是由大块干冰所导致。该图像来自HiWish计划下高分辨率成像科学设备所拍摄。
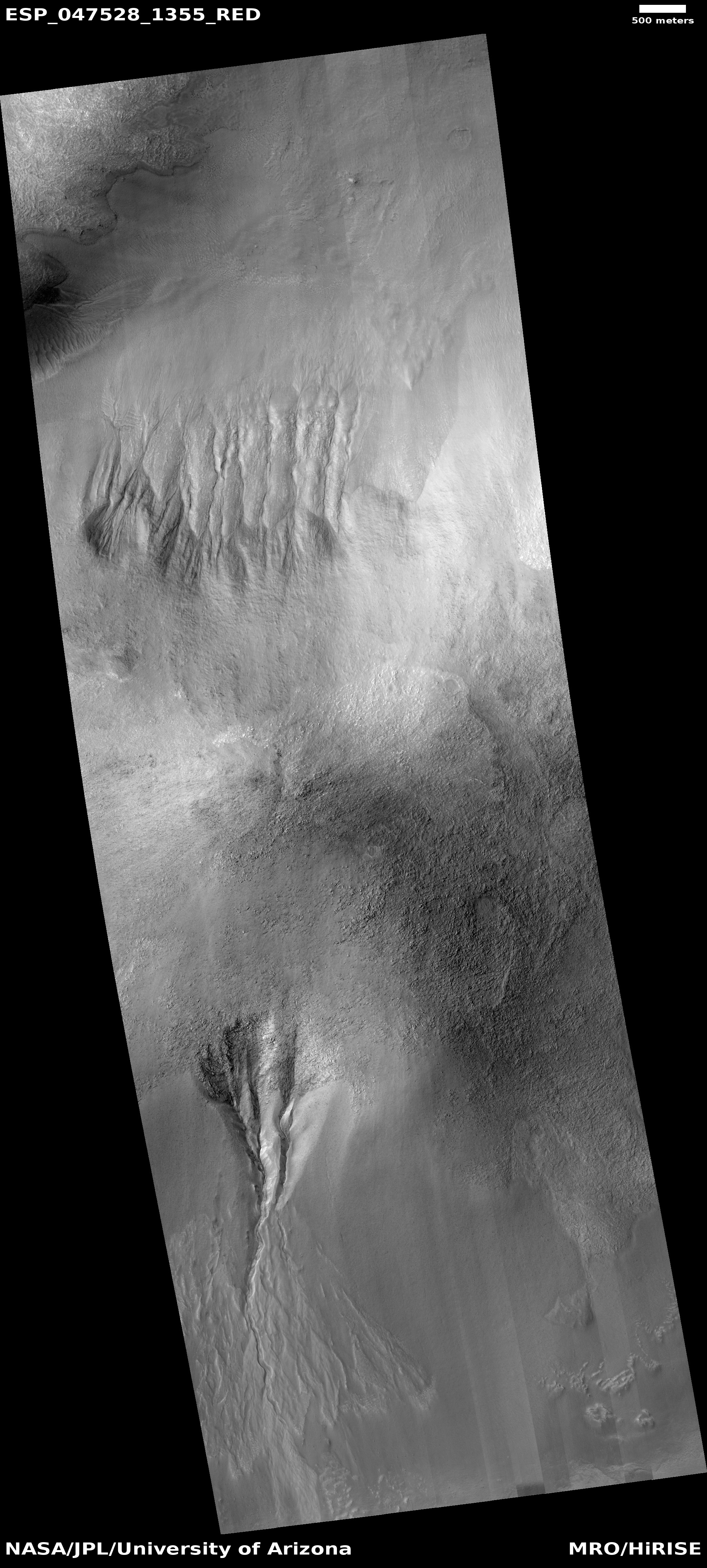
HiWish计划下高分辨率成像科学设备显示的一座土墩二侧坡上的冲沟。

陶玛西亚区的冲沟

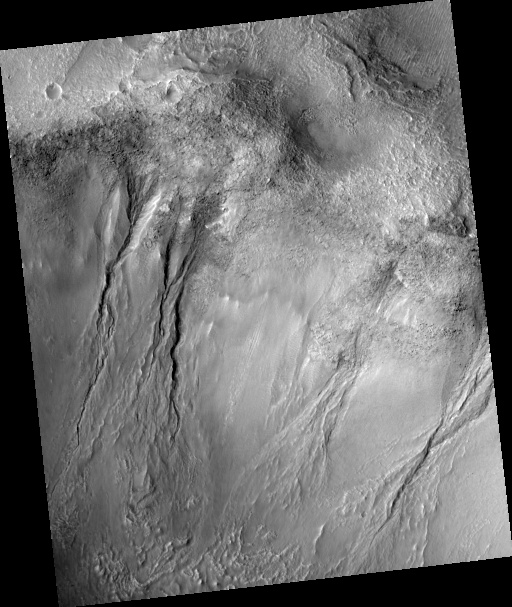
HiWish计划下高分辨率成像科学设备显示的一座土墩两侧的冲沟。
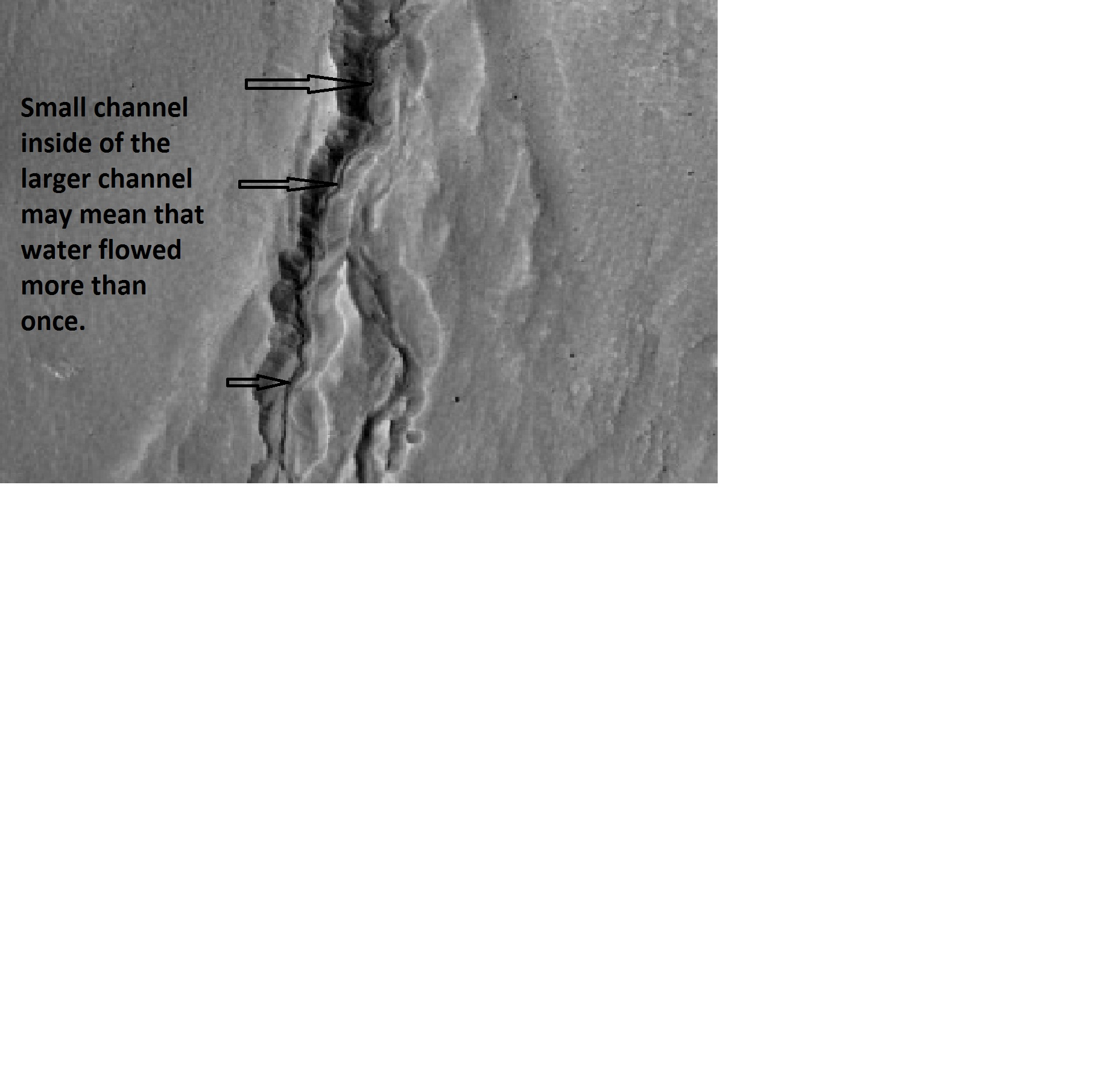
前一图像部分区域的放大，显示了较大冲沟中的小冲沟，水可能不止一次地流入这些沟壑。

阿西达里亚海区的冲沟

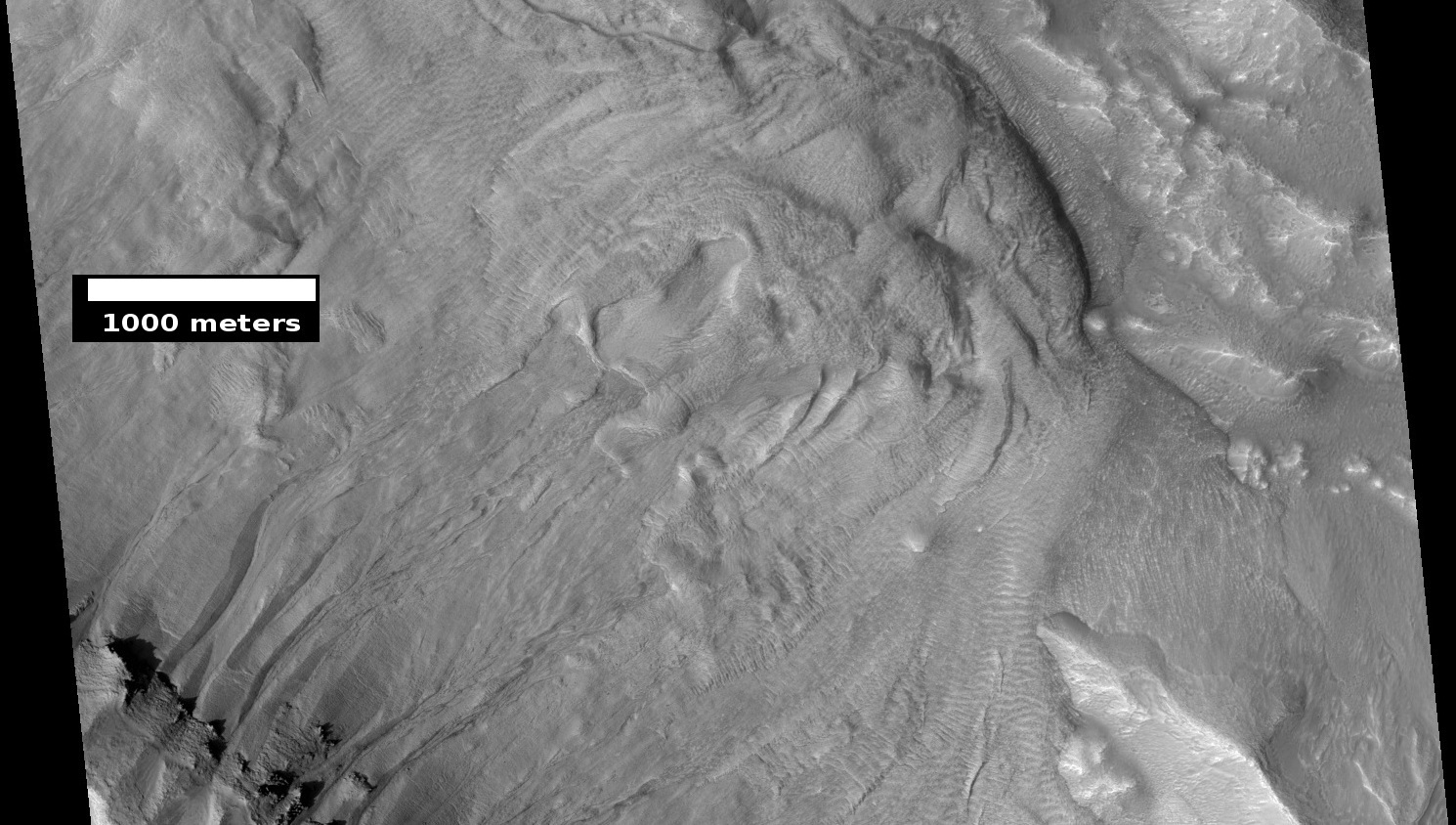
HiWish计划下高分辨率成像科学设备显示的班贝格陨击坑中的冲沟和大规模土石流。在下二幅图片中，冲沟将被放大。
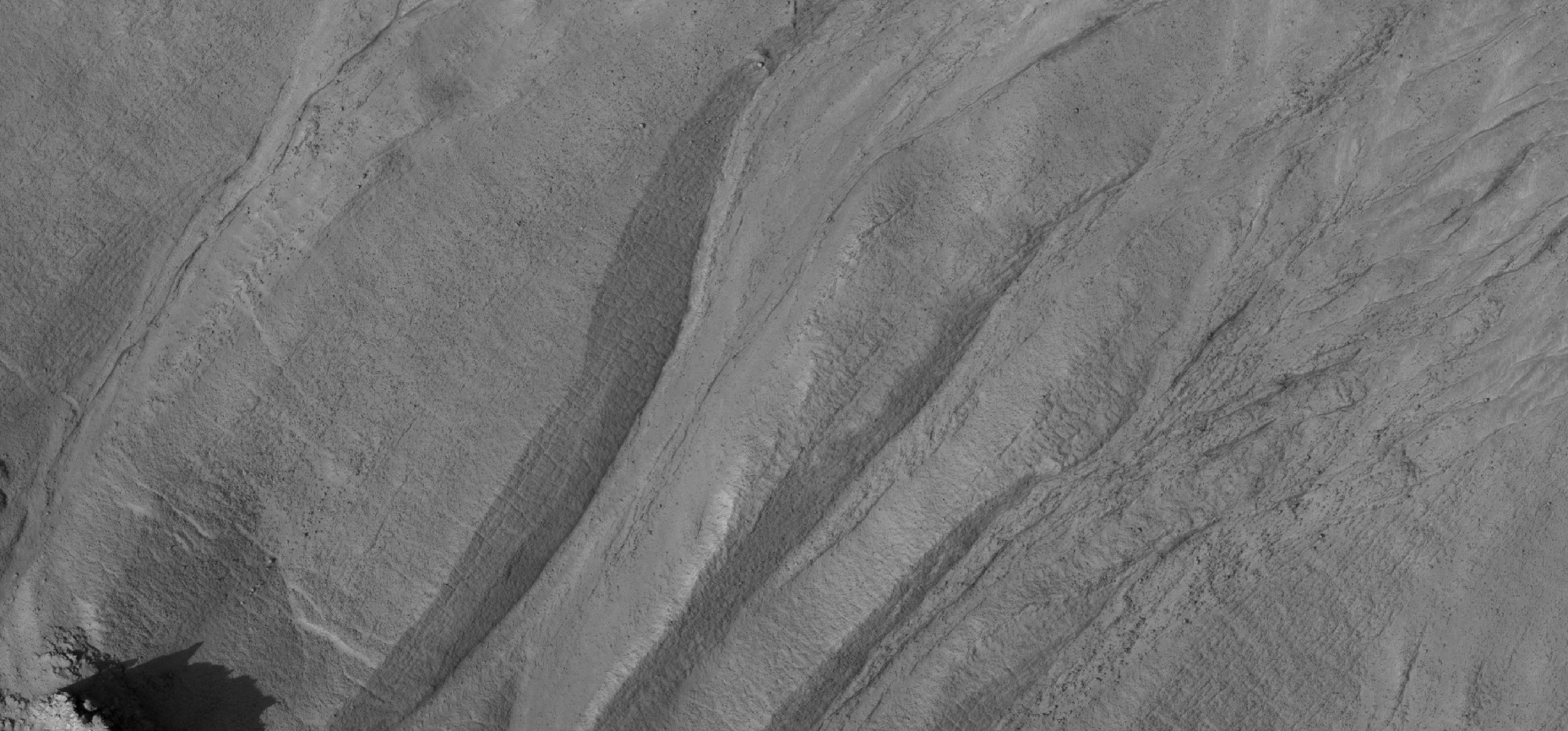
HiWish计划下高分辨率成像科学设备显示的冲沟特写。
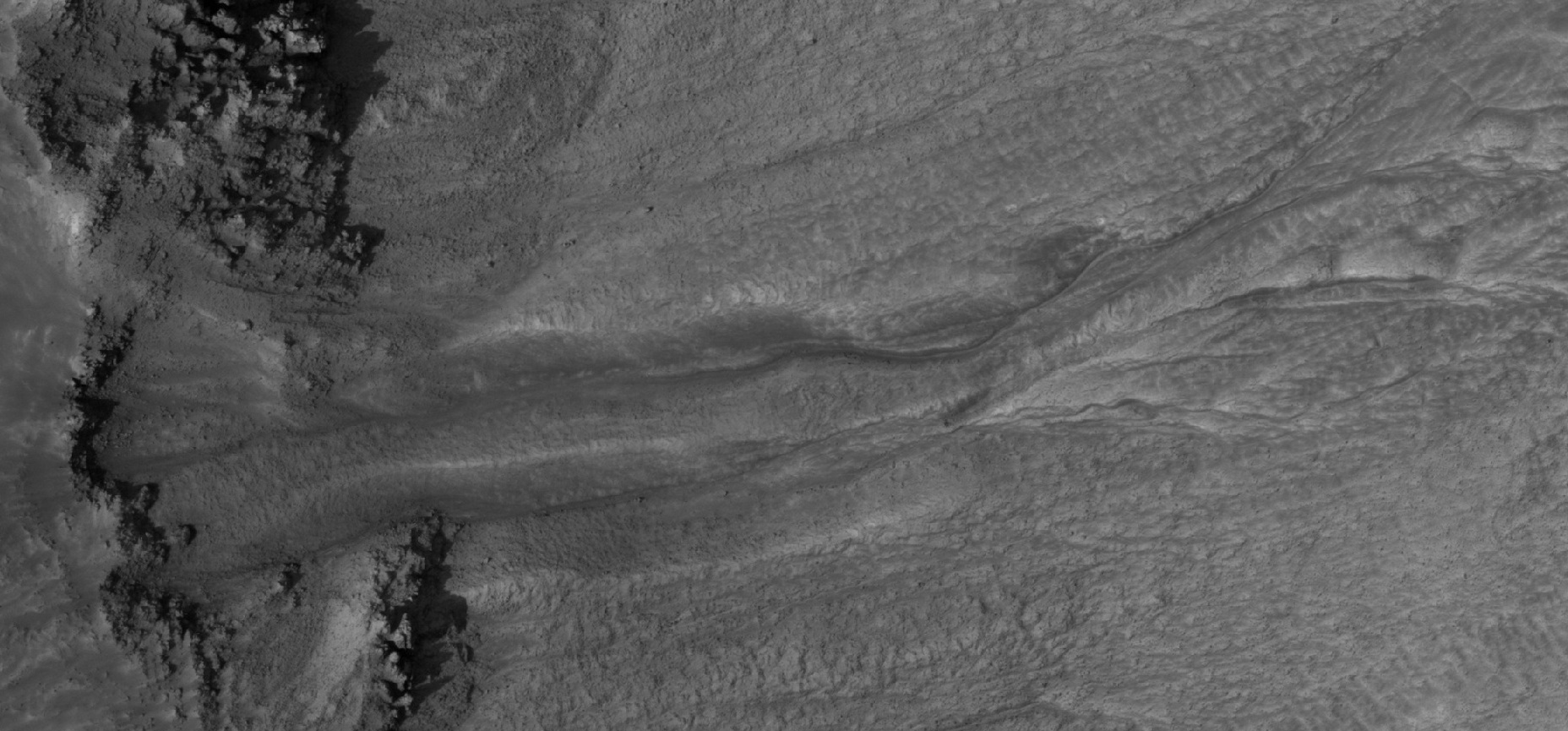
同一照片中的另一条冲沟特写。
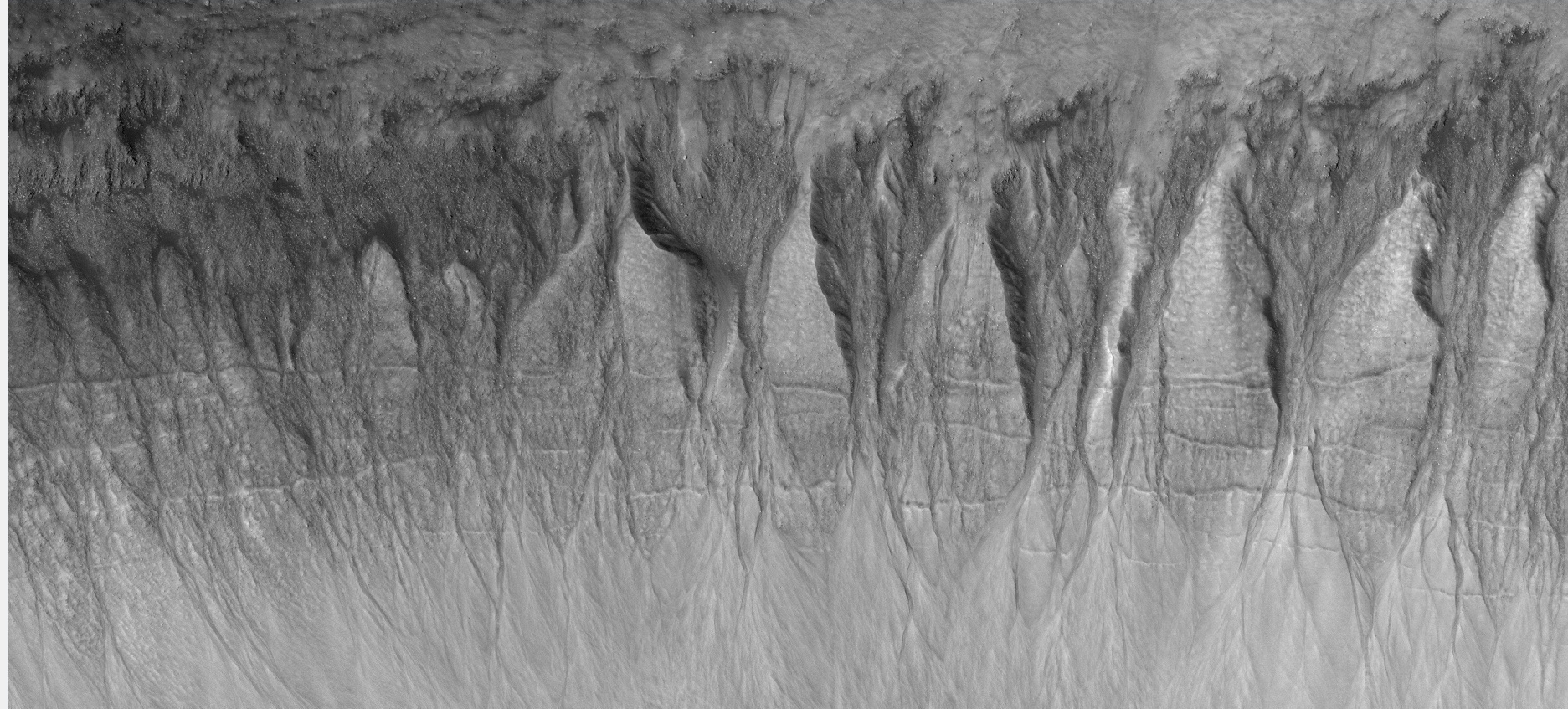
HiWish计划下高分辨率成像科学设备显示的冲沟。
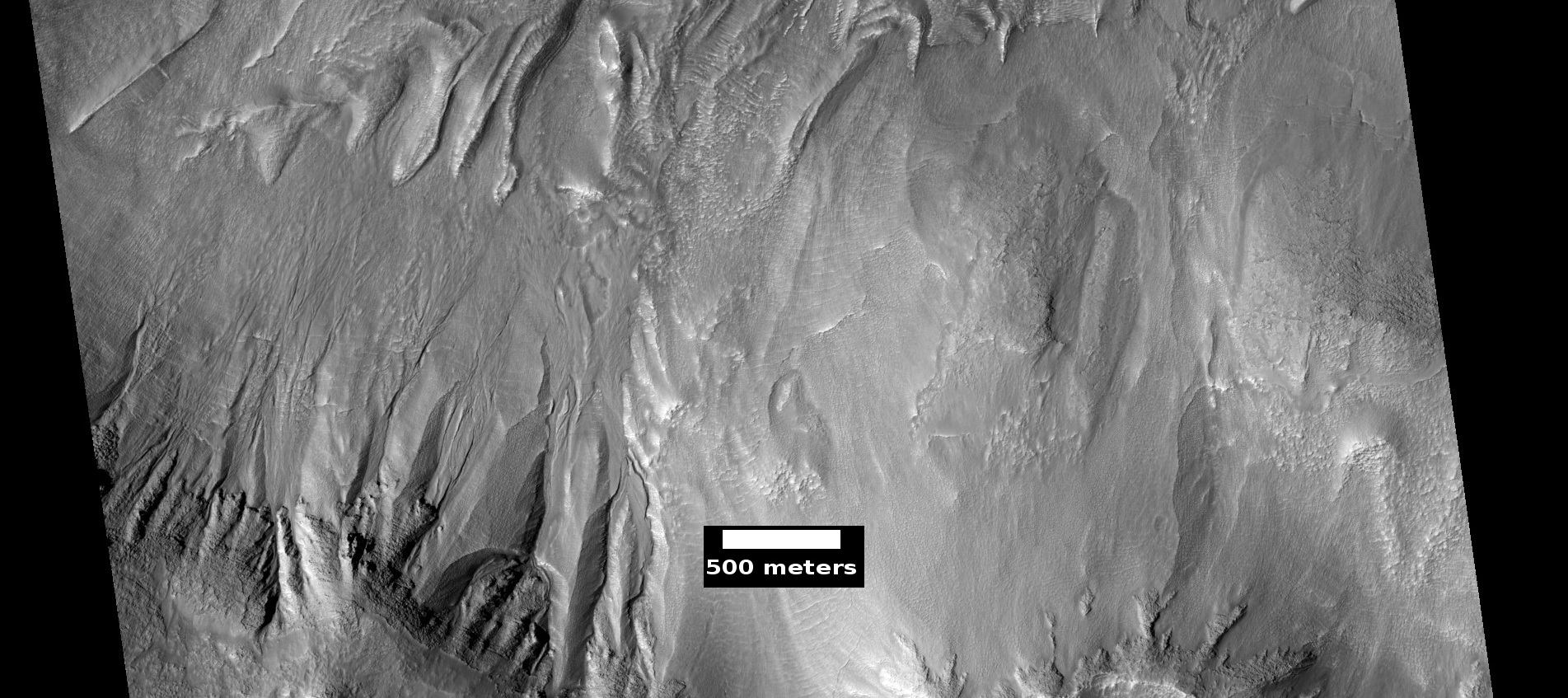
HiWish计划下高分辨率成像科学设备显示的一座陨坑中的冲沟。
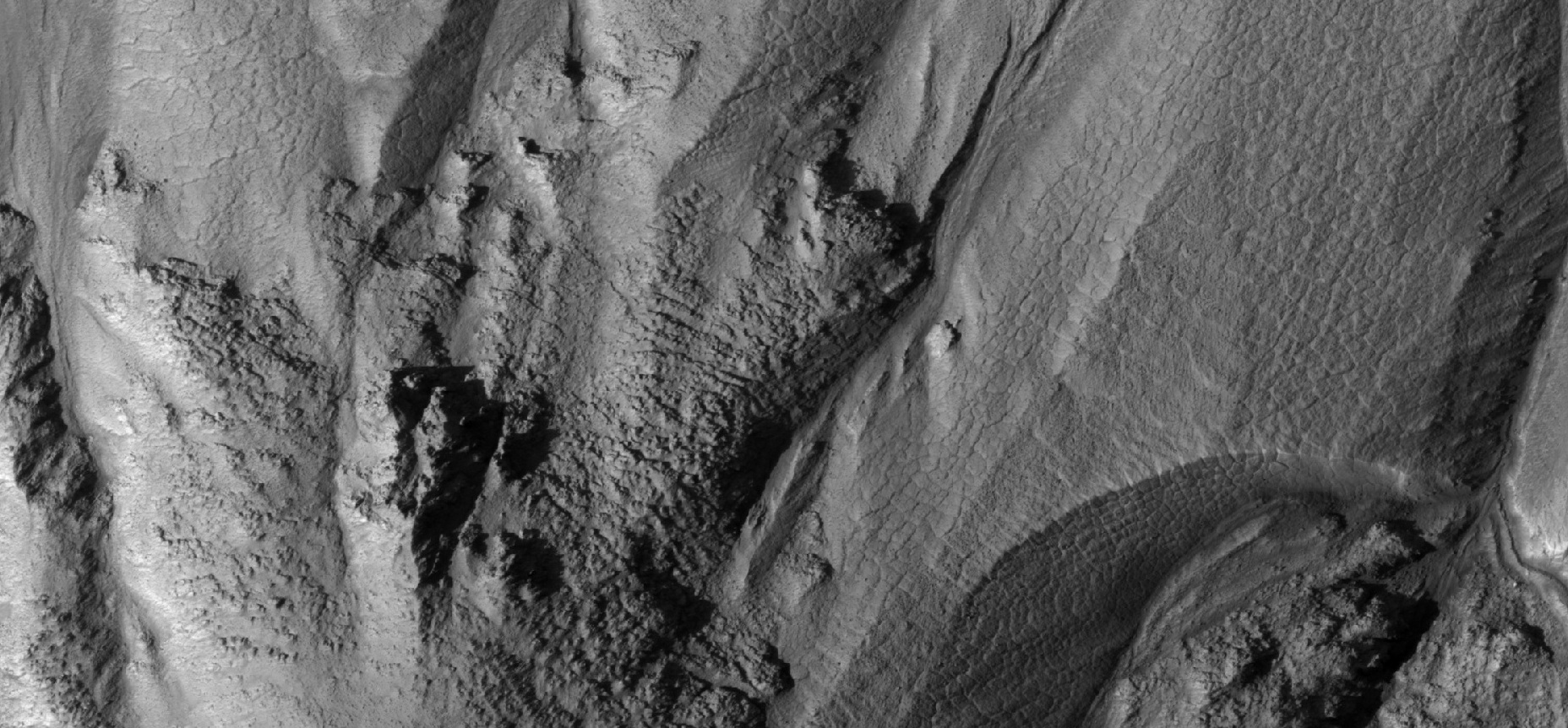
前一图像中的陨坑冲沟的特写。
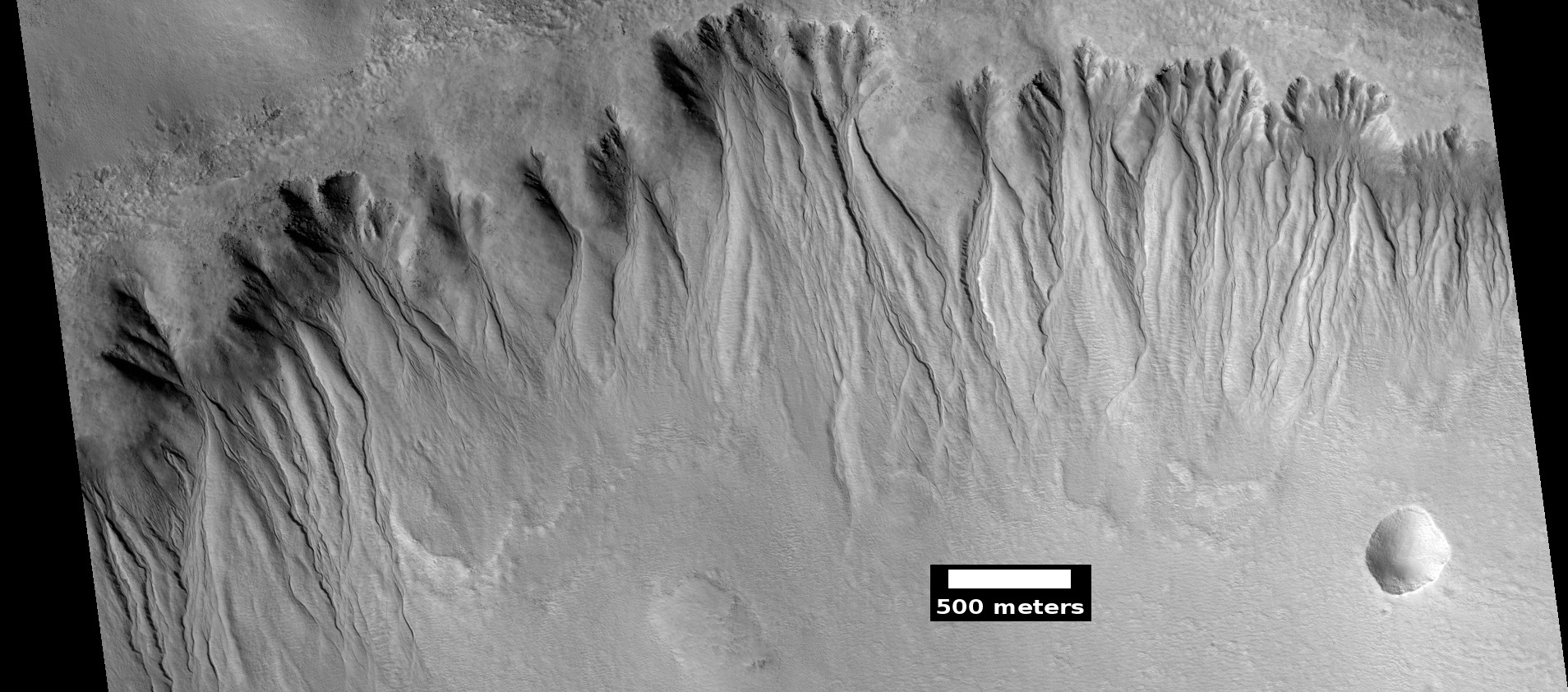
HiWish计划下高分辨率成像科学设备显示的阿西达里亚海区一座陨坑坡壁上的冲沟。
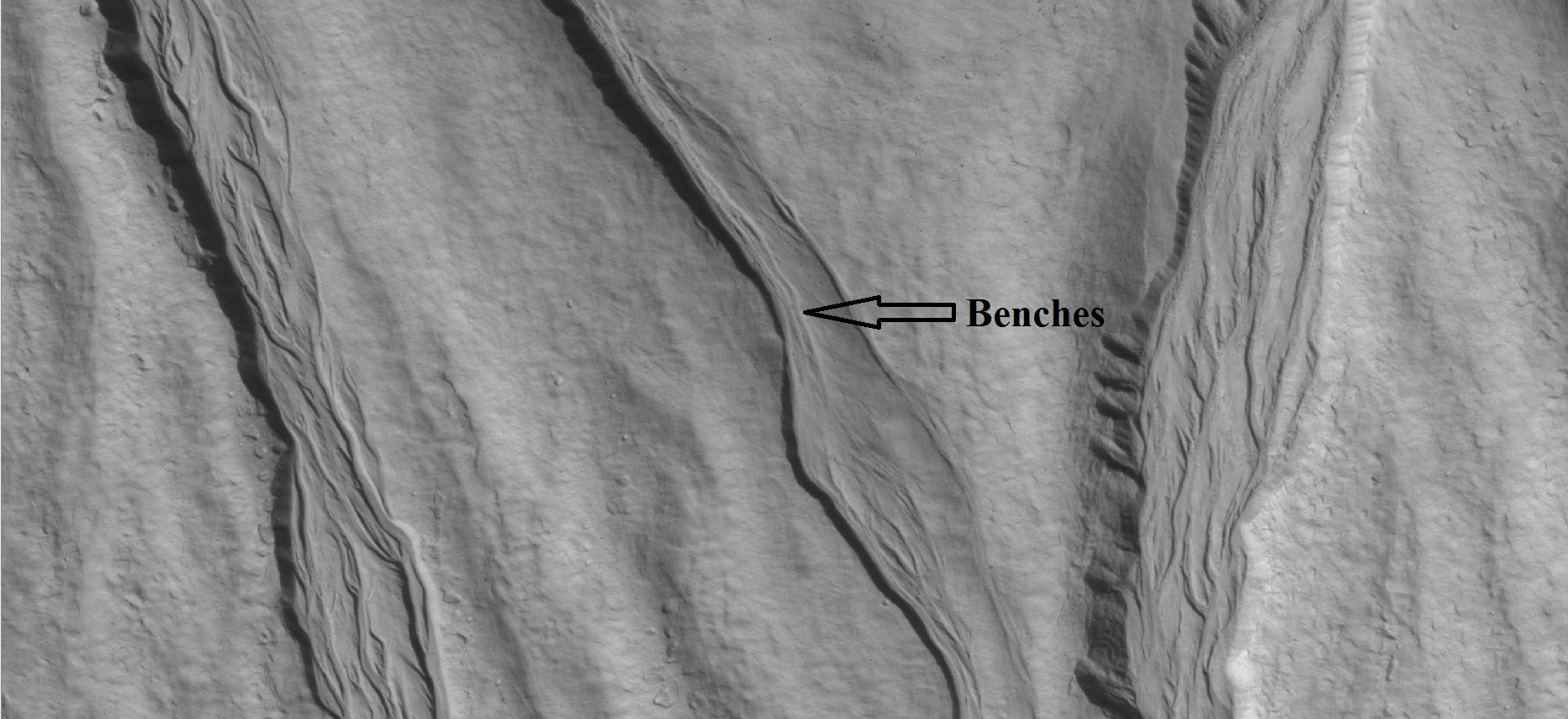
HiWish计划下高分辨率成像科学设备拍摄的阿西达里亚海区冲沟特写。该图片显示了许多流线型状的结构和一些沿河道的阶坎，这些特征表明是由流水形成的。当水位缓慢下降并保持一段时间时，通常会形成阶坎。注意：这是前一幅图像的放大版。

阿耳卡狄亚区的冲沟

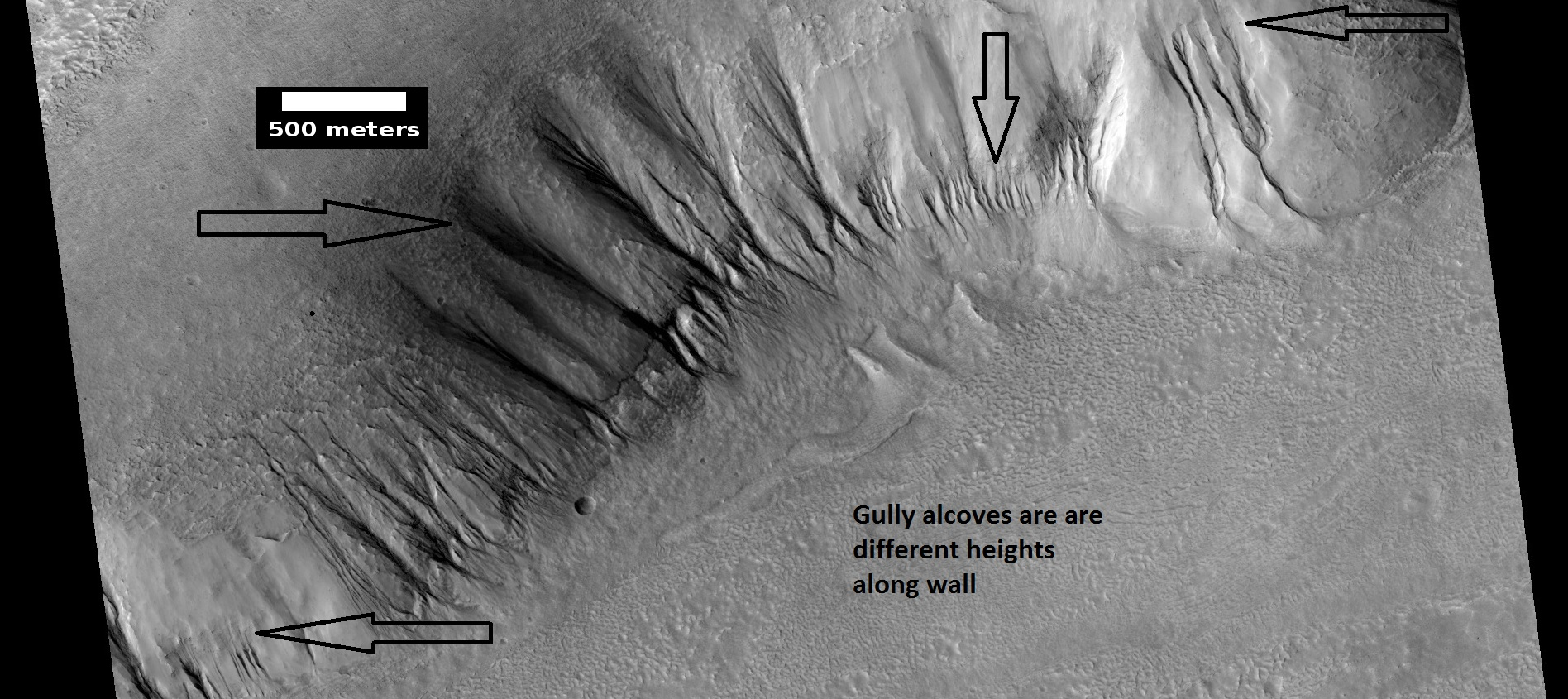
在该幅HiWish计划下高分辨率成像科学设备拍摄的图像中可看到发源于不同高度的各种冲沟。
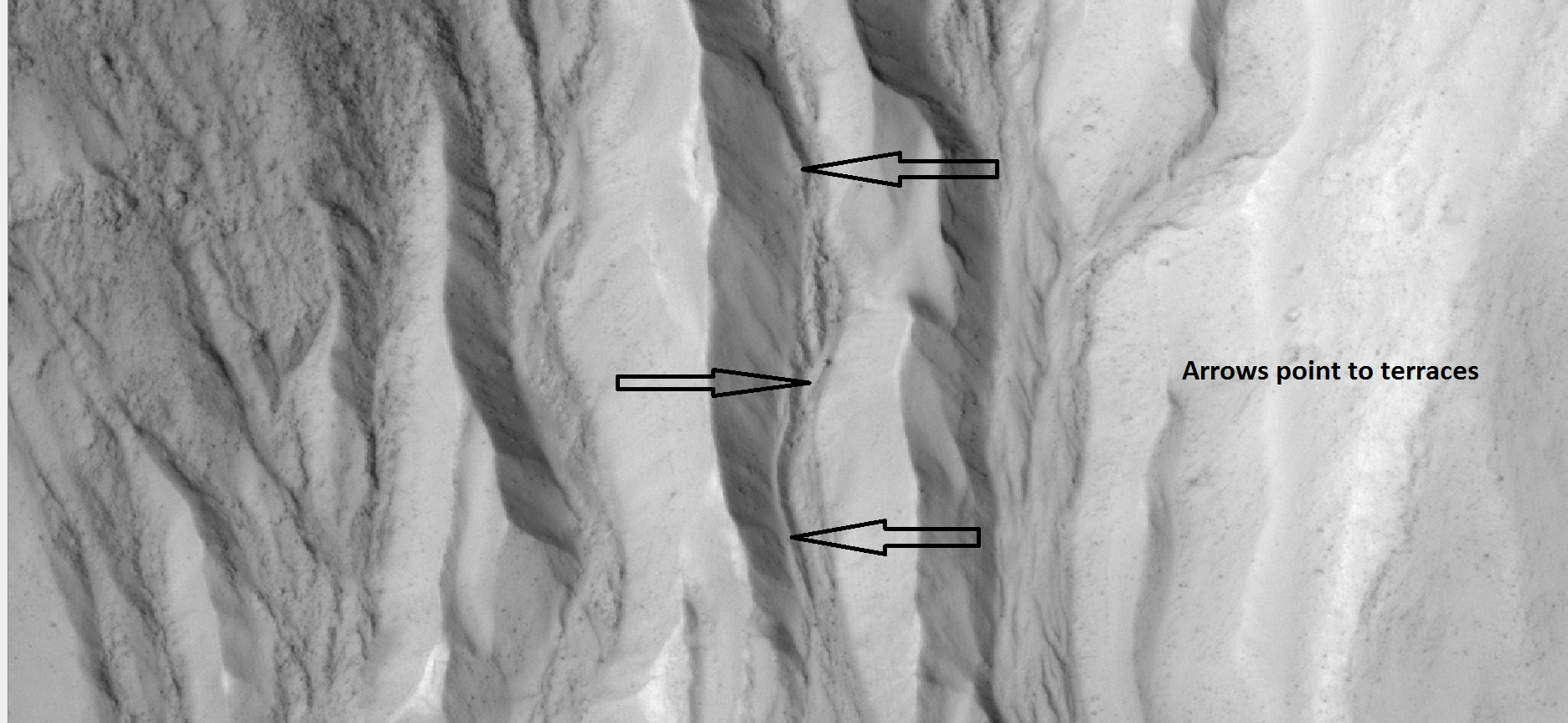
上图中放大的小部分区域显示了沿冲沟河道延伸的阶坎，当一条新沟道穿过旧表层时，便会形成阶坎，这意味着冲沟不是在一次事件中形成的，水在该地方一定不止流过一次。
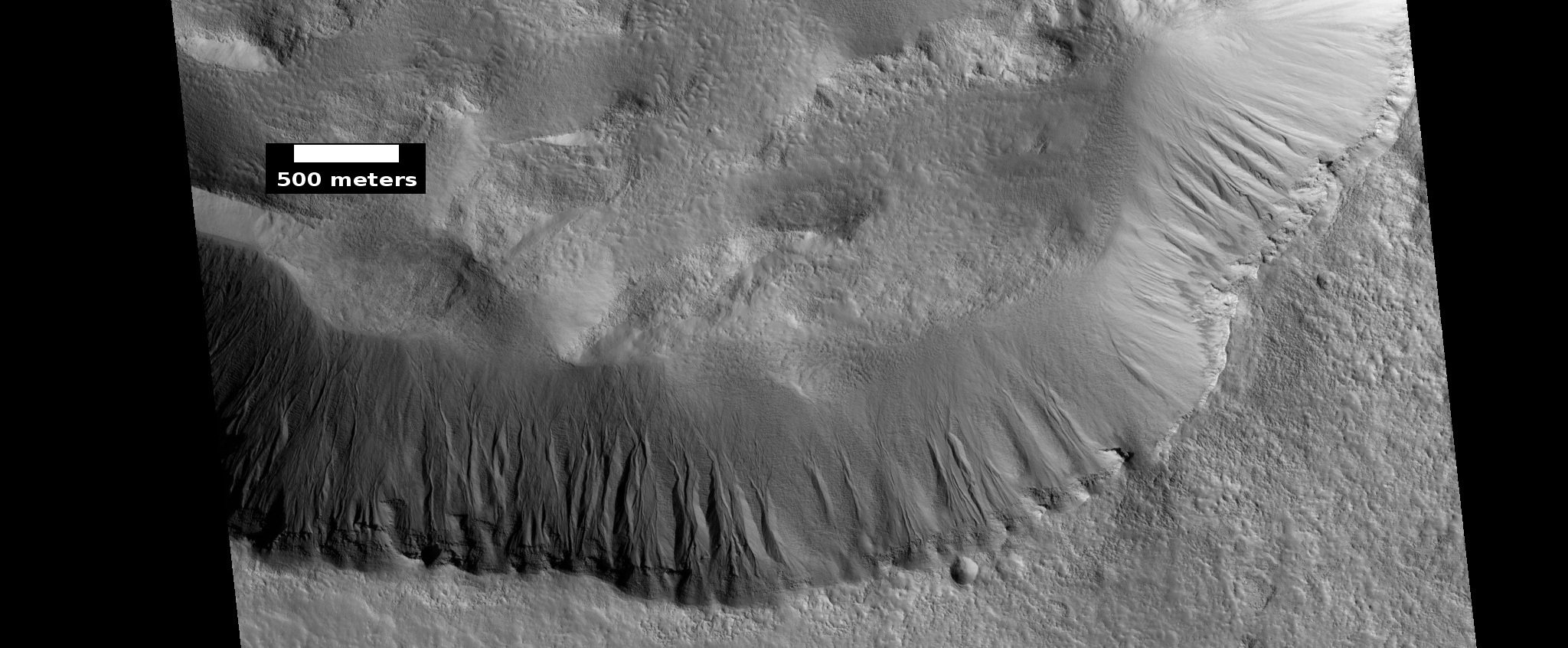
HiWish计划下高分辨率成像科学设备显示的陨坑中的冲沟，有些看上去很年轻，其它的则已很久远。
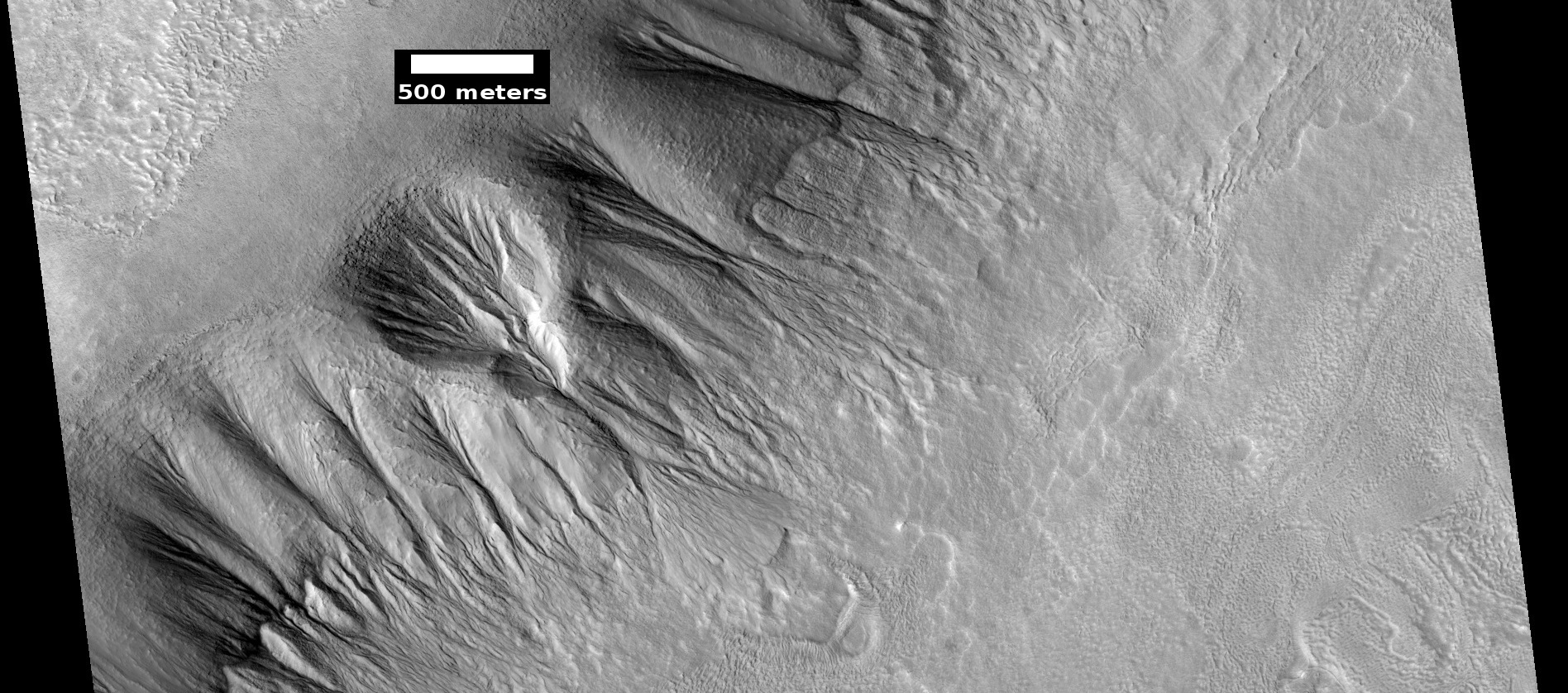
HiWish计划下高分辨率成像科学设备显示的滕比高地以北，分布在桌山坡上的冲沟。
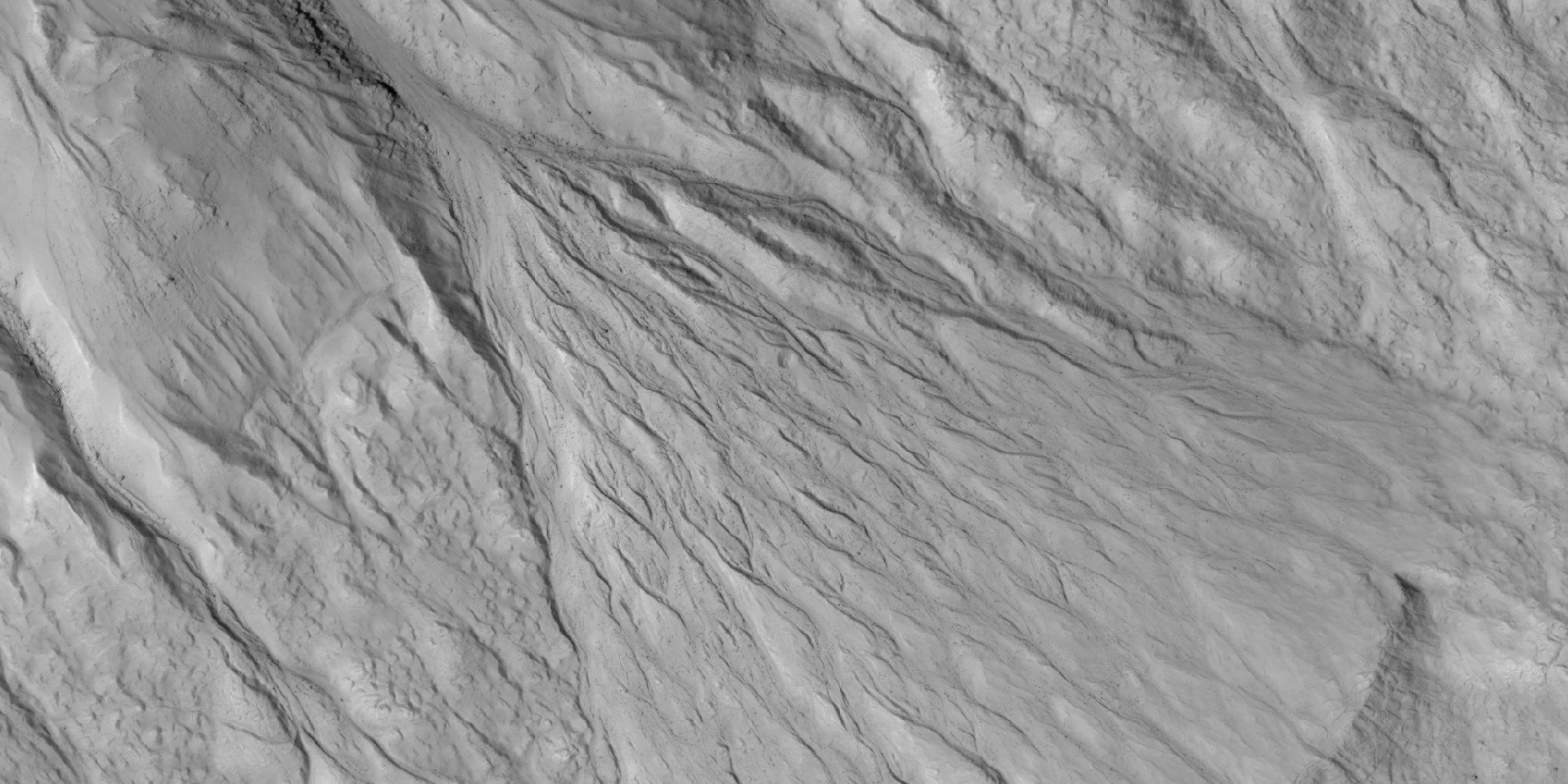
HiWish计划下高分辨率成像科学设备显示的冲积扇近景，注：这是前一幅图像的放大版。
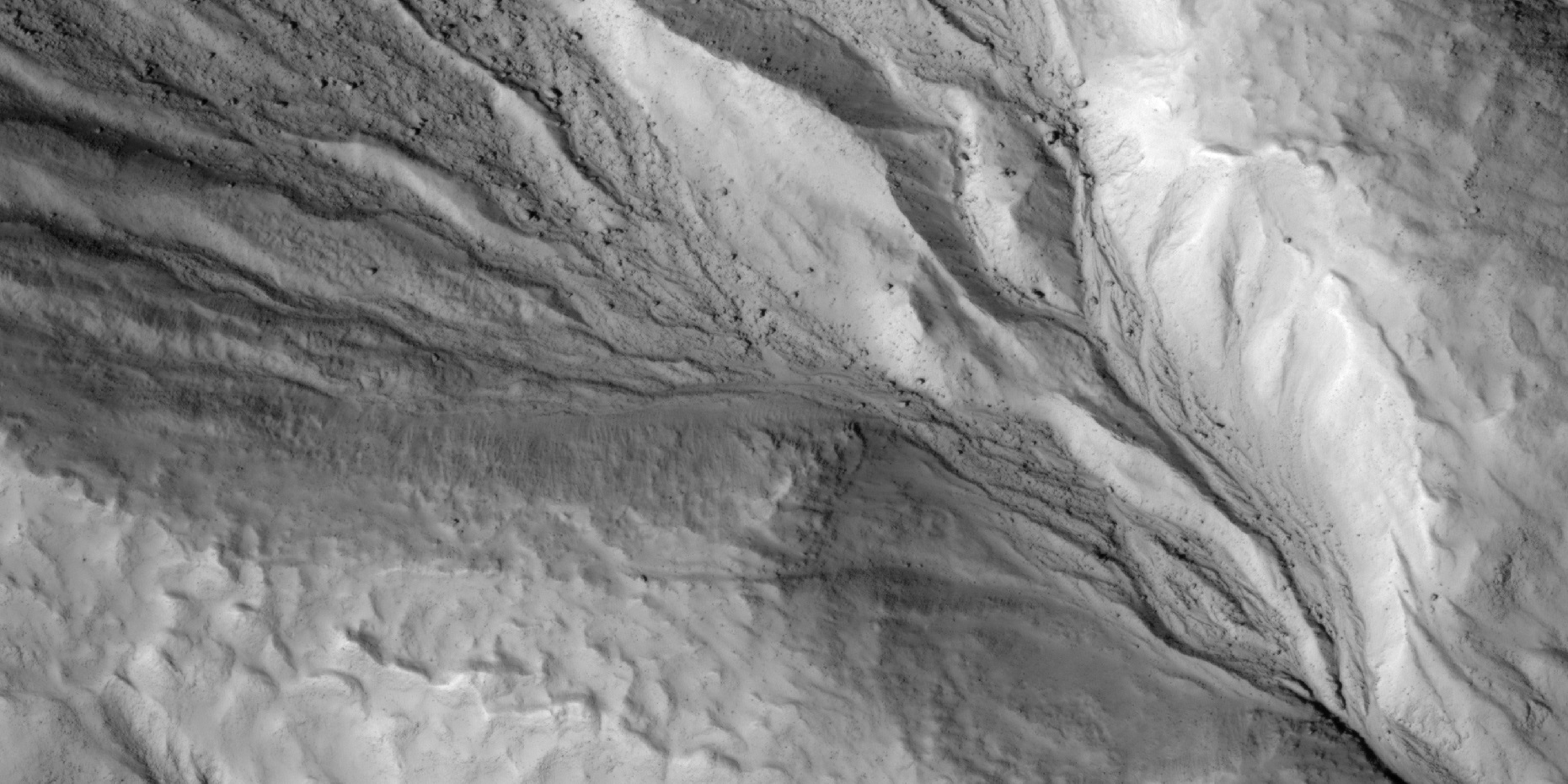
HiWish计划下高分辨率成像科学设备显示的沟头壁凹近景，注：这是前一幅图像的放大版。
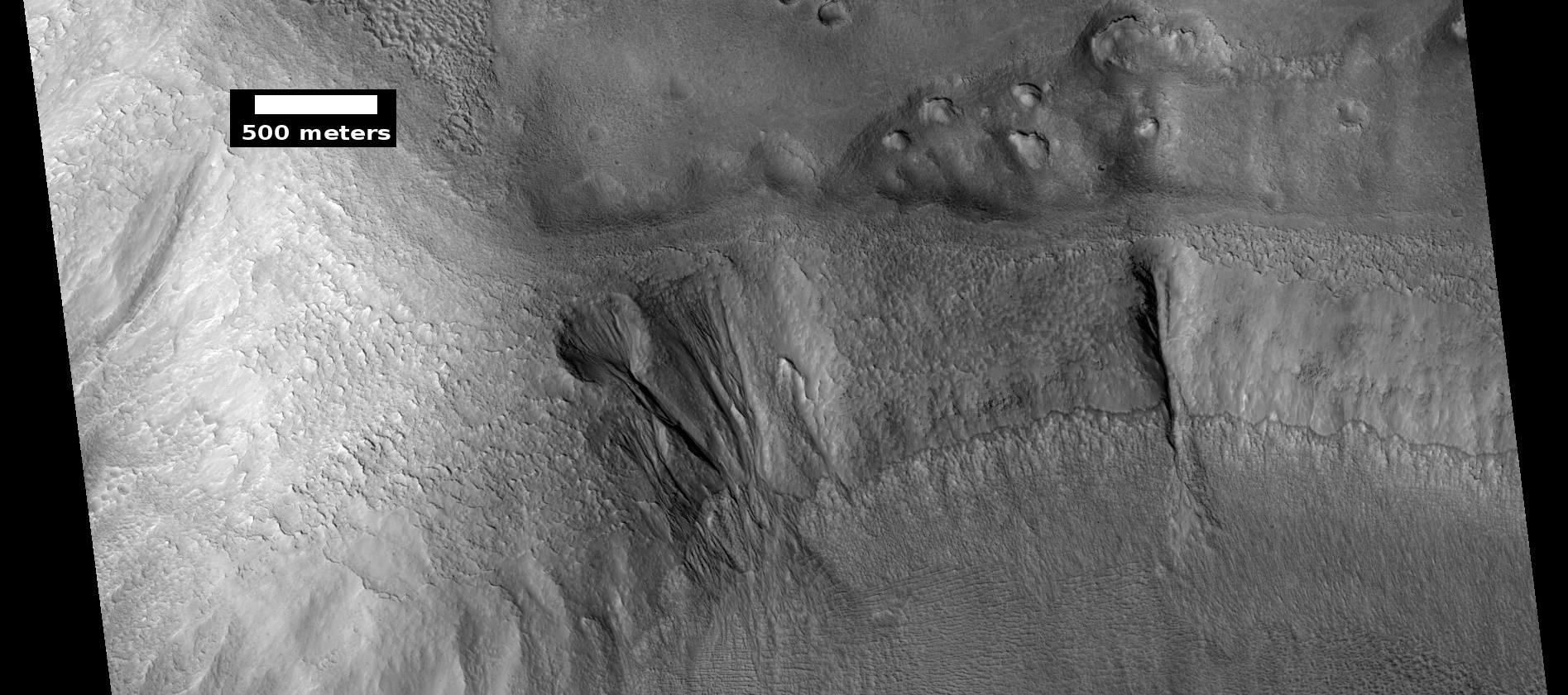
HiWish计划下高分辨率成像科学设备显示的桌山坡上的冲沟。

狄阿克里亚区的冲沟

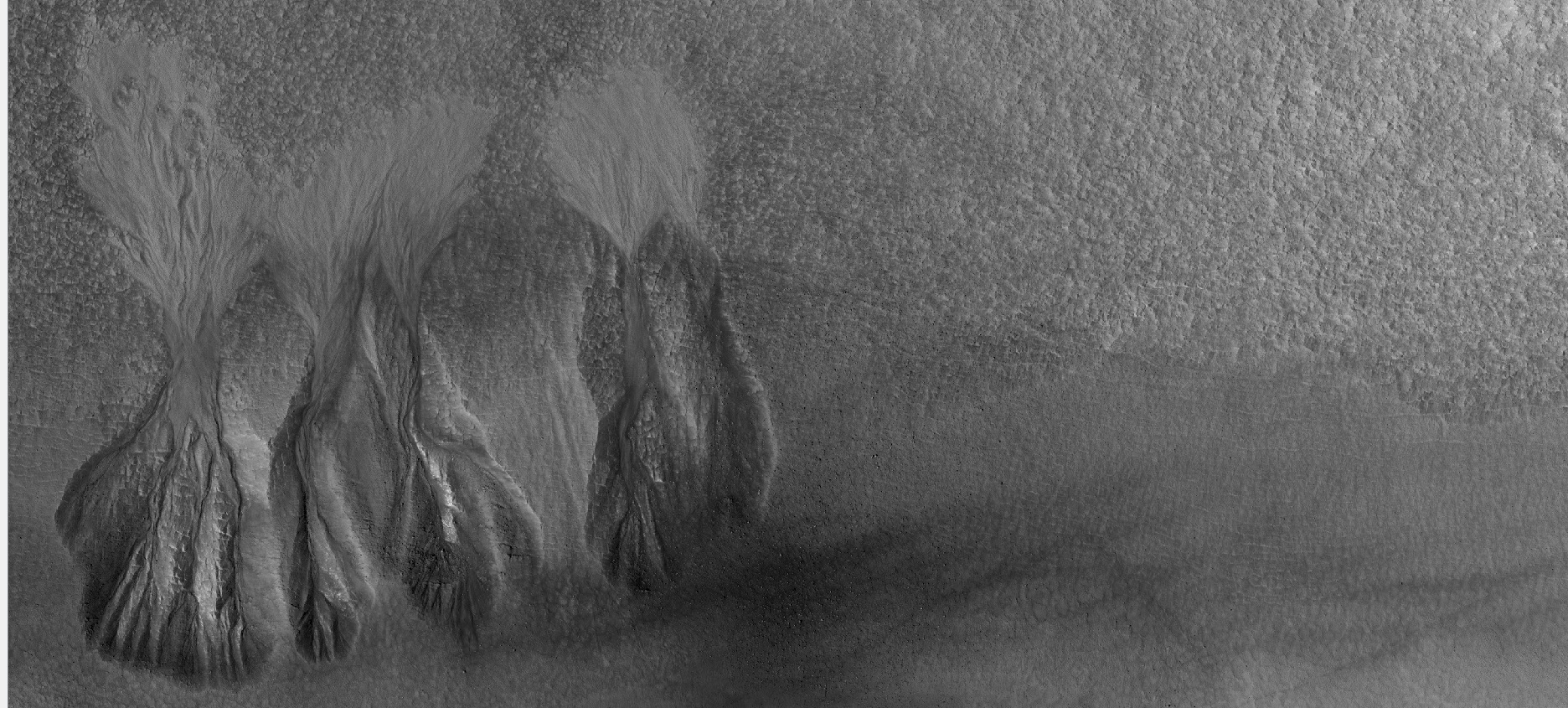
HiWish计划下高分辨率成像科学设备拍摄的冲沟群全景图，注：下图是该图像部分区域的放大。
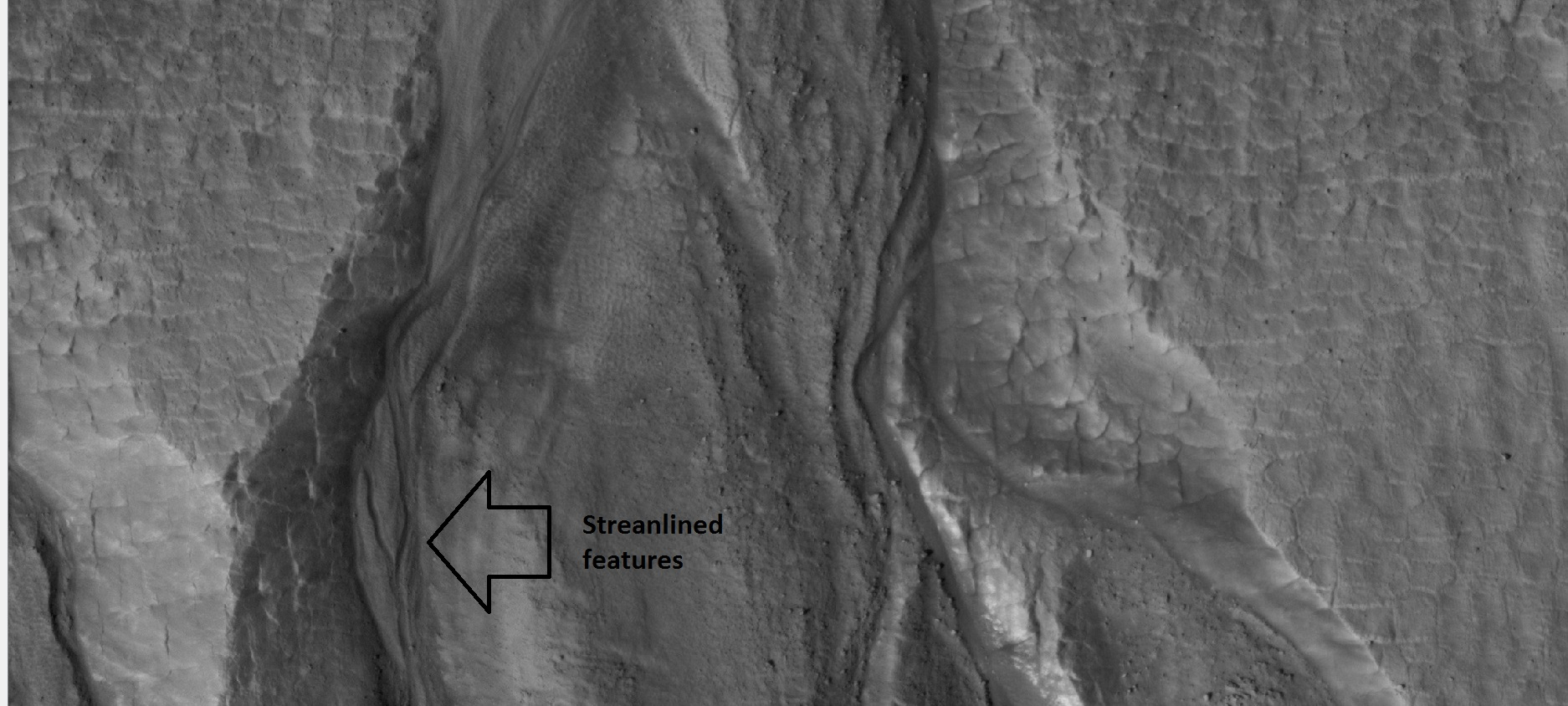
HiWish计划下高分辨率成像科学设备的冲沟近景图。

挪亚区的冲沟

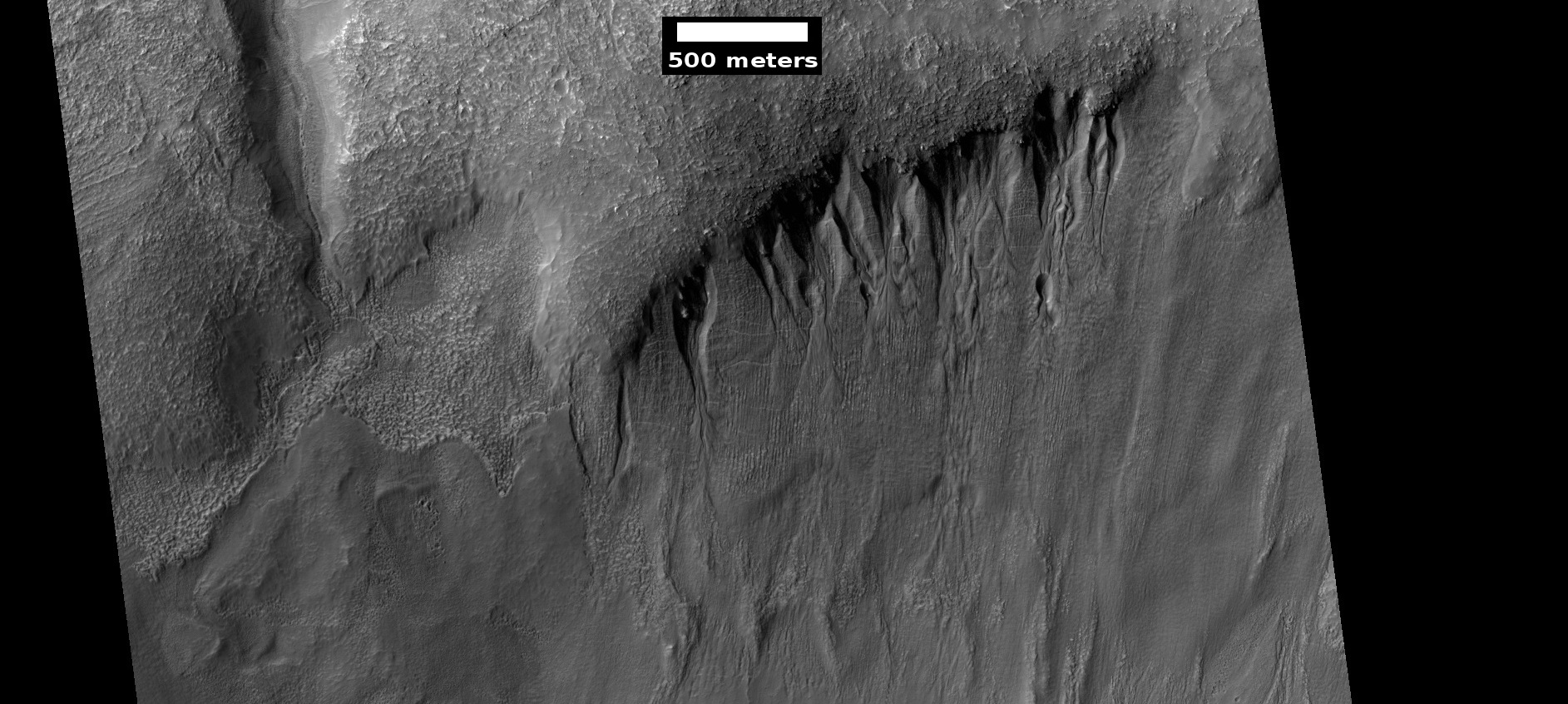
HiWish计划下高分辨率成像科学设备显示的陨坑坡壁上的冲沟。
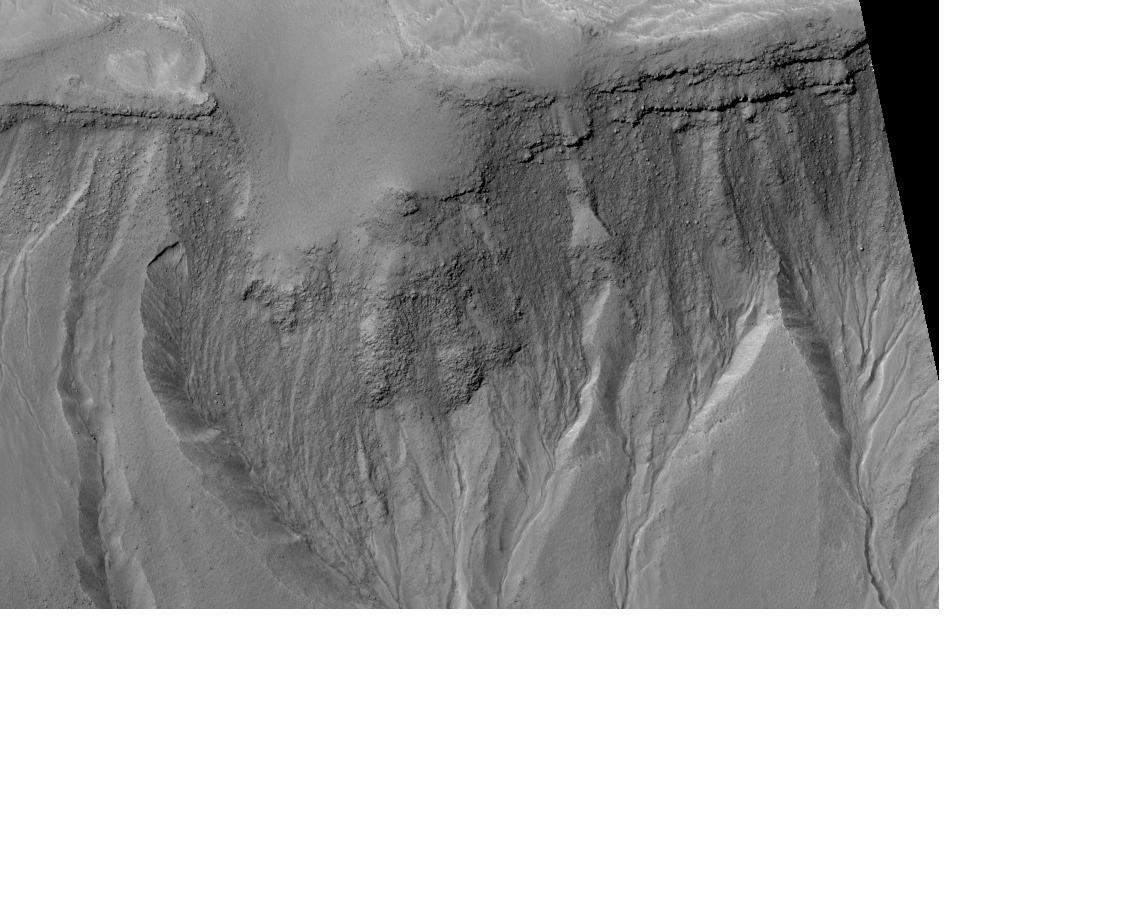
高分辨率成像科学设备显示的阿西莫夫撞击坑内土墩上的冲沟。

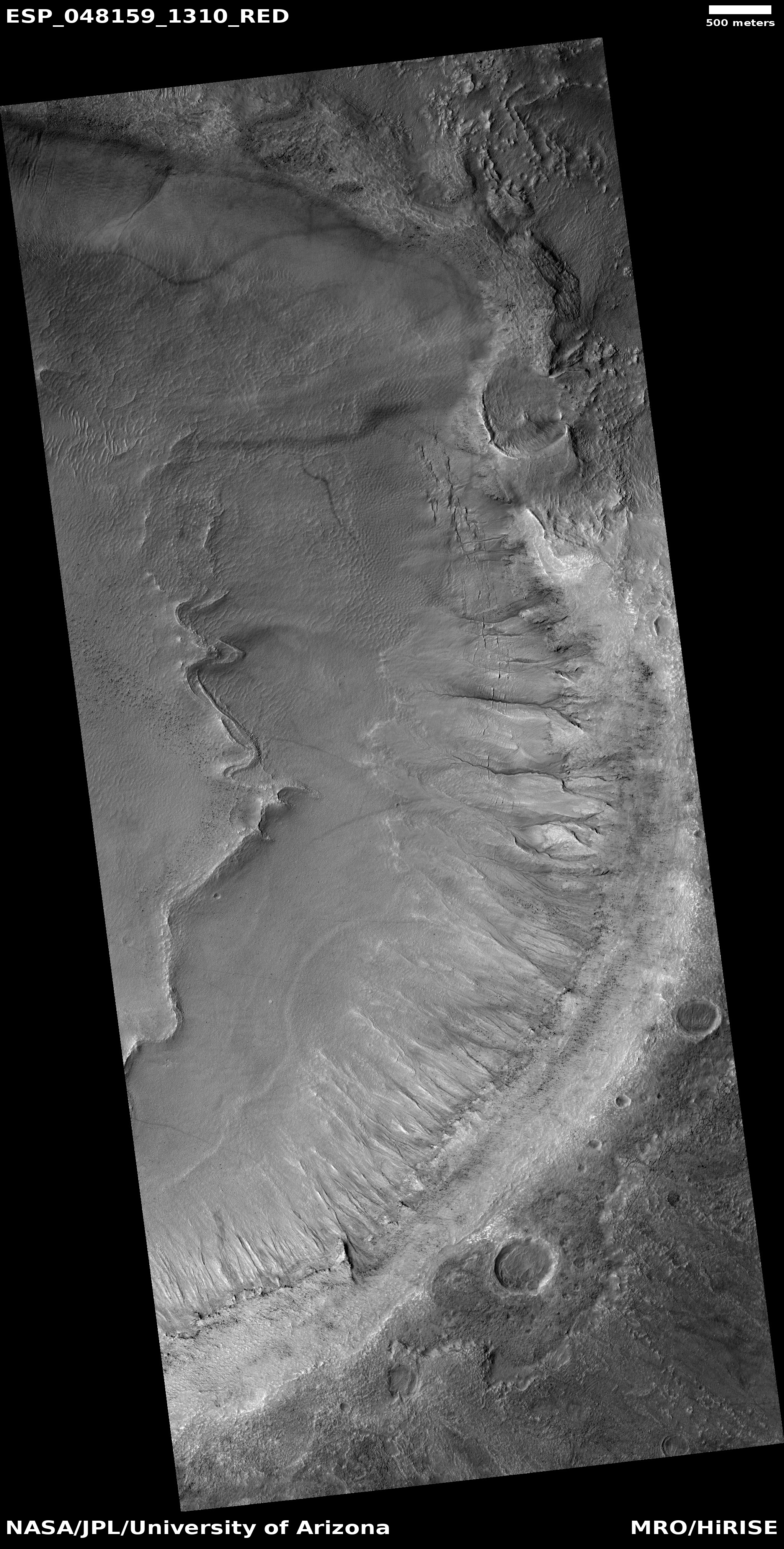
HiWish计划下高分辨率成像科学设备拍摄的陨坑内冲沟和山脊全景图。
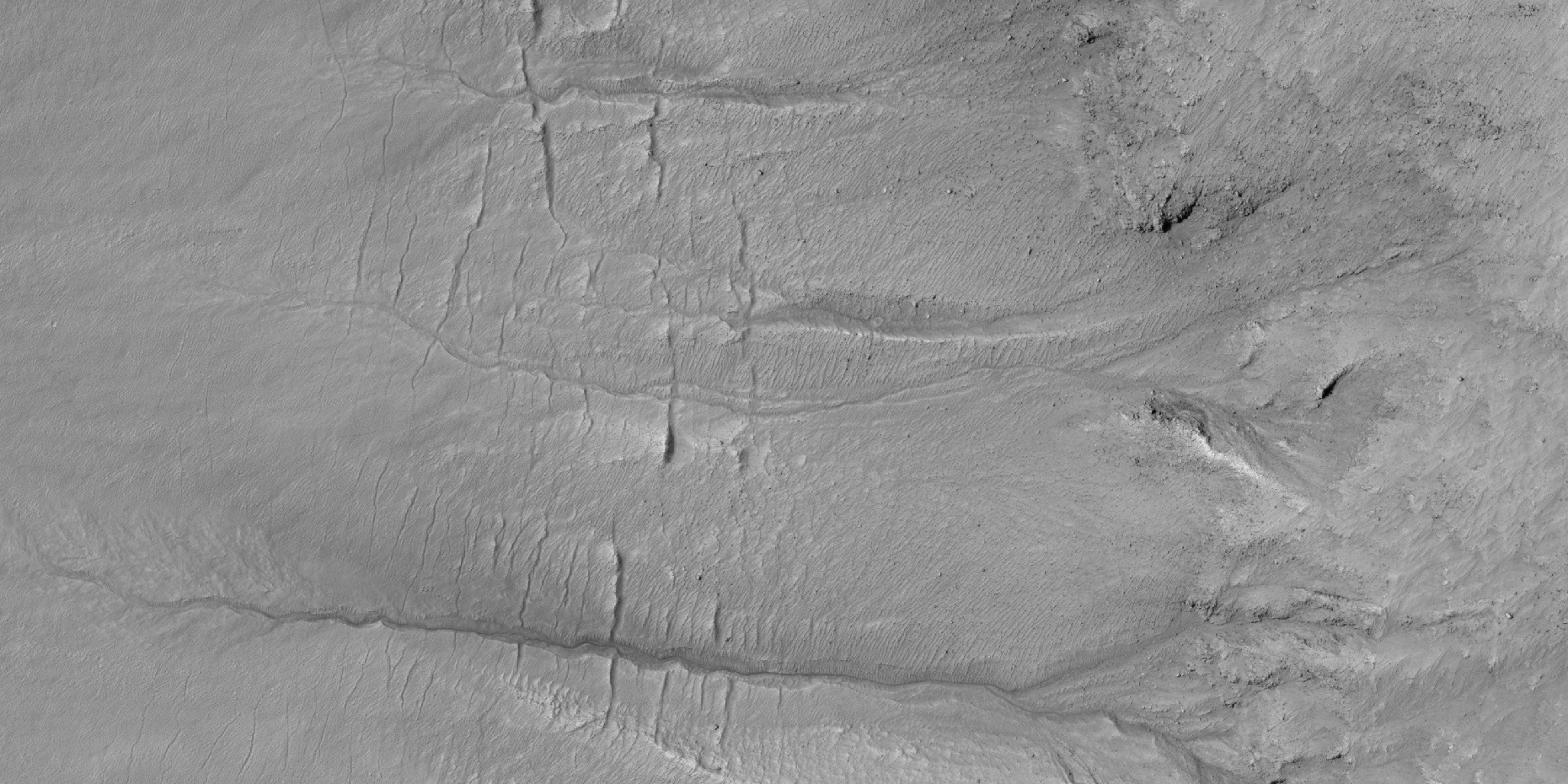
高分辨率成像科学设备显示的冲沟道近景，沟道形成了一些紧缩的河曲。
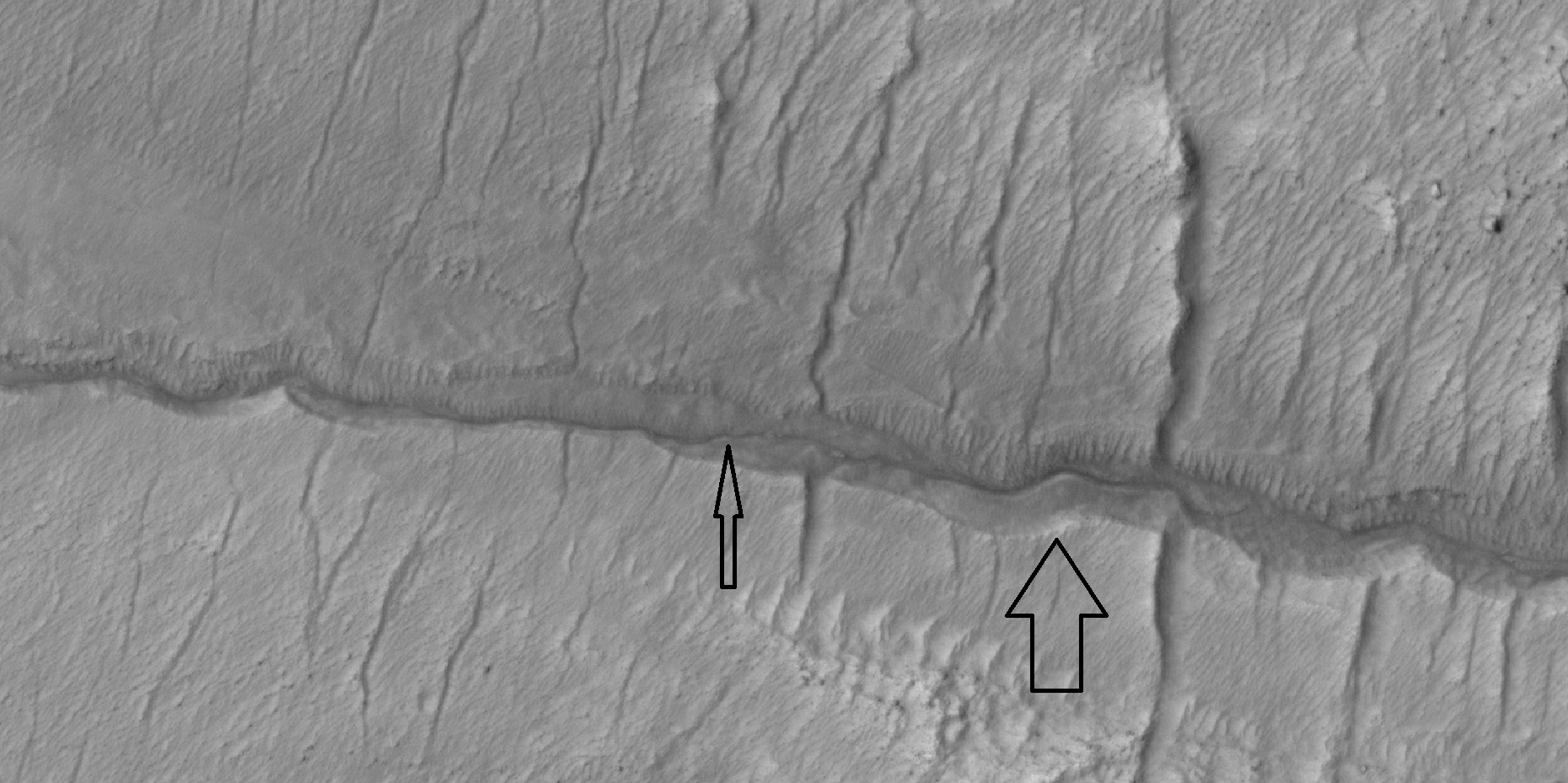
HiWish计划下高分辨率成像科学设备显示的冲沟道近景，箭头指向冲沟内的小冲沟。

卡西乌斯区的冲沟

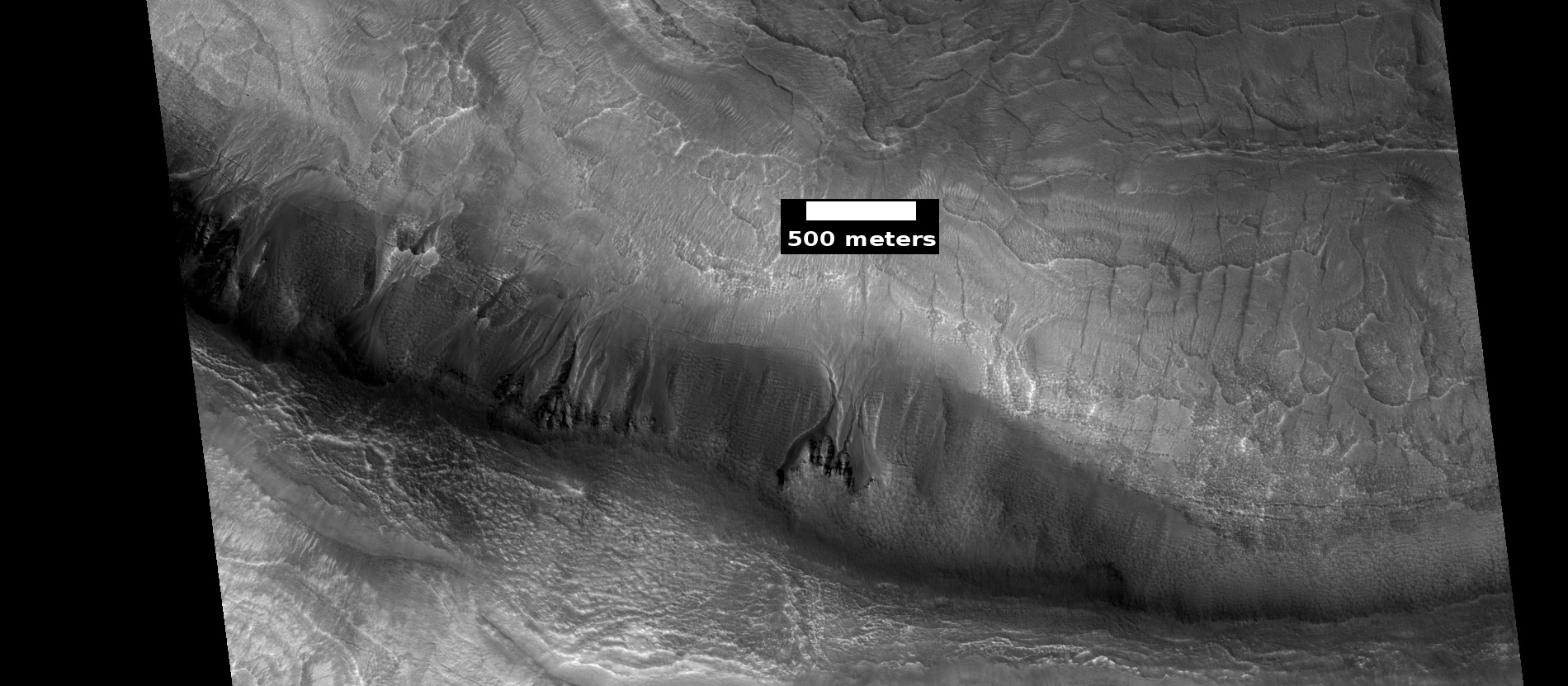
HiWish计划下高分辨率成像科学设备显示的陨坑中的冲沟。
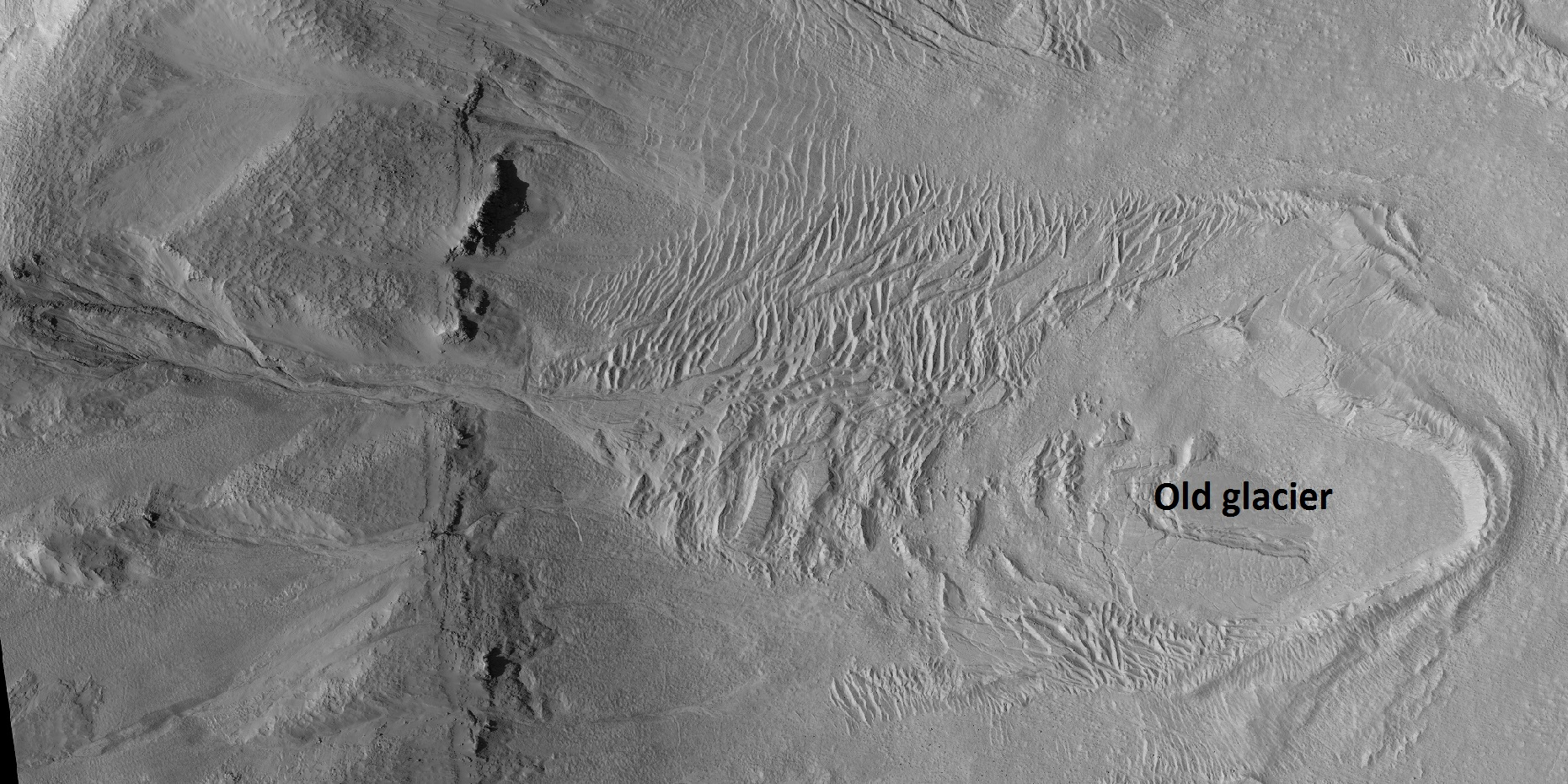
HiWish计划下高分辨率成像科学设备显示的卡西乌斯区的冰川和冲沟，部分研究人员认为冲沟出现在冰川之后。

伊斯墨诺斯湖区的冲沟

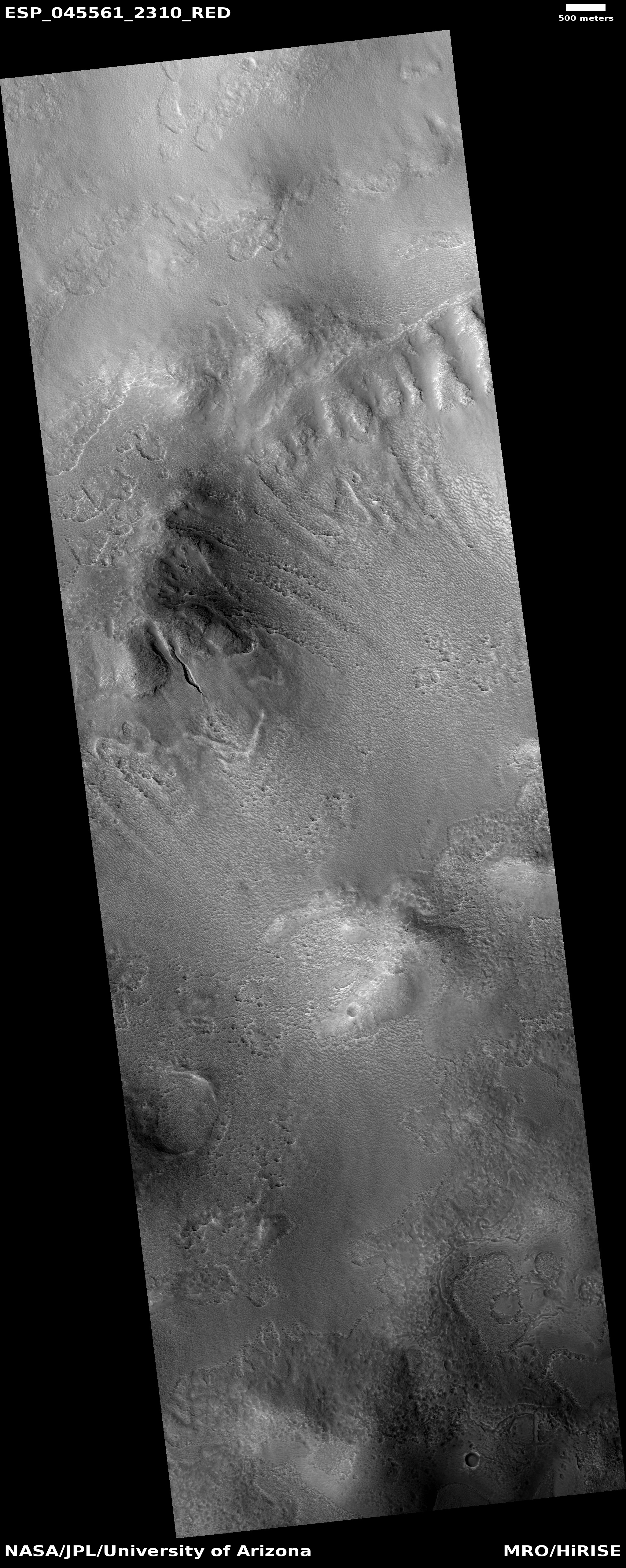
HiWish计划下高分辨率成像科学设备显示的前一幅图像的近景图。
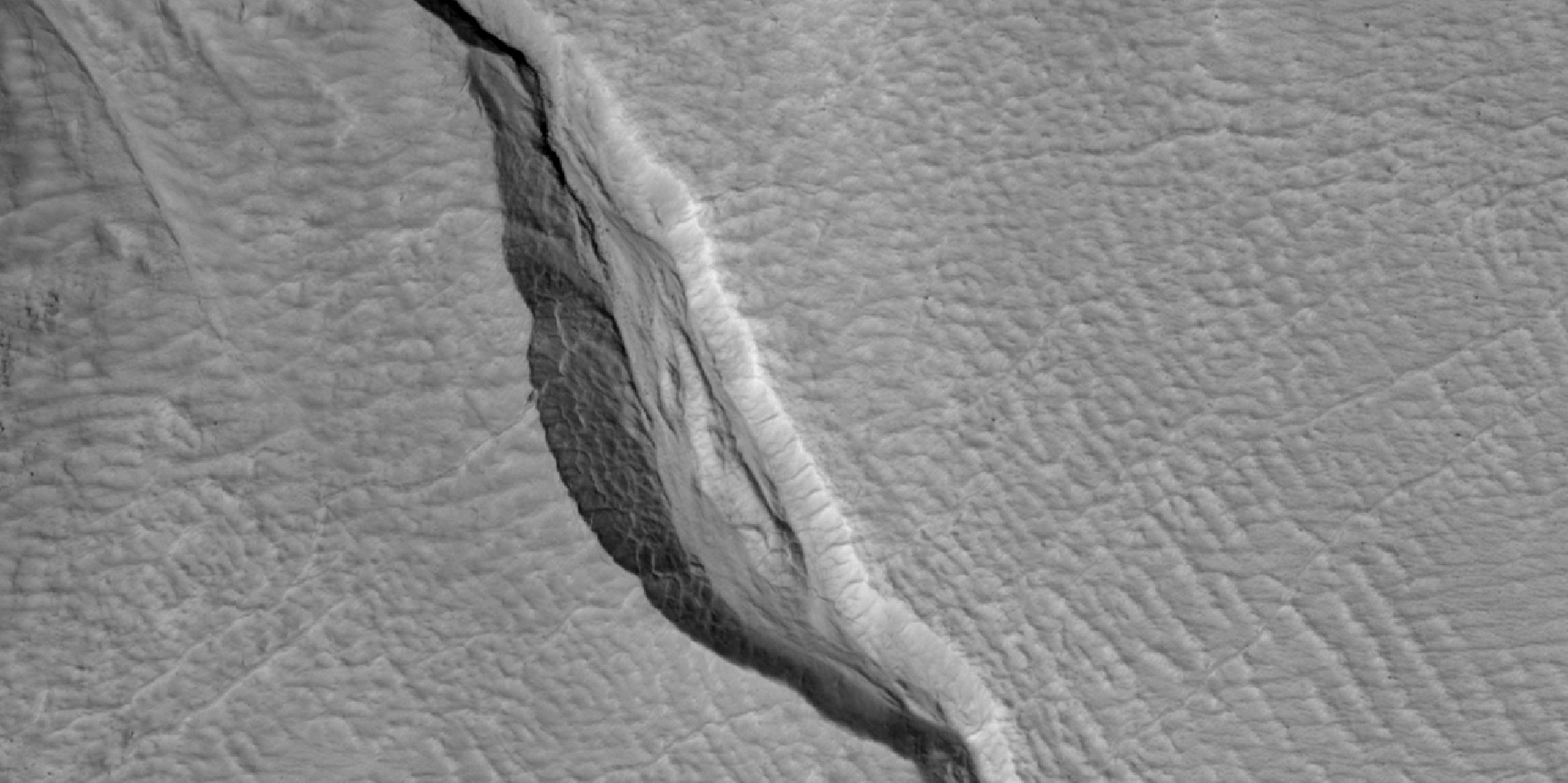
HiWish计划下高分辨率成像科学设备拍摄的冲沟道的近景图，显示了其中流线型状的特征。

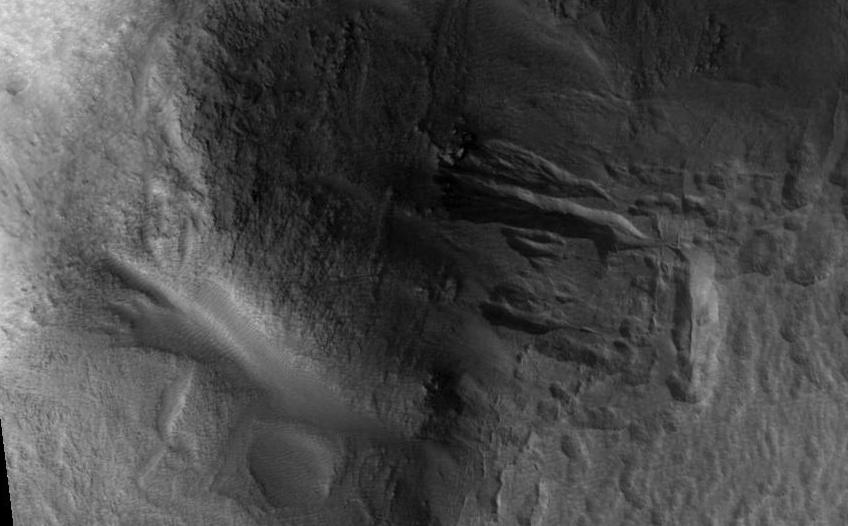
HiWish计划下高分辨率成像科学设备显示的李奥撞击坑的冲沟。
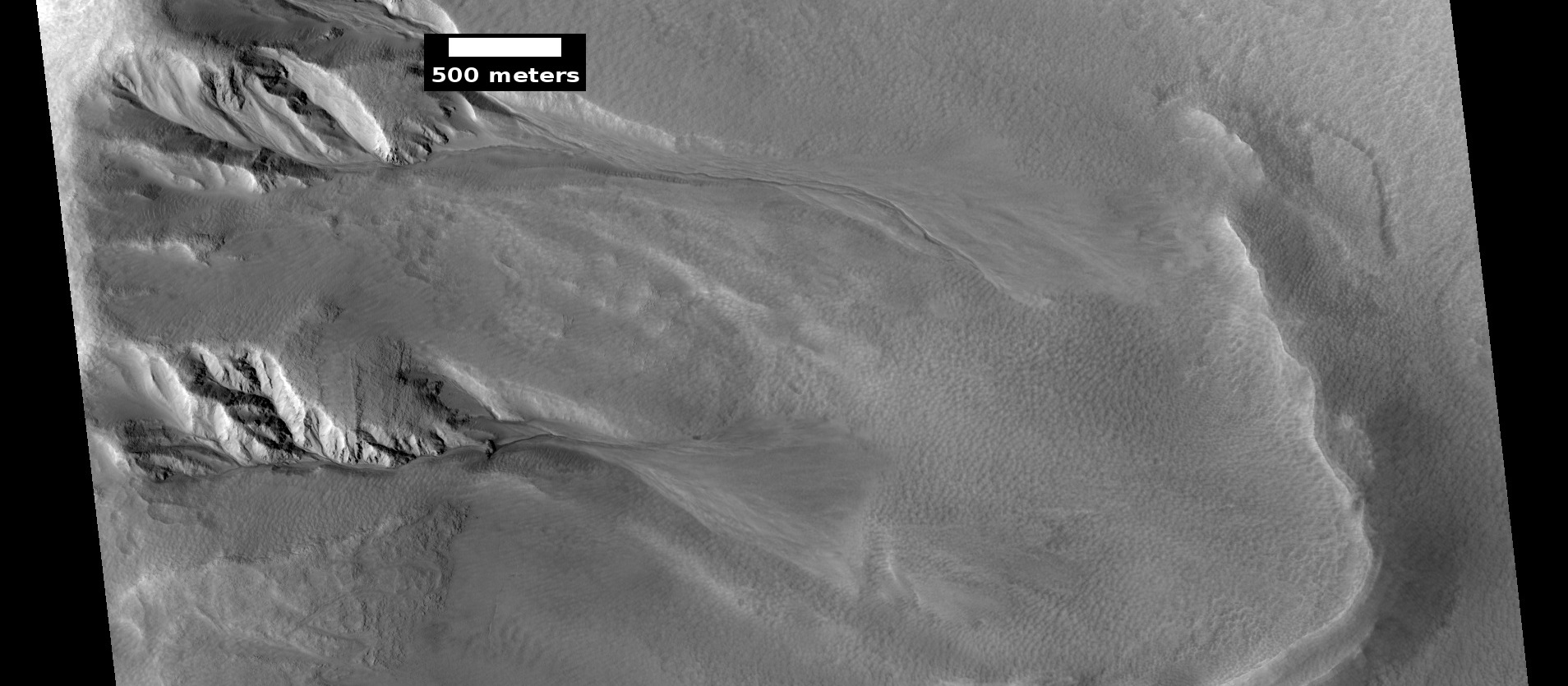
HiWish计划下高分辨率成像科学设备显示的陨坑的冲沟。
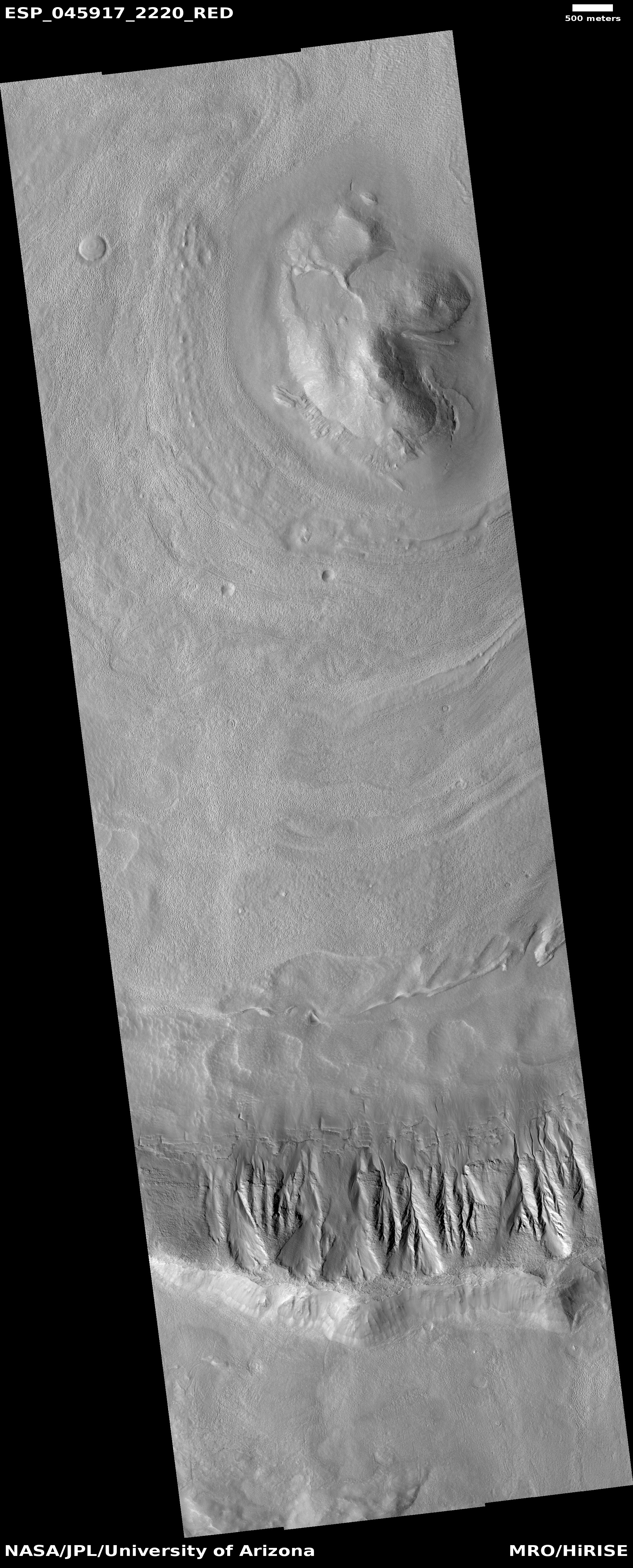
HiWish计划下高分辨率成像科学设备显示的冲沟。
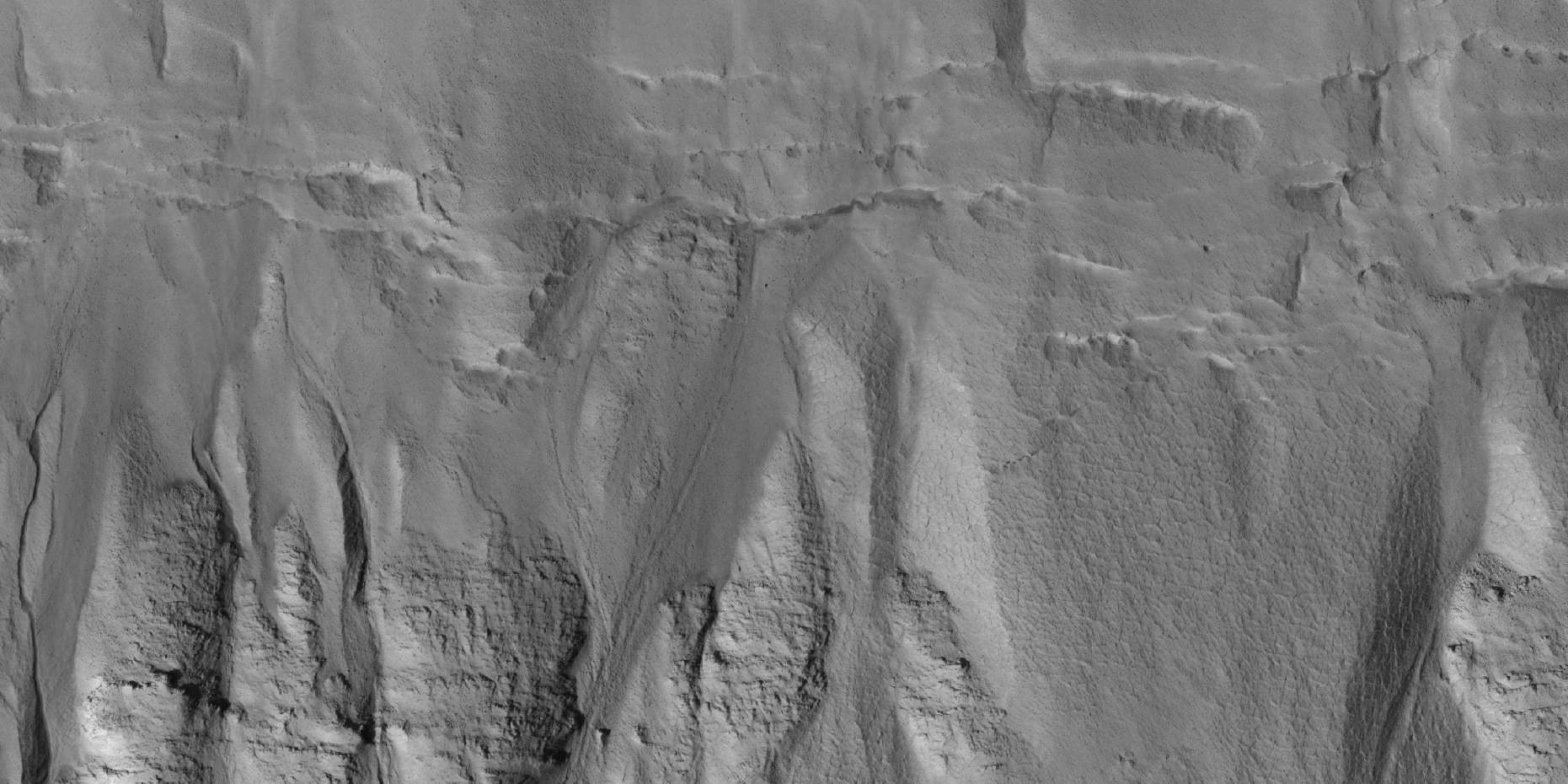
HiWish计划下高分辨率成像科学设备显示的陨坑的冲沟近景图。
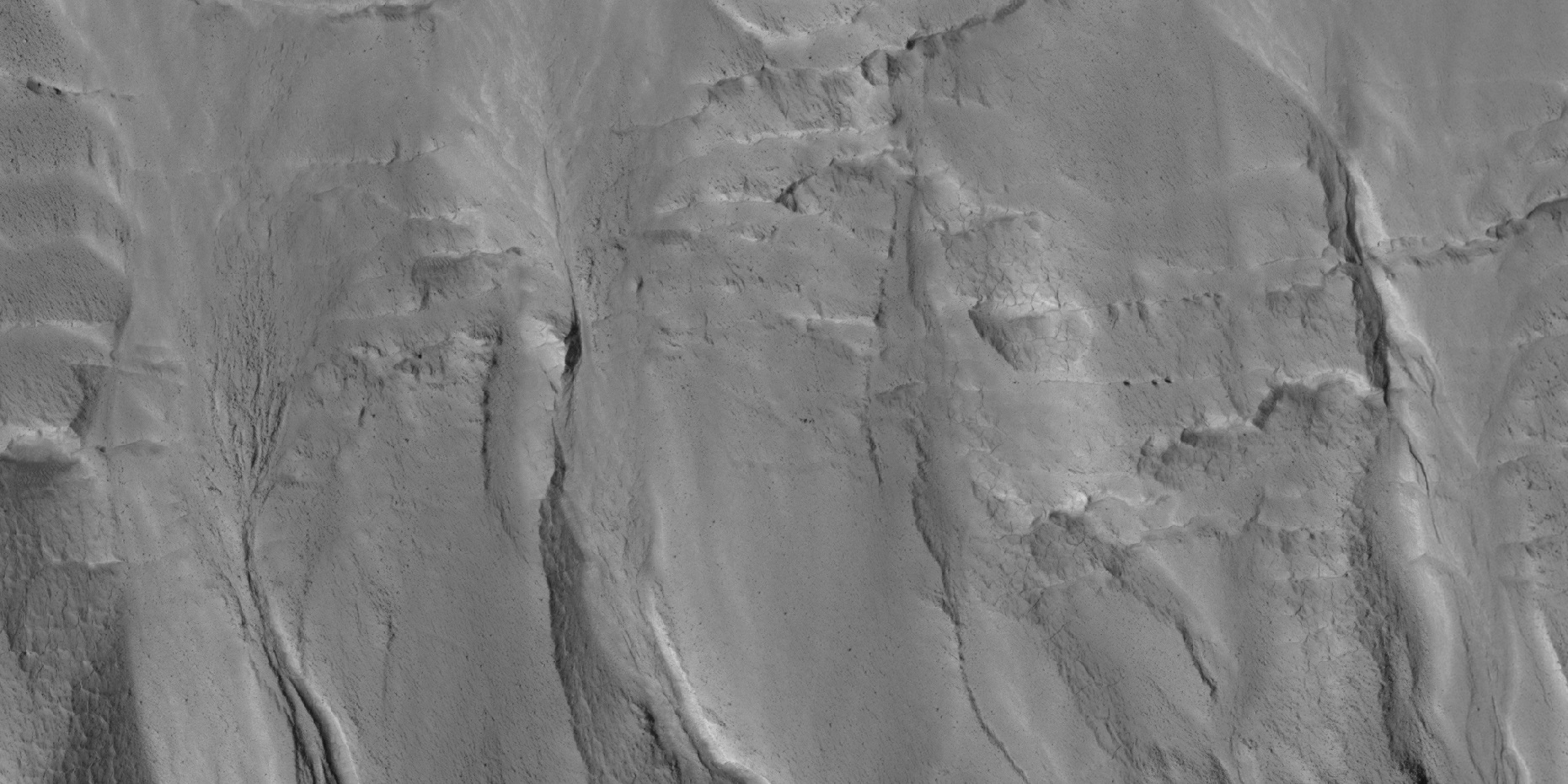
HiWish计划下高分辨率成像科学设备显示的陨坑的冲沟近景图。

雅庇吉亚区的冲沟

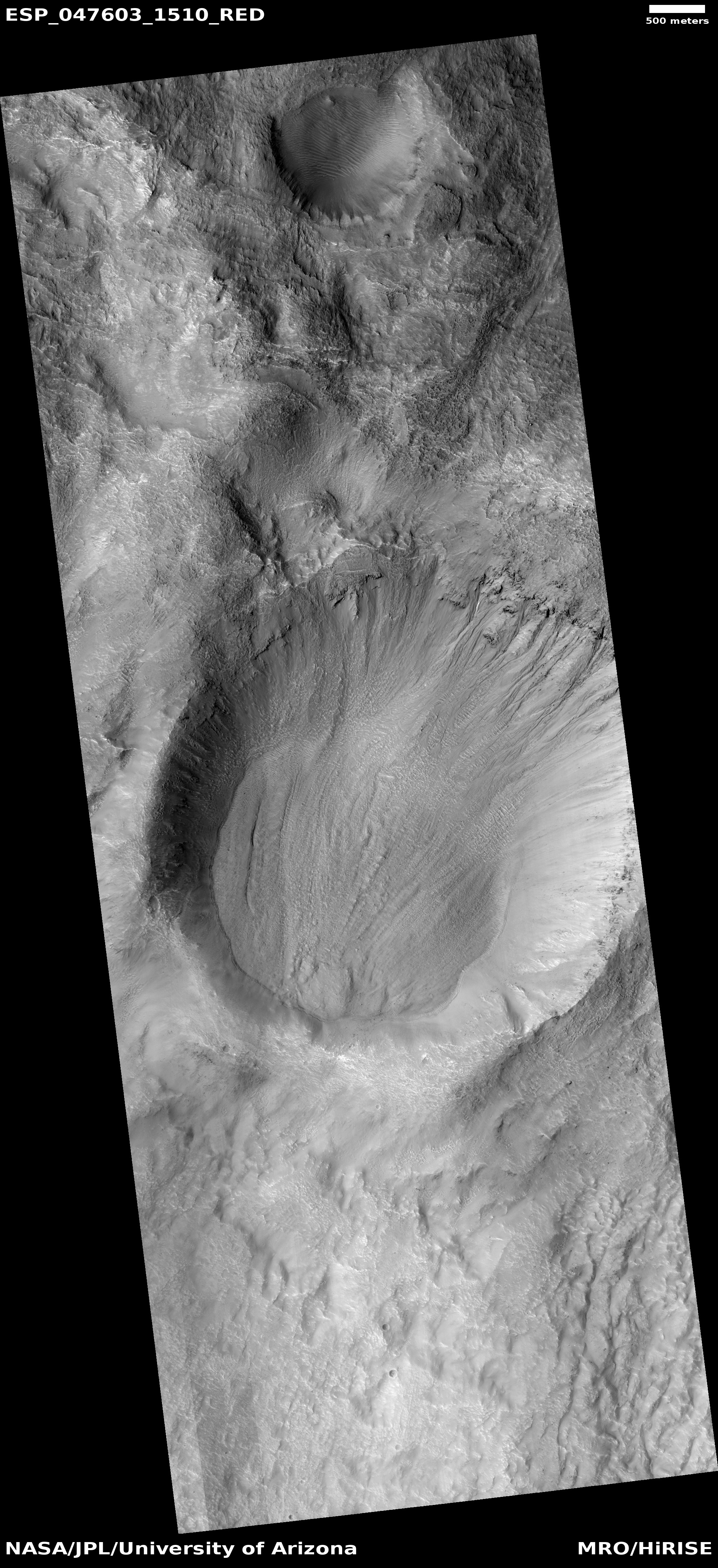
HiWish计划下高分辨率成像科学设备显示的陨坑中的冲沟。

希腊区的冲沟

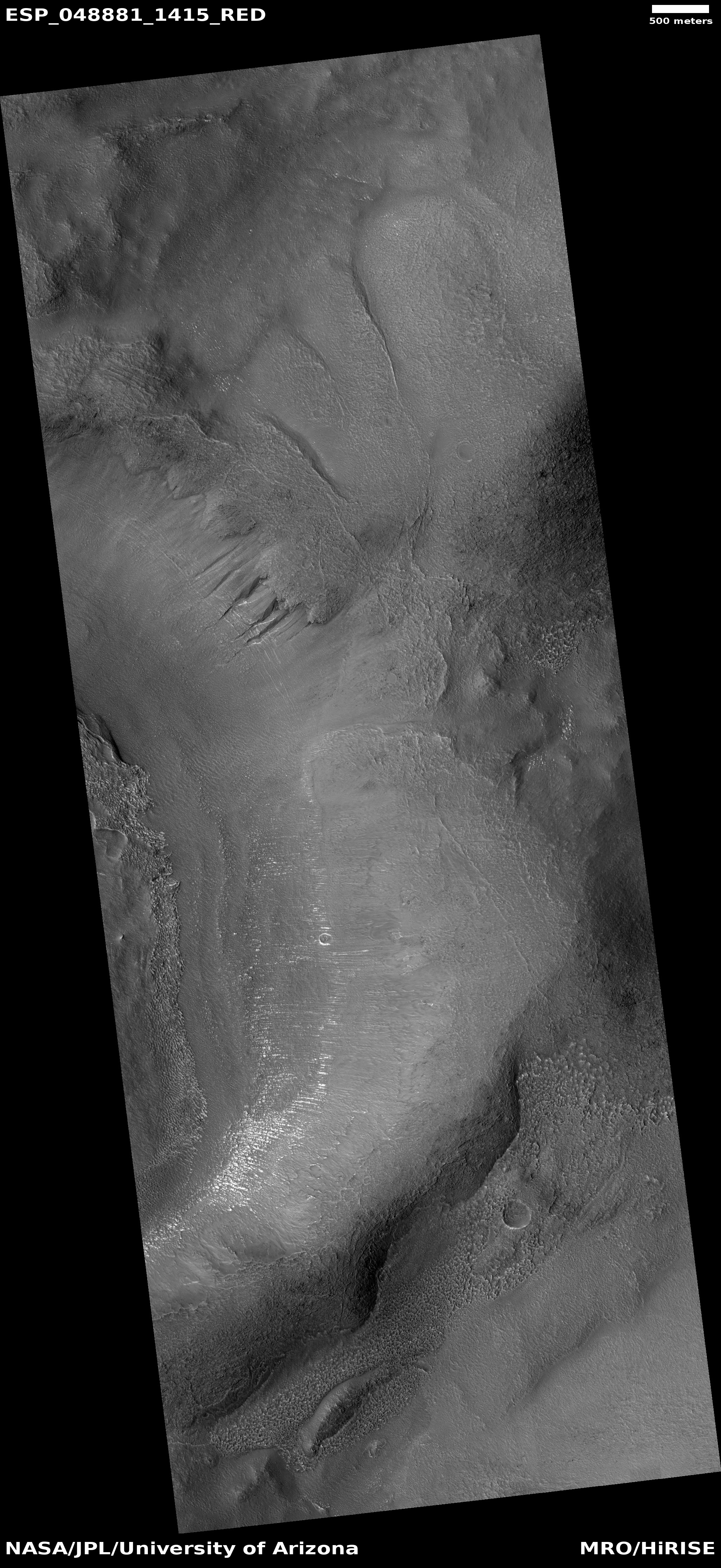
HiWish计划下高分辨率成像科学设备显示的陨坑中的冲沟。
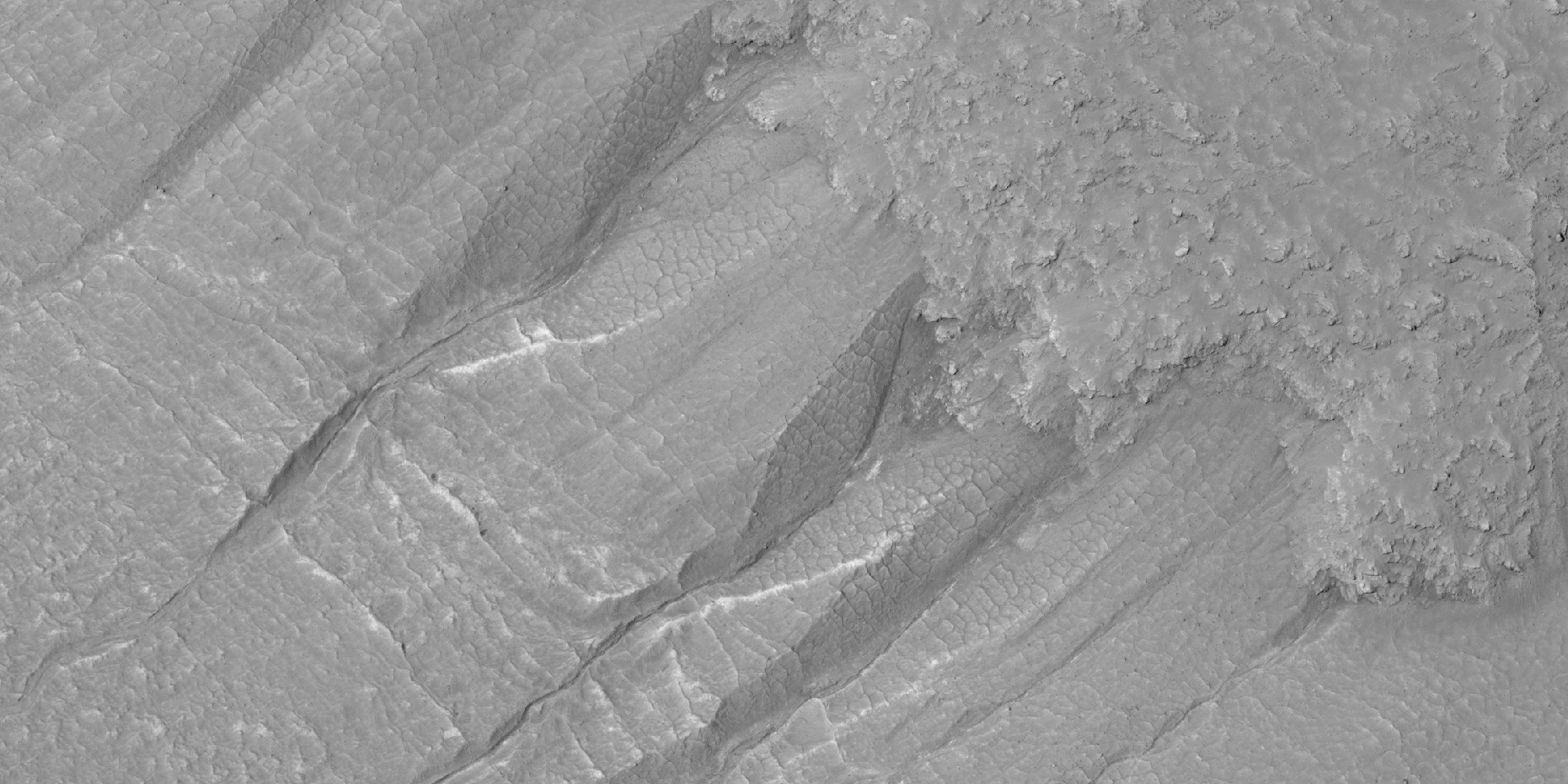
HiWish计划下高分辨率成像科学设备显示的陨坑中冲沟的近景图， 在近景图中可看到多边形地面。

## 沙丘上的冲沟
在一些沙丘上发现的冲沟与其他地方的—如陨坑壁上的有些不同。沙丘上的冲沟似乎在很长一段距离内都保持相同的宽度，并常常以一座凹坑而不是冲积扇结束。它们通常只有数米宽，两侧有凸起的坡堤。许多这样的冲沟发现于罗素陨击坑内的沙丘上。在冬季，干冰堆积在沙丘上，然后在春季出现黑点和往下坡生长的深色条纹。
干冰消失后，可看到新的流道。这些冲沟可能是由于干冰块沿陡坡向下滑造成的，也可能是干冰触发的沙流。在火星稀薄的大气中，干冰往往能以强劲的势头喷出二氧化碳。

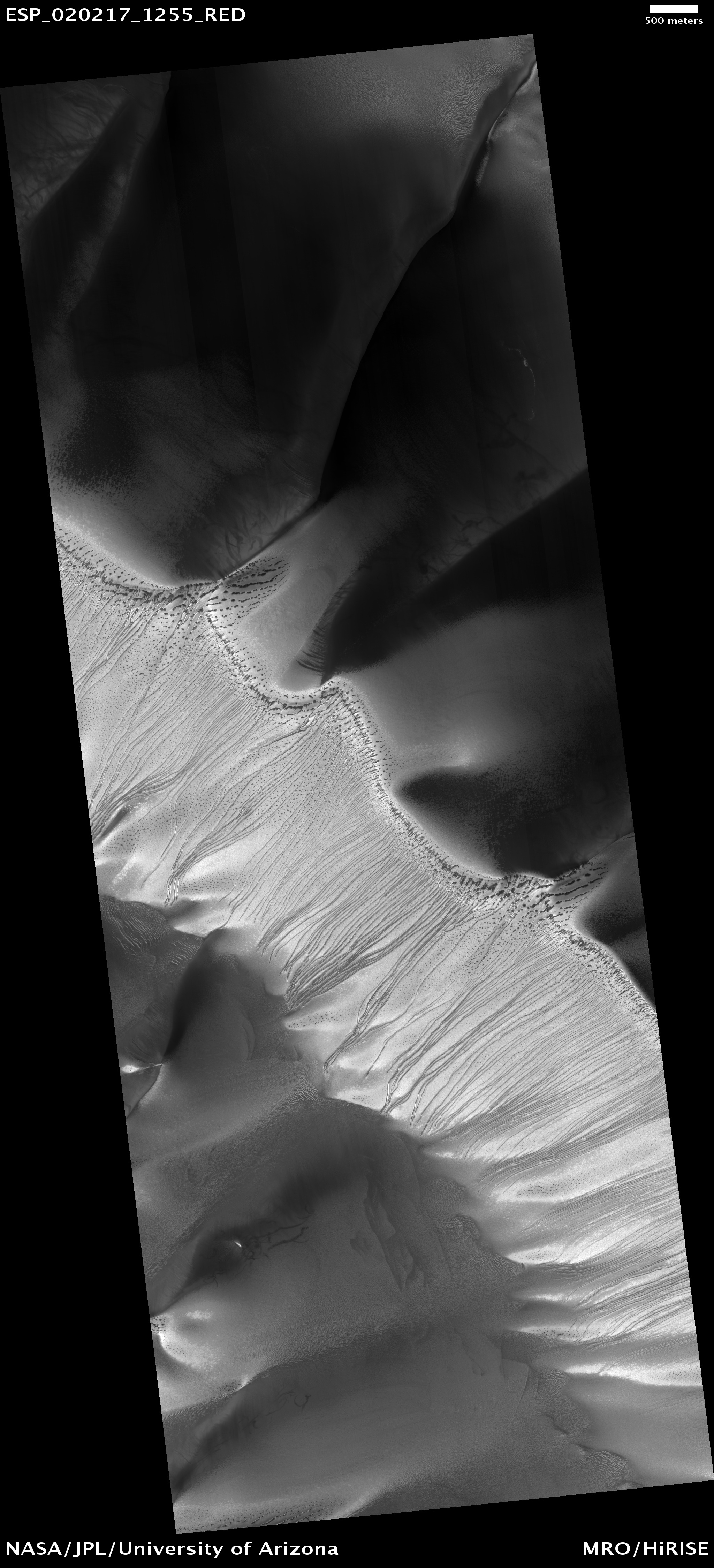
高分辨率成像科学设备显示的罗素陨击坑内沙丘全景，可以看到许多狭窄的冲沟。
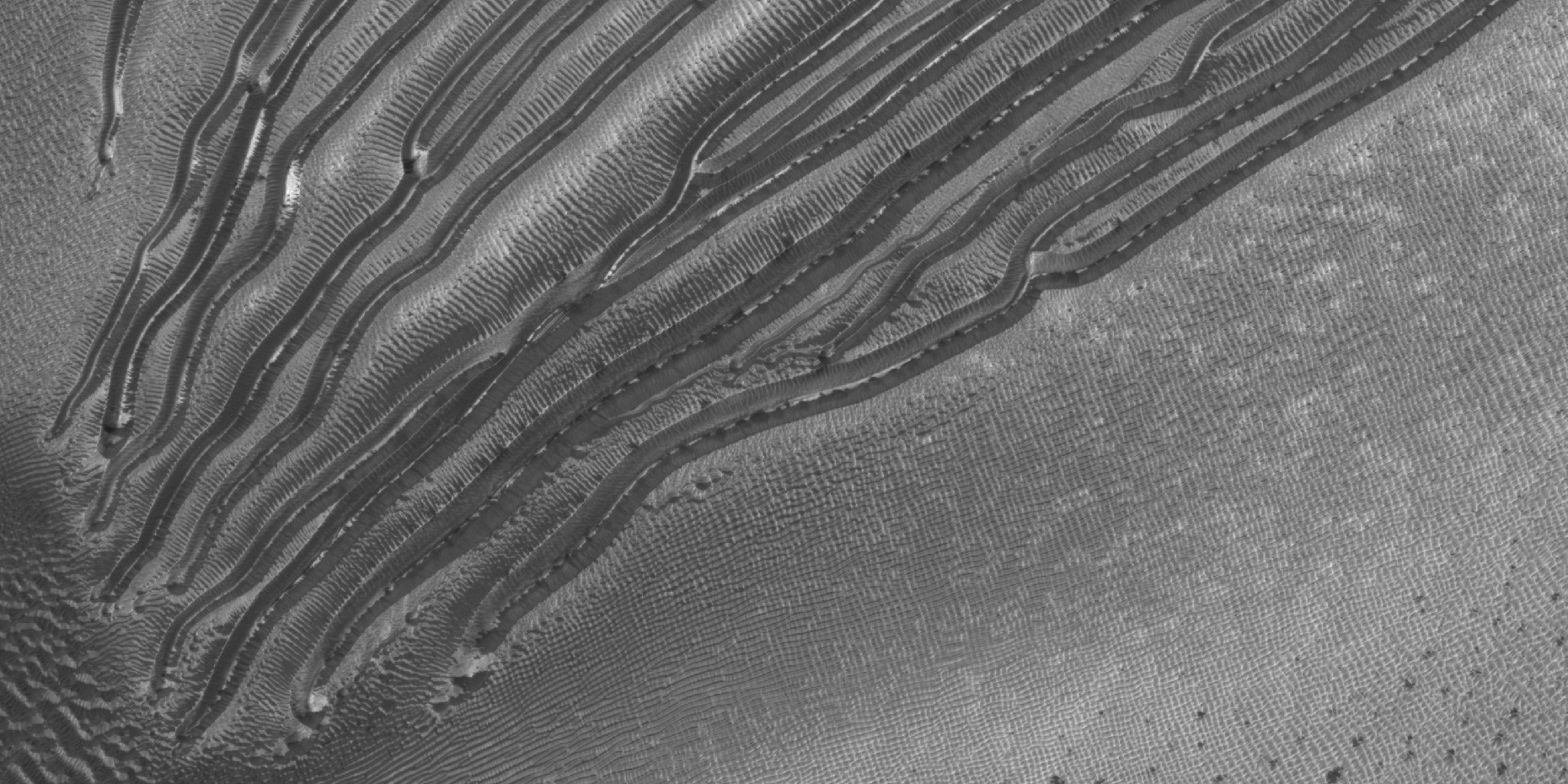
高分辨率成像科学设备拍摄的挪亚区罗素陨击坑内冲沟的末端，注：这些类冲沟通常不以冲积扇结束。
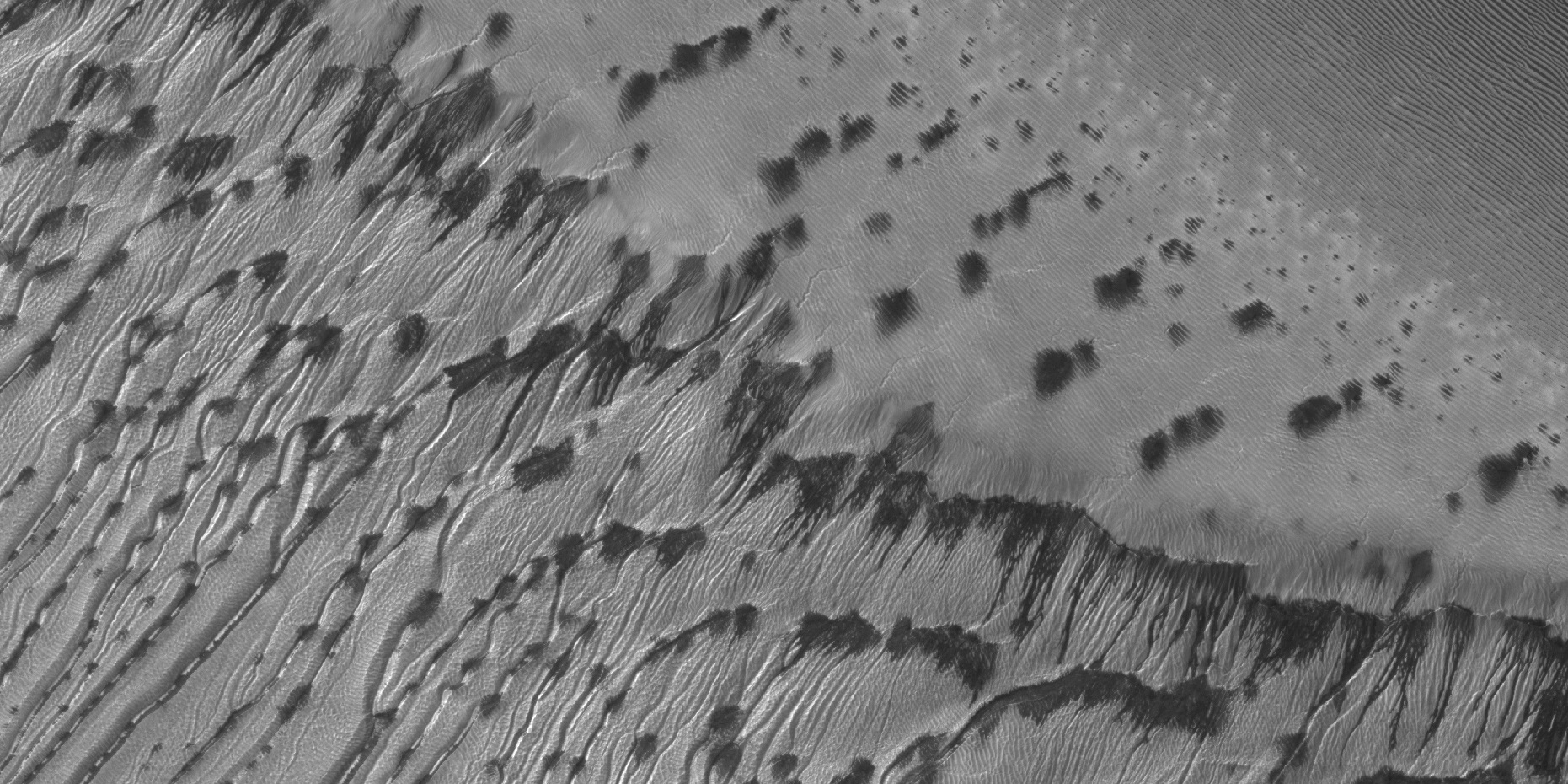
高分辨率成像科学设备拍摄的罗素陨击坑内冲沟末端近景图。
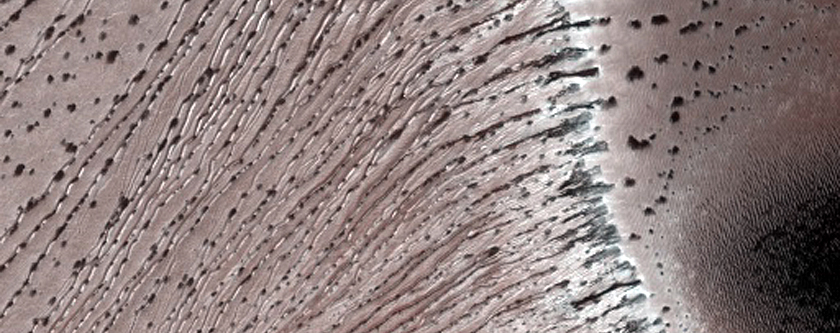
高分辨率成像科学设备拍摄的罗素陨击坑内冲沟末端彩色近景图。
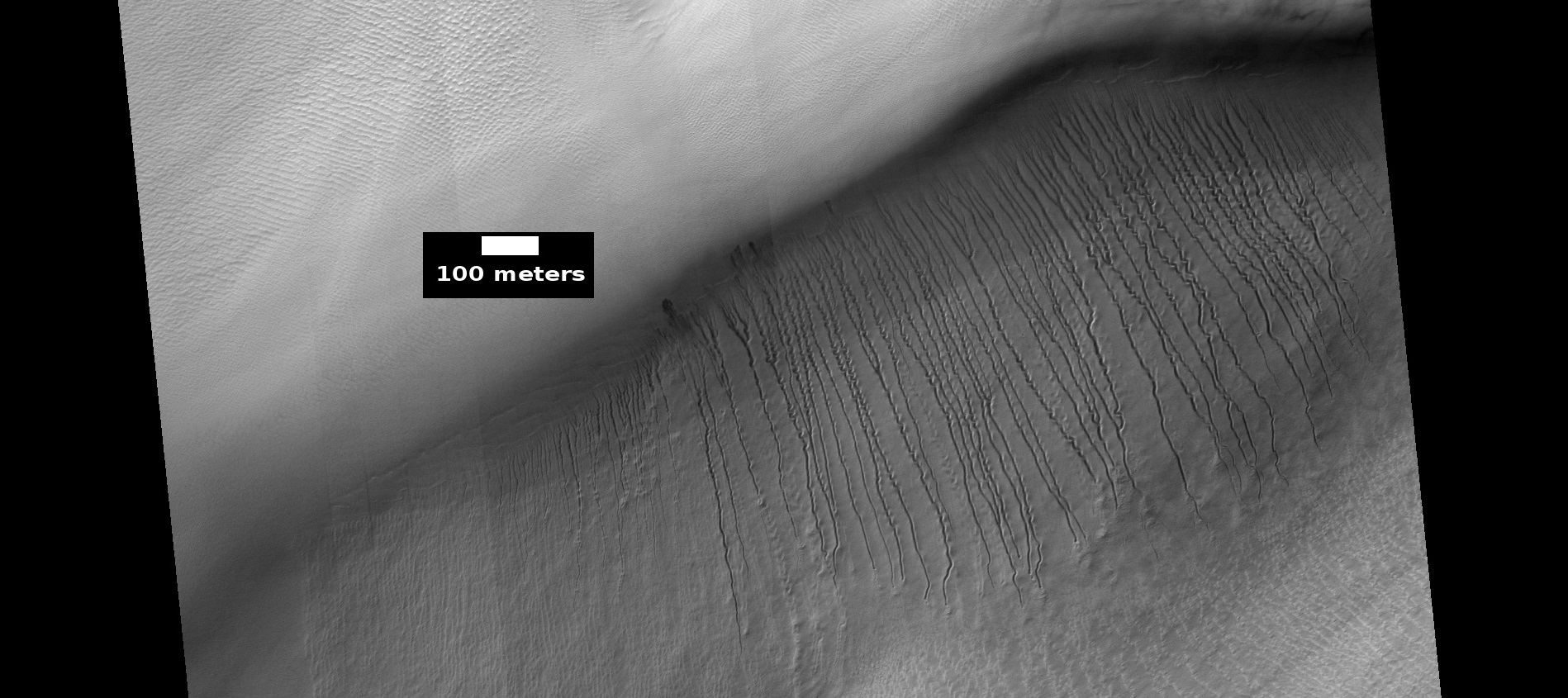
高分辨率成像科学设备拍摄的沙丘上的冲沟。

## 另请查看
- 阿耳古瑞区
- 火星气候
- 埃里达尼亚区
- 火星地质
- 法厄同区
- 火星复发斜坡线
- 陶玛西亚区
- 火星水文——行星火星上的水文